# 大田区

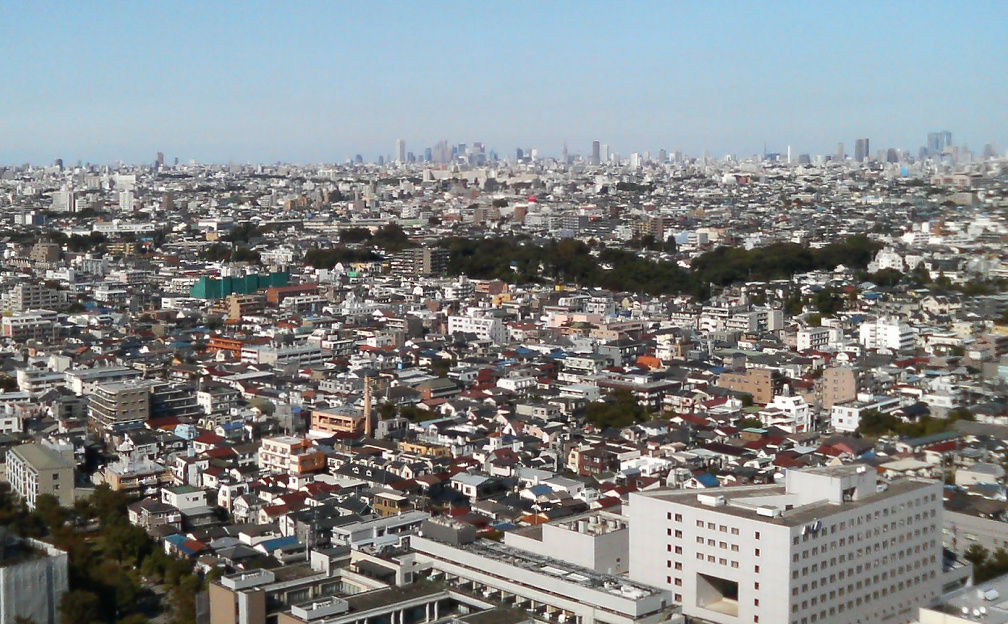
大田区の街並み

大田区（おおたく）は、東京都の区部南部に位置する特別区。神奈川県川崎市の東側に隣接し、日本最大の空港である東京国際空港（羽田空港）は区の面積の約4分の1を占める。

## 概要
東側は東京湾を挟んで房総半島を望み、中央防波堤埋立地で大田区令和島が江東区と陸上境界を接する。北側は品川区、目黒区、世田谷区と隣り合う。南西を流れる多摩川の対岸は神奈川県川崎市である。
1947年（昭和22年）に旧大森区と旧蒲田区が合併して誕生した。区名は旧大森区と旧蒲田区から1文字ずつ取って命名されたものである。羽田空港の拡張により世田谷区を上回り、23区で最大の面積をもつ区になった。
区西部の丘陵部は、日本屈指の高級住宅街として知られている田園調布や山王に代表される住宅都市である。一方で、区東部の臨海部や多摩川沿いは、京浜工業地帯に含まれる工業都市であり、町工場が集積する日本を代表をする「中小企業の街」である。他にも城南地区を代表する繁華街・歓楽街の蒲田、池上本門寺や大森貝塚、洗足池などの名所・旧跡もあり、多様な側面をみせる。
大田区役所がある蒲田地区は、区内行政・経済の中心であるとともに、蒲田駅・京急蒲田駅が所在する交通結節点でもある。東京都心と神奈川県を結ぶ鉄道路線（JR東日本東海道線・京浜東北線および京急本線）や区内を横断する鉄道（東急池上線・東急多摩川線）、道路でも環状8号線などが通り羽田空港の玄関口でもある。
区東部（東京湾臨海部）の羽田地区を中心とした広大な埋立地は、第二次世界大戦前まで穴守稲荷神社を中心とした東京近郊の一大観光地として栄え、現在は首都高速湾岸線・羽田線が通り、羽田空港や大田市場、東京流通センター、羽田クロノゲートなどが位置し、隣接する東京貨物ターミナル駅や大井コンテナ埠頭などがある品川区八潮地区とあわせて、東京の一大物流拠点となっている。現在の大田区域は大正時代から昭和時代初期にほぼ全域で耕地整理が行われ、道路など都市基盤原形が整備された。現在は大森と蒲田を「中心核」とし、その他の鉄道駅周辺を「地域核」、羽田を「未来核」とし整備が行われている。

## 人口
区内人口は2000年国勢調査では前回比2.21%増、2005年国勢調査では同2.31%増と増加傾向にあり、2017年時点では鳥取県や島根県、高知県の人口を上回る。大田区戸籍住民課調べによる出生・死亡などの自然増減、転入・転出などの社会増減、外国人の帰化などのその他増減を加味した人口動態でも2004年度+4,862人、2005年度+5,246人、2006年度+3,043人の増加となっている。区内人口は夜間人口より昼間人口の方が多い。男女比率は2005年国勢調査では、男性103 対 女性100 となっている。
人口密度は2000年国勢調査では10,937人/km2、2005年国勢調査では11,190人/km2である。東京23区で19番目の低人口密度となっているが、これは前述の通り羽田空港の面積を含むからである。それでも東京都平均の約2倍、全国平均の約33倍に相当する。
世帯当たりの人員は2000年国勢調査では2.19人、2005年国勢調査では2.11人と減少傾向にある。
外国人登録者数は一定している。大田区戸籍住民課調べでは毎年1月1日時点で2003年15,534人、2004年16,015人、2005年15,716人、2006年16,181人、2007年16,475人、2019年1月1日現在でその数は24,199人に達している。国籍では中国、韓国朝鮮、フィリピンの順に多い。
人口は増加傾向にあり、世帯数はさらに急増傾向にあるため、1世帯当たりの人員は縮小傾向にある。これは「夫婦と子供世帯」の大家族世帯が減少し、「単身世帯」や「夫婦のみの2人世帯」が増加していることを示している。
大田区高齢福祉課の予想では2023年度には区域の5人に1人が、75歳以上の後期高齢者となる。
| |                                        |  |
| 大田区と全国の年齢別人口分布（2005年） | 大田区の年齢・男女別人口分布（2005年） |  |
| ■紫色 ― 大田区 ■緑色 ― 日本全国 | ■青色 ― 男性 ■赤色 ― 女性              |  |
| 大田区（に相当する地域）の人口の推移 \| 1970年（昭和45年） \| 734,990人 \| \| \| 1975年（昭和50年） \| 691,337人 \| \| \| 1980年（昭和55年） \| 661,147人 \| \| \| 1985年（昭和60年） \| 662,814人 \| \| \| 1990年（平成2年） \| 647,914人 \| \| \| 1995年（平成7年） \| 636,276人 \| \| \| 2000年（平成12年） \| 650,331人 \| \| \| 2005年（平成17年） \| 665,674人 \| \| \| 2010年（平成22年） \| 693,373人 \| \| \| 2015年（平成27年） \| 717,082人 \| \| \| 2020年（令和2年） \| 748,081人 \| \| |                                        |  |
| 総務省統計局 国勢調査より |                                        |  |
| 1970年（昭和45年） | 734,990人                              |  |
| 1975年（昭和50年） | 691,337人                              |  |
| 1980年（昭和55年） | 661,147人                              |  |
| 1985年（昭和60年） | 662,814人                              |  |
| 1990年（平成2年） | 647,914人                              |  |
| 1995年（平成7年） | 636,276人                              |  |
| 2000年（平成12年） | 650,331人                              |  |
| 2005年（平成17年） | 665,674人                              |  |
| 2010年（平成22年） | 693,373人                              |  |
| 2015年（平成27年） | 717,082人                              |  |
| 2020年（令和2年） | 748,081人                              |  |

### 昼夜間人口
2005年に夜間人口（居住者）は664,029人であるが、区外からの通勤者と通学生および居住者のうちの区内に昼間残留する人口の合計である昼間人口は657,209人で、昼は夜の0.99倍の人口になる（国勢調査では年齢不詳の者が東京都だけで16万人いる。上のグラフには年齢不詳のものを含め、昼夜間人口に関しては年齢不詳の人物は数字に入っていないので数字の間に誤差は生じる）。区内の繁華街（大森、蒲田）では夜より昼の人口が多く、郊外の町（東急沿線）では昼より夜の人口が多いため、相殺されて上記の数字となっている。

## 地理
区の中央に位置する平地部は市街地が広がり、ビルやマンションなどが立ち並ぶ。
京浜運河より東側は埋立地となっており、物流拠点や工業団地がある。野鳥公園、海浜公園などが整備されている。
池上通りより西側は丘陵部となっており、小規模なアパートや民家、農地が混在している。丘陵部には臼田坂、蓬莱坂など名称を持つ坂が約50ある。標高は東から西に向かって高くなり、最高点では約42.5メートルとなる。
飛び地状の領域として、令和島地区1.03 km2が中央防波堤埋立地西側に存在し、2020年6月1日に町名の新設及び住居表示が実施された。
埋立地以外の領域はほとんどが多摩川の左岸にあるが、右岸の河川敷に一部、川崎市川崎区に囲まれた飛び地状の領域がある。逆に、大師橋付近の左岸の河川敷には川崎市の飛び地がある。これらは、かつて大きく蛇行していた多摩川の旧流路の痕跡である。

### 隣接する自治体・行政区
括弧内は行政区を示す。
東京都
- 江東区
- 品川区
- 目黒区
- 世田谷区

神奈川県
- 川崎市（川崎区、幸区、中原区）

### 面積
大田区は東京湾の埋め立てによって区域を拡大してきた。1967年（昭和42年）平和島および昭和島、1972年（昭和47年）大井ふ頭、1974年（昭和49年）京浜島、1978年（昭和53年）城南島と次々に人工島を造成し、更に1984年（昭和59年）から始まった羽田空港沖合埋立て工事が1992年（平成4年）に完了したことで、世田谷区を抜いて東京23区総面積の9.6%を占める最も大きな区となった（同時に大田区の総面積の約3割を羽田空港が占めるようになった）。
中央防波堤周辺の帰属問題については「中央防波堤埋立地」を参照。

### 気候・気象
区域は、気象庁の警報注意報の発表区域では東京地方23区西部に、ケッペンの気候区分では温帯の温暖湿潤気候に属する。冬季の降雪はほとんどない。区域では北寄りの風が多い。羽田空港滑走路も北寄りの風に対応している。
区域には気象庁が東京23区に設置しているアメダス観測地点の一つがある。羽田観測地点（北緯35度33.2分、東経139度46.8分、標高6 m）で、降水量、気温、風向風速を観測している。当初は降水量のみ観測していたが、1993年から気温、風向風速の観測も始めた。
| 東京国際空港（羽田空港、東京航空地方気象台）の気候                                      | 東京国際空港（羽田空港、東京航空地方気象台）の気候 | 東京国際空港（羽田空港、東京航空地方気象台）の気候 | 東京国際空港（羽田空港、東京航空地方気象台）の気候 | 東京国際空港（羽田空港、東京航空地方気象台）の気候 | 東京国際空港（羽田空港、東京航空地方気象台）の気候 | 東京国際空港（羽田空港、東京航空地方気象台）の気候 | 東京国際空港（羽田空港、東京航空地方気象台）の気候 | 東京国際空港（羽田空港、東京航空地方気象台）の気候 | 東京国際空港（羽田空港、東京航空地方気象台）の気候 | 東京国際空港（羽田空港、東京航空地方気象台）の気候 | 東京国際空港（羽田空港、東京航空地方気象台）の気候 | 東京国際空港（羽田空港、東京航空地方気象台）の気候 | 東京国際空港（羽田空港、東京航空地方気象台）の気候 |
| 月                                                                                      | 1月                                                | 2月                                                | 3月                                                | 4月                                                | 5月                                                | 6月                                                | 7月                                                | 8月                                                | 9月                                                | 10月                                               | 11月                                               | 12月                                               | 年                                                 |
| --------------------------------------------------------------------------------------- | -------------------------------------------------- | -------------------------------------------------- | -------------------------------------------------- | -------------------------------------------------- | -------------------------------------------------- | -------------------------------------------------- | -------------------------------------------------- | -------------------------------------------------- | -------------------------------------------------- | -------------------------------------------------- | -------------------------------------------------- | -------------------------------------------------- | -------------------------------------------------- |
| 最高気温記録 °C （°F）                                                                  | 21.1 (70)                                          | 22.6 (72.7)                                        | 27.5 (81.5)                                        | 27.8 (82)                                          | 31.3 (88.3)                                        | 35.5 (95.9)                                        | 37.7 (99.9)                                        | 38.2 (100.8)                                       | 35.5 (95.9)                                        | 32.1 (89.8)                                        | 27.2 (81)                                          | 24.8 (76.6)                                        | 38.2 (100.8)                                       |
| 平均最高気温 °C （°F）                                                                  | 9.8 (49.6)                                         | 10.4 (50.7)                                        | 13.7 (56.7)                                        | 18.5 (65.3)                                        | 22.9 (73.2)                                        | 25.5 (77.9)                                        | 29.5 (85.1)                                        | 31.2 (88.2)                                        | 27.2 (81)                                          | 21.9 (71.4)                                        | 16.9 (62.4)                                        | 12.3 (54.1)                                        | 20.0 (68)                                          |
| 日平均気温 °C （°F）                                                                    | 6.3 (43.3)                                         | 6.8 (44.2)                                         | 9.8 (49.6)                                         | 14.5 (58.1)                                        | 19.0 (66.2)                                        | 22.0 (71.6)                                        | 25.8 (78.4)                                        | 27.4 (81.3)                                        | 24.0 (75.2)                                        | 18.9 (66)                                          | 13.8 (56.8)                                        | 8.9 (48)                                           | 16.4 (61.5)                                        |
| 平均最低気温 °C （°F）                                                                  | 2.7 (36.9)                                         | 3.3 (37.9)                                         | 6.1 (43)                                           | 10.8 (51.4)                                        | 15.7 (60.3)                                        | 19.3 (66.7)                                        | 23.2 (73.8)                                        | 24.6 (76.3)                                        | 21.4 (70.5)                                        | 16.2 (61.2)                                        | 10.6 (51.1)                                        | 5.3 (41.5)                                         | 13.3 (55.9)                                        |
| 最低気温記録 °C （°F）                                                                  | −2.5 (27.5)                                        | −2.9 (26.8)                                        | −0.2 (31.6)                                        | 0.1 (32.2)                                         | 9.2 (48.6)                                         | 12.1 (53.8)                                        | 17.2 (63)                                          | 17.9 (64.2)                                        | 13.1 (55.6)                                        | 8.9 (48)                                           | 1.5 (34.7)                                         | −2.2 (28)                                          | −2.9 (26.8)                                        |
| 降水量 mm （inch）                                                                      | 51.0 (2.008)                                       | 52.1 (2.051)                                       | 111.3 (4.382)                                      | 117.6 (4.63)                                       | 126.7 (4.988)                                      | 150.1 (5.909)                                      | 137.4 (5.409)                                      | 114.4 (4.504)                                      | 204.9 (8.067)                                      | 204.5 (8.051)                                      | 90.0 (3.543)                                       | 55.0 (2.165)                                       | 1,405.4 (55.331)                                   |
| 平均降水日数 （≥1.0 mm）                                                                | 4.9                                                | 5.7                                                | 10.0                                               | 9.9                                                | 10.2                                               | 11.4                                               | 9.9                                                | 7.3                                                | 10.8                                               | 10.3                                               | 7.7                                                | 5.4                                                | 102.6                                              |
| 出典1：平年値（年・月ごとの値）（降水量のみ1991年 - 2020年、それ以外は1993年 - 2020年） |                                                    |                                                    |                                                    |                                                    |                                                    |                                                    |                                                    |                                                    |                                                    |                                                    |                                                    |                                                    |                                                    |
| 出典2：観測史上1〜10位の値最高/最低気温記録は1993年以降                                 |                                                    |                                                    |                                                    |                                                    |                                                    |                                                    |                                                    |                                                    |                                                    |                                                    |                                                    |                                                    |                                                    |

### 河川・水路・池

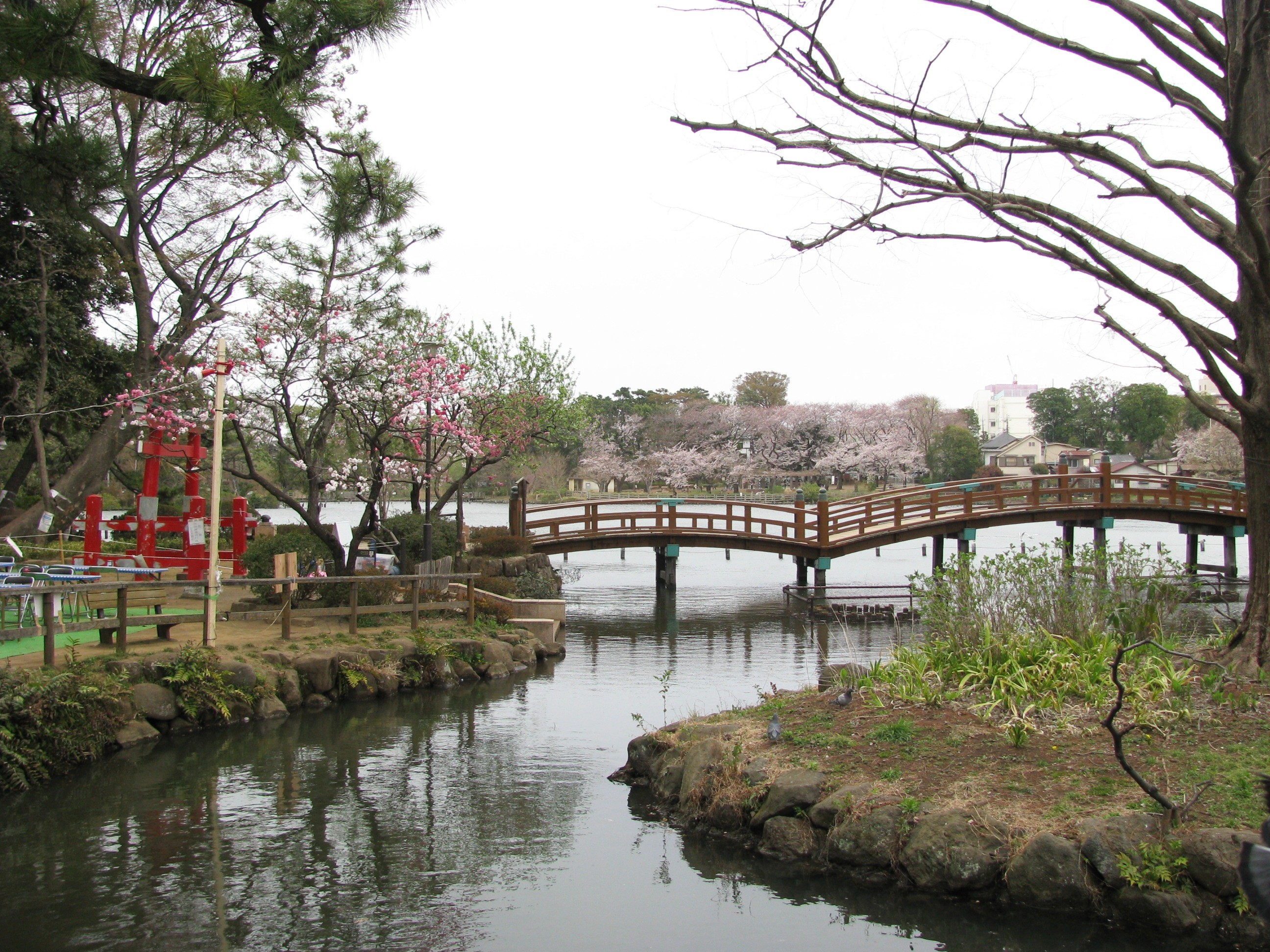
洗足池（勝海舟夫妻の墓がある）

- 河川（一級河川が合計19,020 m 二級河川が合計10,560 m）
  - 多摩川（六郷川）：東京都と神奈川県の都県境
  - 海老取川：国内でも数少ない旋回方式の可動橋（羽田可動橋）がある
  - 呑川（新呑川）（のみかわ）
  - 旧呑川
  - 内川
  - 丸子川
- 水路
  - 貴船堀
  - 北前堀
  - 南前堀
  - 京浜運河
  - 平和島運河
- 池
  - 洗足池
  - 弁天池（山王四丁目）
  - 弁天池（本門寺公園）
  - 洗足小池
  - 光明寺の池：昭和60年代から立入禁止となり、防火用水となっている。

## 歴史
古代以前

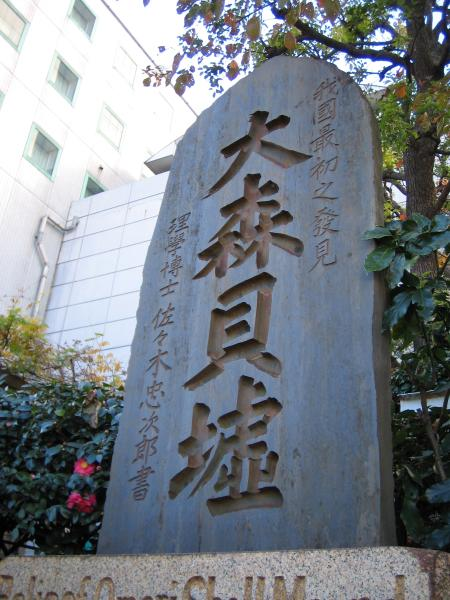
大森貝墟碑

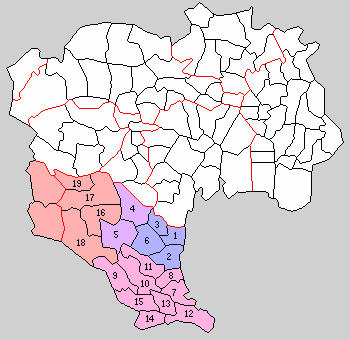
荏原郡の町村地図（1889年・大田区は右下の桃色の部分）

先土器時代には人が住んでいたことが、久が原小学校内遺跡調査により確認されている。続く時代の遺跡では、縄文時代は大森貝塚が、弥生時代は山王遺跡が発見されている。
古墳時代には強大な首長がいたと推測され、荏原台古墳群が多摩川流域沿いにある。
日本が令制国に分けられると、現在の大田区は武蔵国荏原郡とされた。奈良時代から平安時代の官衙跡もあり、数多くの横穴墓が斜面に掘られ、村落が広がりを見せていたと思われる。
中世
豪族の居館・城館跡が多く残されている。南北朝時代には、蒲田を領した武蔵江戸氏支流が蒲田氏を名乗り、そのはじめである蒲田忠武らは、南朝方の新田義興を多摩川の矢口渡で謀殺した
近世
戦国時代に武蔵国を支配した後北条氏は、豊臣政権による小田原征伐で大名としては滅び、その旧領には徳川家康が国替えとなった。関ヶ原の戦いで勝利した家康は江戸幕府を開き、江戸南郊である現在の大田区は、天領、幕臣知行地、近辺の寺社領となった。
多摩川には六郷橋が架橋され、その他の各所では渡し船が盛んであった。
江戸湾（現在の東京湾）では海苔が養殖されたほか、大森の麦細工、梨などが名物であった。
近代以降
- 1889年（明治22年）5月1日：町村制が施行され、東京府荏原郡のうち現在の大田区のエリアでは以下の町村が誕生した。
  - 大森村、入新井村、池上村、馬込村、調布村、羽田村、蒲田村、矢口村、六郷村
- 1897年（明治30年）7月20日：大森村が町制施行して大森町となる[6]。
- 1907年（明治40年）10月8日：羽田村が町制施行して羽田町となる[注釈 1]。
- 1919年（大正8年）8月1日：入新井村が町制施行して入新井町となる。
- 1922年（大正11年）10月10日：蒲田村が町制施行して蒲田町となる[8]。
- 1926年（大正15年）8月1日：池上村が町制施行して池上町となる[9]。
- 1928年（昭和3年）
  - 1月1日：馬込村が町制施行して馬込町となる[10]。
  - 2月11日：矢口村が町制施行して矢口町となる[11]。
  - 4月1日：六郷村が町制施行して六郷町に、調布村が町制施行改称して東調布町となる[11]。
- 1932年（昭和7年）10月1日：記町村が東京市に編入され、大森・入新井・池上・馬込・東調布の5町域をもって大森区が、羽田・蒲田・矢口・六郷の4町域をもって蒲田区がそれぞれ誕生した[12]。尚、1932年（昭和7年）4月26日に、東京市から東京府へと提出（内申）された市域拡張案では、大森町・入新井町・羽田町で大森区、蒲田町・池上町・東調布町・矢口町・六郷町で蒲田区、馬込町は荏原町と共に荏原区となる予定であった[13]。

太平洋戦争中の1943年（昭和18年）7月1日、東京都制が施行され、大森区と蒲田区を含む東京市35区は東京都の区となった。
- 1947年（昭和22年）3月15日
  - 大森区と蒲田区が合併し、大田区が成立[14]。
  - 旧大森区の範囲は、概ね現在の千鳥、中央、石川町、鵜の木、山王、上池台、池上、仲池上、北千束、南千束、久が原、南久が原、北嶺町、東嶺町、西嶺町、南雪谷、東雪谷、雪谷大塚町、田園調布、田園調布本町、田園調布南、北馬込、南馬込、東馬込、西馬込、中馬込、大森北、大森南、大森東、大森西、大森中、大森本町である。
  - 旧蒲田区の範囲は、概ね現在の下丸子、多摩川、萩中、矢口、東矢口、羽田、本羽田、羽田旭町、羽田空港、北糀谷、東糀谷、西糀谷、南六郷、東六郷、西六郷、仲六郷、蒲田、南蒲田、東蒲田、西蒲田、新蒲田、蒲田本町である。
  - この両区域のほかに、埋立地として、ふるさとの浜辺公園、東海、京浜島、城南島、昭和島、平和島、平和の森公園、令和島がある。
- 1954年（昭和29年）5月1日 - 品川区との区境を変更。山王一丁目の一部が大井坂下町・大井水神町に、入新井一丁目の一部が大井海岸町に、大井坂下町の一部が入新井五丁目に編入する[15]。
- 1954年（昭和29年）10月30日：大田区民会館（現：池上会館）の落成を記念して「大田区歌」を制定。
- 1966年（昭和41年）：人口が大田区史上最大750,412人となる。
- 1980年（昭和55年）5月16日：防災行政無線が開局される。
- 2016年（平成28年）4月26日：合併70周年記念イメージソング「笑顔、このまちから」を選定。

区役所本庁舎沿革については、大田区役所を参照のこと。

### 名称の由来
合併した大森区と蒲田区からそれぞれ1文字ずつ採った合成地名である。一説には、当時の人口は大森区が蒲田区の3倍以上であり、町の歴史や規模も大森が勝っていた（実際に合併後の大田区役所は、区の鉄道網が集まる蒲田ではなく、旧大森区役所に設置された）ため、旧品川区が旧荏原区と合併したがそのまま品川区となったように、本来はそのまま「大森区」の名称を継承する予定であったが、合併協議の際に大森区側議員が失言し、蒲田区側議員が反対をはじめたため、両者から1文字ずつ採る事になったとも云われている。
その他の案には、「東海区」「六郷区」「京浜区」「池上区」「多摩川区」「多摩区」「羽田区」などがあった。他にも民間人の意見として、鉄道網が集まっていることや将来的な発展を見越して「蒲田区」、そのままくっ付けただけの「大森蒲田区」あるいは「蒲田大森区」、『大田区』とは逆の「蒲森区」などの案が出ていたという。

### 地域区分
大田区では区域を4分割し、各地域ごとに地域庁舎を設置している。更に地域庁舎の下部組織として特別出張所を設置している。また、行政地区を3区分とする場合は、蒲田地域、糀谷・羽田地域を合わせて蒲田地区としている。
大森地域庁舎（旧・大田北地域行政センター）
大森東、大森西、入新井、馬込、池上、新井宿の各特別出張所が所管する地区
調布地域庁舎（旧・大田西地域行政センター）
嶺町、田園調布、鵜の木、久が原、雪谷、千束の各特別出張所が所管する地区
蒲田地域庁舎（旧・大田南地域行政センター）
六郷、矢口、蒲田西、蒲田東の各特別出張所が所管する地区
糀谷・羽田地域庁舎（旧・大田東地域行政センター）
糀谷、羽田の各特別出張所が所管する地区

## 町名
大田区では、全域で住居表示に関する法律に基づく住居表示が実施されている。当該住居表示実施直前の旧町名の一覧である。旧町名の後に「（全）」と注記したもの以外は当該旧町域の一部である。

### 区役所出張所管内別の一覧

#### 大森東特別出張所
| 町名         | 町区域新設年月日 | 住居表示実施年月日 | 住居表示実施前の町名など                          | 備考                           |
| ------------ | ---------------- | ------------------ | ------------------------------------------------- | ------------------------------ |
| 大森中一丁目 | 1969年9月1日     | 1969年9月1日       | 大森3、大森4、大森6の各全部と大森7、大森8の各一部 |                                |
| 大森中二丁目 | 1969年9月1日     | 1969年9月1日       | 大森5の全部と大森7、大森8の各一部                 |                                |
| 大森中三丁目 | 1969年9月1日     | 1969年9月1日       | 大森7、大森8の各一部                              |                                |
| 大森東一丁目 | 1964年9月1日     | 1964年9月1日       | 大森1の一部                                       |                                |
| 大森東二丁目 | 1964年9月1日     | 1964年9月1日       | 大森3、大森6の各一部                              |                                |
| 大森東三丁目 | 1964年9月1日     | 1964年9月1日       | 大森6、大森7の各一部                              |                                |
| 大森南一丁目 | 1964年9月1日     | 1964年9月1日       | 大森9、北糀谷町の各一部                           | 旧町丁が北糀谷町の部分を除く。 |
| 大森南二丁目 | 1964年9月1日     | 1964年9月1日       | 大森9、北糀谷町の各一部                           | 旧町丁が北糀谷町の部分を除く。 |
| 大森南三丁目 | 1964年9月1日     | 1964年9月1日       | 大森9の一部                                       |                                |
| 大森南四丁目 | 1964年9月1日     | 1964年9月1日       | 森ケ崎町の一部                                    |                                |
| 大森南五丁目 | 1964年9月1日     | 1964年9月1日       | 森ケ崎町の一部                                    |                                |

#### 大森西特別出張所
| 町名               | 町区域新設年月日 | 住居表示実施年月日 | 住居表示実施前の町名など                          | 備考 |
| ------------------ | ---------------- | ------------------ | ------------------------------------------------- | ---- |
| 大森中一丁目       | 1969年9月1日     | 1969年9月1日       | 大森3、大森4、大森6の各全部と大森7、大森8の各一部 |      |
| 大森中二丁目       | 1969年9月1日     | 1969年9月1日       | 大森5の全部と大森7、大森8の各一部                 |      |
| 大森中三丁目       | 1969年9月1日     | 1969年9月1日       | 大森7、大森8の各一部                              |      |
| 大森東四丁目       | 1964年9月1日     | 1964年9月1日       | 大森8の一部                                       |      |
| 大森東五丁目       | 1964年9月1日     | 1964年9月1日       | 大森8の一部                                       |      |
| 大森西一丁目       | 1964年9月1日     | 1964年9月1日       | 大森2、新井宿5、新井宿7の各一部                   |      |
| 大森西二丁目       | 1964年9月1日     | 1964年9月1日       | 大森1、大森2、大森3の各一部                       |      |
| 大森西三丁目       | 1964年9月1日     | 1964年9月1日       | 大森3の一部                                       |      |
| 大森西四丁目       | 1964年9月1日     | 1964年9月1日       | 大森3、大森4、大森5、新井宿7の各一部              |      |
| 大森西五丁目       | 1964年9月1日     | 1964年9月1日       | 大森4の一部                                       |      |
| 大森西六丁目       | 1964年9月1日     | 1964年9月1日       | 大森5の一部                                       |      |
| 大森西七丁目       | 1964年9月1日     | 1964年9月1日       | 大森5、本蒲田1の各一部                            |      |
| 大森本町一丁目     | 1964年9月1日     | 1964年9月1日       | 入新井1、大森1の各一部                            |      |
| 大森本町二丁目     | 1964年9月1日     | 1964年9月1日       | 大森1の一部                                       |      |
| 平和の森公園       | 2005年3月1日     | 2005年3月1日       | （平和の森公園 (大田区)#地名の変遷を参照。）      |      |
| ふるさとの浜辺公園 | 2005年3月1日     | 2005年3月1日       | （大森ふるさとの浜辺公園#地名の変遷を参照。）     |      |

#### 入新井特別出張所管内
| 町名           | 町区域新設年月日 | 住居表示実施年月日 | 住居表示実施前の町名など | 備考 |
| -------------- | ---------------- | ------------------ | --- | ---- |
| 大森北一丁目   | 1964年9月1日     | 1964年9月1日       | 入新井4、入新井5、入新井6、新井宿1、新井宿2の各一部                                                                          |      |
| 大森北二丁目   | 1964年9月1日     | 1964年9月1日       | 入新井1、入新井5の各一部 |      |
| 大森北三丁目   | 1964年9月1日     | 1964年9月1日       | 大森1、入新井1、入新井2、入新井3、入新井4の各一部                                                                            |      |
| 大森北四丁目   | 1964年9月1日     | 1964年9月1日       | 入新井3、入新井4、入新井6、新井宿2、新井宿3の各一部                                                                          |      |
| 大森北五丁目   | 1964年9月1日     | 1964年9月1日       | 大森2、入新井3、新井宿3、新井宿5の各一部                                                                                     |      |
| 大森北六丁目   | 1964年9月1日     | 1964年9月1日       | 大森1、大森2、入新井2、入新井3の各一部                                                                                       |      |
| 大森本町一丁目 | 1964年9月1日     | 1964年9月1日       | 入新井1、大森1の各一部 |      |
| 平和島一丁目   | 1967年10月20日   | 1968年4月15日      | 平和島1の全部 |      |
| 平和島二丁目   | 1967年10月20日   | 1968年4月15日      | 平和島2の全部 |      |
| 平和島二丁目   | 1967年10月20日   | 1988年4月1日       | 平和島2-4先公有水面、平和島2-6先公有水面、平和島2-7先公有水面の各全部                                                        |      |
| 平和島三丁目   | 1967年10月20日   | 1968年4月15日      | 平和島3の全部 |      |
| 平和島四丁目   | 1967年10月20日   | 1968年4月15日      | 平和島4の全部 |      |
| 平和島五丁目   | 1967年10月20日   | 1968年4月15日      | 平和島5の全部 |      |
| 平和島六丁目   | 1967年10月20日   | 1968年4月15日      | 平和島6の全部 |      |
| 昭和島一丁目   | 1967年10月20日   | 1968年4月15日      | 昭和島1の全部 |      |
| 昭和島二丁目   | 1967年10月20日   | 1968年4月15日      | 昭和島2の全部 |      |
| 山王一丁目     | 1965年4月1日     | 1965年4月1日       | 山王1の全部と山王2、馬込町東2、新井宿1の各一部                                                                               |      |
| 山王二丁目     | 1965年4月1日     | 1965年4月1日       | 山王2、馬込町東2、新井宿1、新井宿2の各一部                                                                                   |      |
| 京浜島一丁目   | 1975年10月1日    | 1975年10月1日      | 埋立地 |      |
| 京浜島二丁目   | 1975年10月1日    | 1975年10月1日      | 埋立地 |      |
| 京浜島三丁目   | 1979年5月1日     | 1979年5月1日       | 京浜第6区埋立地第2区A区の全部                                                                                                |      |
| 京浜島三丁目   | 1979年5月1日     | 1986年9月1日       | 京浜島地先公有水面京浜第6区埋立地第2区C区の全部                                                                              |      |
| 東海一丁目     |                  | 1980年1月1日       | 東海1の全部 |      |
| 東海二丁目     | 1988年11月1日    | 1988年11月1日      | （東海 (大田区)#町名の変遷を参照。）                                                                                         |      |
| 東海三丁目     | 1988年11月1日    | 1988年11月1日      | （東海 (大田区)#町名の変遷を参照。）                                                                                         |      |
| 東海四丁目     |                  | 1980年1月1日       | 東海4の全部 |      |
| 東海五丁目     |                  | 1980年1月1日       | 東海5の全部 |      |
| 東海六丁目     | 1988年11月1日    | 1988年11月1日      | （東海 (大田区)#町名の変遷を参照。）                                                                                         |      |
| 城南島一丁目   | 1980年1月1日     | 1980年1月1日       | 城南島の一部 |      |
| 城南島二丁目   | 1985年6月1日     | 1985年6月1日       | 大井ふ頭その2埋立地第3区、大井ふ頭その2拡張埋立地第2区の各一部                                                               |      |
| 城南島三丁目   | 1996年9月5日     | 1996年9月5日       | 大井ふ頭その2埋立地第2区の全部と大井ふ頭その2埋立地第3区、大井ふ頭その2拡張埋立地第1区、大井ふ頭その2拡張埋立地第2区の各一部 |      |
| 城南島四丁目   | 1990年4月1日     | 1990年4月1日       | 埋立地 |      |
| 城南島五丁目   | 1991年8月15日    | 1991年8月15日      | 大井ふ頭その2埋立地第3区、大井ふ頭その2埋立地第4区イ工区、大井ふ頭その2拡張埋立地第2区の各一部                               |      |
| 城南島六丁目   | 1991年8月15日    | 1991年8月15日      | 大井ふ頭その2埋立地第4区イ工区の一部                                                                                         |      |
| 城南島七丁目   | 1996年9月5日     | 1996年9月5日       | 大井ふ頭その2埋立地第4区ロ工区、大井ふ頭その2拡張埋立地第3区の各全部                                                         |      |

#### 馬込特別出張所
| 町名         | 町区域新設年月日 | 住居表示実施年月日 | 住居表示実施前の町名など                                                    | 備考 |
| ------------ | ---------------- | ------------------ | --------------------------------------------------------------------------- | ---- |
| 東馬込一丁目 | 1965年11月15日   | 1965年11月15日     | 馬込町東3、馬込町東4の各一部                                                |      |
| 東馬込二丁目 | 1965年11月15日   | 1965年11月15日     | 馬込町東2、馬込町東3、馬込町東4の各一部                                     |      |
| 南馬込一丁目 | 1965年11月15日   | 1965年11月15日     | 馬込町東2、馬込町東3、馬込町東4、馬込町西1の各一部                          |      |
| 南馬込二丁目 | 1965年11月15日   | 1965年11月15日     | 馬込町東1、馬込町東2、馬込町東3の各一部                                     |      |
| 南馬込三丁目 | 1965年11月15日   | 1965年11月15日     | 馬込町東1、馬込町東2、新井宿3、新井宿4の各一部                              |      |
| 南馬込四丁目 | 1965年11月15日   | 1965年11月15日     | 馬込町東1、馬込町西1、新井宿4の各一部                                       |      |
| 南馬込五丁目 | 1965年11月15日   | 1965年11月15日     | 馬込町西1、馬込町西2、馬込町西3の各一部                                     |      |
| 南馬込六丁目 | 1965年11月15日   | 1965年11月15日     | 馬込町東1、馬込町西1、馬込町西2、梅田町、桐里町、池上本町、上池上町の各一部 |      |
| 中馬込一丁目 | 1965年11月15日   | 1965年11月15日     | 馬込町西4、上池上町の各一部                                                 |      |
| 中馬込二丁目 | 1965年11月15日   | 1965年11月15日     | 馬込町東4、馬込町西4の各一部                                                |      |
| 中馬込三丁目 | 1965年11月15日   | 1965年11月15日     | 馬込町東3、馬込町東4、馬込町西3、馬込町西4、上池上町の各一部                |      |
| 西馬込一丁目 | 1965年11月15日   | 1965年11月15日     | 馬込町東3、馬込町西2、馬込町西3の各一部                                     |      |
| 西馬込二丁目 | 1965年11月15日   | 1965年11月15日     | 馬込町西2、上池上町の各一部                                                 |      |
| 北馬込一丁目 | 1965年11月15日   | 1965年11月15日     | 馬込町西4の一部                                                             |      |
| 北馬込二丁目 | 1965年11月15日   | 1965年11月15日     | 馬込町西4、馬込町東4の各一部                                                |      |

#### 池上特別出張所管内
| 町名         | 町区域新設年月日 | 住居表示実施年月日 | 住居表示実施前の町名など                                                    | 備考                             |
| ------------ | ---------------- | ------------------ | --------------------------------------------------------------------------- | -------------------------------- |
| 中央五丁目   | 1965年11月15日   | 1965年11月15日     | 市野倉町、桐里町、梅田町、馬込町東1の各一部                                 |                                  |
| 中央六丁目   | 1965年11月15日   | 1965年11月15日     | 市野倉町、堤方町、桐里町の各一部                                            |                                  |
| 中央七丁目   | 1965年11月15日   | 1965年11月15日     | 新井宿6、市野倉町の各一部                                                   |                                  |
| 中央八丁目   | 1965年11月15日   | 1965年11月15日     | 堤方町の一部                                                                |                                  |
| 南馬込六丁目 | 1965年11月15日   | 1965年11月15日     | 馬込町東1、馬込町西1、馬込町西2、梅田町、桐里町、池上本町、上池上町の各一部 |                                  |
| 池上一丁目   | 1967年12月1日    | 1967年12月1日      | 市野倉町、桐里町の各全部と池上本町、堤方町、梅田町の各一部                  |                                  |
| 池上二丁目   | 1967年12月1日    | 1967年12月1日      | 池上本町、梅田町の各一部                                                    |                                  |
| 池上三丁目   | 1967年12月1日    | 1967年12月1日      | 池上本町、池上徳持町、久ケ原町の各一部                                      | 旧町区域が久ケ原町の部分を除く。 |
| 池上四丁目   | 1967年12月1日    | 1967年12月1日      | 池上本町、池上徳持町、堤方町の各一部                                        |                                  |
| 池上五丁目   | 1967年12月1日    | 1967年12月1日      | 女塚1の全部と堤方町の一部                                                   |                                  |
| 池上六丁目   | 1967年12月1日    | 1967年12月1日      | 池上徳持町の一部                                                            |                                  |
| 池上七丁目   | 1967年12月1日    | 1967年12月1日      | 池上徳持町、安方町の各一部                                                  |                                  |
| 池上八丁目   | 1967年12月1日    | 1967年12月1日      | 池上徳持町、安方町、矢口町、調布千鳥町の各一部                              |                                  |

#### 新井宿特別出張所
| 町名       | 町区域新設年月日 | 住居表示実施年月日 | 住居表示実施前の町名など                               | 備考 |
| ---------- | ---------------- | ------------------ | ------------------------------------------------------ | ---- |
| 中央一丁目 | 1965年11月15日   | 1965年11月15日     | 新井宿3、新井宿4、新井宿5の各一部                      |      |
| 中央二丁目 | 1965年11月15日   | 1965年11月15日     | 新井宿5、新井宿6の各一部                               |      |
| 中央三丁目 | 1965年11月15日   | 1965年11月15日     | 新井宿6の一部                                          |      |
| 中央四丁目 | 1965年11月15日   | 1965年11月15日     | 新井宿4、新井宿5、新井宿6、市野倉町、馬込町東1の各一部 |      |
| 山王三丁目 | 1965年4月1日     | 1965年4月1日       | 山王2、新井宿1、新井宿2、新井宿3、新井宿5の各一部      |      |
| 山王四丁目 | 1965年4月1日     | 1965年4月1日       | 山王2、馬込町東2、新井宿2、新井宿3の各一部             |      |

#### 嶺町特別出張所
| 町名         | 町区域新設年月日 | 住居表示実施年月日 | 住居表示実施前の町名など                                   | 備考 |
| ------------ | ---------------- | ------------------ | ---------------------------------------------------------- | ---- |
| 東嶺町       | 1970年3月1日     | 1970年3月1日       | 久ケ原町、調布嶺町1の各一部                                |      |
| 西嶺町       | 1970年3月1日     | 1970年3月1日       | 調布鵜ノ木町の全部と調布嶺町1、調布嶺町2の各一部           |      |
| 北嶺町       | 1970年3月1日     | 1970年3月1日       | 雪ケ谷町、道々橋町、久ケ原町、調布嶺町1の各一部            |      |
| 田園調布南   | 1970年9月1日     | 1970年9月1日       | 田園調布1、調布嶺町2の各全部と田園調布2、調布嶺町1の各一部 |      |
| 田園調布本町 | 1970年9月1日     | 1970年9月1日       | 田園調布2、調布大塚町、調布嶺町1の各一部                   |      |

#### 田園調布特別出張所
| 町名           | 町区域新設年月日 | 住居表示実施年月日 | 住居表示実施前の町名など         | 備考 |
| -------------- | ---------------- | ------------------ | -------------------------------- | ---- |
| 田園調布一丁目 | 1970年9月1日     | 1970年9月1日       | 田園調布3、調布大塚町の各一部    |      |
| 田園調布二丁目 | 1970年9月1日     | 1970年9月1日       | 田園調布4の全部                  |      |
| 田園調布三丁目 | 1970年9月1日     | 1970年9月1日       | 田園調布5の全部                  |      |
| 田園調布四丁目 | 1970年9月1日     | 1970年9月1日       | 田園調布6の全部と田園調布3の一部 |      |
| 田園調布五丁目 | 1970年9月1日     | 1970年9月1日       | 田園調布7の全部                  |      |
| 雪谷大塚町     | 1970年3月1日     | 1970年3月1日       | 雪ケ谷町、調布大塚町の各一部     |      |

#### 鵜の木特別出張所
| 町名           | 町区域新設年月日 | 住居表示実施年月日 | 住居表示実施前の町名など                               | 備考                           |
| -------------- | ---------------- | ------------------ | ------------------------------------------------------ | ------------------------------ |
| 鵜の木一丁目   | 1968年9月1日     | 1968年9月1日       | 調布鵜ノ木町、調布嶺町2の各一部                        |                                |
| 鵜の木二丁目   | 1968年9月1日     | 1968年9月1日       | 調布鵜ノ木町、調布嶺町2の各一部                        |                                |
| 鵜の木三丁目   | 1968年9月1日     | 1968年9月1日       | 調布嶺町2の一部                                        |                                |
| 千鳥一丁目     | 1968年9月1日     | 1968年9月1日       | 池上徳持町の全部と久ケ原町、調布千鳥町、矢口町の各一部 | 旧町区域が矢口町の部分を除く。 |
| 千鳥二丁目     | 1968年9月1日     | 1968年9月1日       | 調布千鳥町、矢口町の各一部                             | 旧町区域が矢口町の部分を除く。 |
| 千鳥三丁目     | 1968年9月1日     | 1968年9月1日       | 調布千鳥町、調布鵜ノ木町、矢口町の各一部               | 旧町区域が矢口町の部分を除く。 |
| 南久が原一丁目 | 1968年9月1日     | 1968年9月1日       | 調布千鳥町、調布鵜ノ木町の各一部                       |                                |
| 南久が原二丁目 | 1968年9月1日     | 1968年9月1日       | 久ケ原町、調布鵜ノ木町、調布嶺町1の各一部              |                                |

#### 久が原特別出張所
| 町名         | 町区域新設年月日 | 住居表示実施年月日 | 住居表示実施前の町名など                               | 備考                             |
| ------------ | ---------------- | ------------------ | ------------------------------------------------------ | -------------------------------- |
| 池上三丁目   | 1967年12月1日    | 1967年12月1日      | 池上本町、池上徳持町、久ケ原町の各一部                 | 旧町区域が久ケ原町の部分に限る。 |
| 北嶺町       | 1970年3月1日     | 1970年3月1日       | 雪ケ谷町、道々橋町、久ケ原町、調布嶺町1の各一部        |                                  |
| 千鳥一丁目   | 1968年9月1日     | 1968年9月1日       | 池上徳持町の全部と久ケ原町、調布千鳥町、矢口町の各一部 | 旧町区域が矢口町の部分を除く。   |
| 久が原一丁目 | 1968年9月1日     | 1968年9月1日       | 久ケ原町、道々橋町、調布嶺町1の各一部                  |                                  |
| 久が原二丁目 | 1968年9月1日     | 1968年9月1日       | 久ケ原町、道々橋町の各一部                             |                                  |
| 久が原三丁目 | 1968年9月1日     | 1968年9月1日       | 久ケ原町の一部                                         |                                  |
| 久が原四丁目 | 1968年9月1日     | 1968年9月1日       | 久ケ原町、調布千鳥町の各一部                           |                                  |
| 久が原五丁目 | 1968年9月1日     | 1968年9月1日       | 久ケ原町の一部                                         |                                  |
| 久が原六丁目 | 1968年9月1日     | 1968年9月1日       | 久ケ原町、調布千鳥町の各一部                           |                                  |
| 東雪谷五丁目 | 1965年9月1日     | 1965年9月1日       | 雪ケ谷町、上池上町、道々橋町の各一部                   |                                  |
| 南雪谷五丁目 | 1970年3月1日     | 1970年3月1日       | 雪ケ谷町、道々橋町、久ケ原町の各一部                   |                                  |

#### 雪谷特別出張所
| 町名         | 町区域新設年月日 | 住居表示実施年月日 | 住居表示実施前の町名など                         | 備考 |
| ------------ | ---------------- | ------------------ | ------------------------------------------------ | ---- |
| 北嶺町       | 1970年3月1日     | 1970年3月1日       | 雪ケ谷町、道々橋町、久ケ原町、調布嶺町1の各一部  |      |
| 雪谷大塚町   | 1970年3月1日     | 1970年3月1日       | 雪ケ谷町、調布大塚町の各一部                     |      |
| 石川町二丁目 | 1966年5月1日     | 1966年5月1日       | 石川町、雪ケ谷町、南千束町の各一部               |      |
| 仲池上一丁目 | 1965年9月1日     | 1965年9月1日       | 上池上町、雪ケ谷町、道々橋町の各一部             |      |
| 仲池上二丁目 | 1965年9月1日     | 1965年9月1日       | 上池上町、池上本町の各一部                       |      |
| 南千束一丁目 | 1966年5月1日     | 1966年5月1日       | 南千束町、池上洗足町の各一部                     |      |
| 南千束二丁目 | 1966年5月1日     | 1966年5月1日       | 南千束町、上池上町、雪ケ谷町、池上洗足町の各一部 |      |
| 南千束三丁目 | 1966年5月1日     | 1966年5月1日       | 南千束町、雪ケ谷町の各一部                       |      |
| 東雪谷一丁目 | 1965年9月1日     | 1965年9月1日       | 雪ケ谷町、上池上町の各一部                       |      |
| 東雪谷二丁目 | 1965年9月1日     | 1965年9月1日       | 雪ケ谷町の一部                                   |      |
| 東雪谷三丁目 | 1965年9月1日     | 1965年9月1日       | 雪ケ谷町の一部                                   |      |
| 東雪谷四丁目 | 1965年9月1日     | 1965年9月1日       | 雪ケ谷町、上池上町の各一部                       |      |
| 東雪谷五丁目 | 1965年9月1日     | 1965年9月1日       | 雪ケ谷町、上池上町、道々橋町の各一部             |      |
| 南雪谷一丁目 | 1970年3月1日     | 1970年3月1日       | 雪ケ谷町の一部                                   |      |
| 南雪谷二丁目 | 1970年3月1日     | 1970年3月1日       | 雪ケ谷町、調布大塚町の各一部                     |      |
| 南雪谷三丁目 | 1970年3月1日     | 1970年3月1日       | 雪ケ谷町の一部                                   |      |
| 南雪谷四丁目 | 1970年3月1日     | 1970年3月1日       | 雪ケ谷町、調布嶺町1の各一部                      |      |
| 南雪谷五丁目 | 1970年3月1日     | 1970年3月1日       | 雪ケ谷町、道々橋町、久ケ原町の各一部             |      |
| 上池台一丁目 | 1968年10月15日   | 1968年10月15日     | 南千束町の全部と上池上町、池上洗足町の各一部     |      |
| 上池台二丁目 | 1968年10月15日   | 1968年10月15日     | 上池上町、池上洗足町の各一部                     |      |
| 上池台三丁目 | 1968年10月15日   | 1968年10月15日     | 上池上町の一部                                   |      |
| 上池台四丁目 | 1968年10月15日   | 1968年10月15日     | 馬込町西4の全部と上池上町の一部                  |      |
| 上池台五丁目 | 1968年10月15日   | 1968年10月15日     | 上池上町の一部                                   |      |

#### 千束特別出張所
| 町名         | 町区域新設年月日 | 住居表示実施年月日 | 住居表示実施前の町名など                         | 備考 |
| ------------ | ---------------- | ------------------ | ------------------------------------------------ | ---- |
| 南千束一丁目 | 1966年5月1日     | 1966年5月1日       | 南千束町、池上洗足町の各一部                     |      |
| 南千束二丁目 | 1966年5月1日     | 1966年5月1日       | 南千束町、上池上町、雪ケ谷町、池上洗足町の各一部 |      |
| 南千束三丁目 | 1966年5月1日     | 1966年5月1日       | 南千束町、雪ケ谷町の各一部                       |      |
| 北千束一丁目 | 1966年5月1日     | 1966年5月1日       | 北千束町の一部                                   |      |
| 北千束二丁目 | 1966年5月1日     | 1966年5月1日       | 北千束町の一部                                   |      |
| 北千束三丁目 | 1966年5月1日     | 1966年5月1日       | 北千束町の一部                                   |      |
| 石川町一丁目 | 1966年5月1日     | 1966年5月1日       | 石川町、南千束町の各一部                         |      |
| 石川町二丁目 | 1966年5月1日     | 1966年5月1日       | 石川町、南千束町の各一部                         |      |
| 上池台一丁目 | 1968年10月15日   | 1968年10月15日     | 南千束町の全部と上池上町、池上洗足町の各一部     |      |

#### 糀谷特別出張所管内
| 町名         | 町区域新設年月日 | 住居表示実施年月日 | 住居表示実施前の町名など           | 備考                             |
| ------------ | ---------------- | ------------------ | ---------------------------------- | -------------------------------- |
| 大森南一丁目 | 1964年9月1日     | 1964年9月1日       | 大森9、北糀谷町の各一部            | 旧町区域が北糀谷町の部分に限る。 |
| 大森南二丁目 | 1964年9月1日     | 1964年9月1日       | 大森9、北糀谷町の各一部            | 旧町区域が北糀谷町の部分に限る。 |
| 東糀谷一丁目 | 1965年2月1日     | 1965年2月1日       | 北糀谷町、糀谷町3の各一部          |                                  |
| 東糀谷二丁目 | 1965年2月1日     | 1965年2月1日       | 糀谷町3の一部                      |                                  |
| 東糀谷三丁目 | 1965年2月1日     | 1965年2月1日       | 糀谷町2の全部と糀谷町4の一部       |                                  |
| 東糀谷四丁目 | 1965年2月1日     | 1965年2月1日       | 糀谷町4の一部                      |                                  |
| 東糀谷五丁目 | 1965年2月1日     | 1965年2月1日       | 糀谷町4、糀谷町5の各一部           |                                  |
| 東糀谷六丁目 | 1965年2月1日     | 1965年2月1日       | 糀谷町4、糀谷町5の各一部           |                                  |
| 西糀谷一丁目 | 1964年4月1日     | 1964年4月1日       | 北糀谷町、糀谷町1、東蒲田3の各一部 |                                  |
| 西糀谷二丁目 | 1964年4月1日     | 1964年4月1日       | 北糀谷町、糀谷町2、糀谷町3の各一部 |                                  |
| 西糀谷三丁目 | 1964年4月1日     | 1964年4月1日       | 糀谷町2、新宿町の各一部            |                                  |
| 西糀谷四丁目 | 1964年4月1日     | 1964年4月1日       | 糀谷町1、新宿町の各一部            |                                  |
| 北糀谷一丁目 | 1969年9月1日     | 1969年9月1日       | 北糀谷町の一部                     |                                  |
| 北糀谷二丁目 | 1969年9月1日     | 1969年9月1日       | 北糀谷町の一部                     |                                  |

#### 羽田特別出張所
| 町名           | 町区域新設年月日 | 住居表示実施年月日 | 住居表示実施前の町名など                                                                   | 備考 |
| -------------- | ---------------- | ------------------ | ------------------------------------------------------------------------------------------ | ---- |
| 羽田旭町       | 1958年           | 1967年9月1日       | 羽田旭町の一部                                                                             |      |
| 羽田一丁目     | 1958年           | 1967年9月1日       | 羽田4の全部                                                                                |      |
| 羽田二丁目     | 1958年           | 1967年9月1日       | 羽田1の全部                                                                                |      |
| 羽田三丁目     | 1958年           | 1967年9月1日       | 羽田2の全部                                                                                |      |
| 羽田四丁目     | 1958年           | 1967年9月1日       | 羽田5の全部                                                                                |      |
| 羽田五丁目     | 1958年           | 1967年9月1日       | 羽田6の全部と羽田旭町の一部                                                                |      |
| 羽田六丁目     | 1958年           | 1967年9月1日       | 羽田3の全部                                                                                |      |
| 本羽田一丁目   | 1964年4月1日     | 1964年4月1日       | 萩中町、羽田本町の各一部                                                                   |      |
| 本羽田二丁目   | 1964年4月1日     | 1964年4月1日       | 萩中町、羽田本町の各一部                                                                   |      |
| 本羽田三丁目   | 1964年4月1日     | 1964年4月1日       | 萩中町、羽田本町の各一部                                                                   |      |
| 羽田空港一丁目 | 1967年5月1日     | 1967年5月1日       | 羽田江戸見町、羽田鈴木町、羽田穴守町の各一部                                               |      |
| 羽田空港二丁目 | 1967年5月1日     | 1967年5月1日       | 羽田御台場、猟師町御台場、鈴木御台場の各全部と羽田江戸見町、羽田鈴木町、羽田穴守町の各一部 |      |
| 羽田空港三丁目 |                  | 1993年7月1日       | 羽田空港3の全部など（羽田空港 (大田区)#町名の変遷を参照。）                                |      |
| 萩中一丁目     | 1964年4月1日     | 1964年4月1日       | 萩中町、東六郷1の各一部                                                                    |      |
| 萩中二丁目     | 1964年4月1日     | 1964年4月1日       | 萩中町、新宿町の各一部                                                                     |      |
| 萩中三丁目     | 1964年4月1日     | 1964年4月1日       | 萩中町、糀谷町2、新宿町の各一部                                                            |      |

#### 六郷特別出張所
| 町名         | 町区域新設年月日 | 住居表示実施年月日 | 住居表示実施前の町名など     | 備考 |
| ------------ | ---------------- | ------------------ | ---------------------------- | ---- |
| 東六郷一丁目 | 1966年10月1日    | 1966年10月1日      | 東六郷1の一部                |      |
| 東六郷二丁目 | 1966年10月1日    | 1966年10月1日      | 東六郷2、東六郷3の各一部     |      |
| 東六郷三丁目 | 1966年10月1日    | 1966年10月1日      | 東六郷3、東六郷4の各一部     |      |
| 西六郷一丁目 | 1966年10月1日    | 1966年10月1日      | 西六郷1、古川町の各一部      |      |
| 西六郷二丁目 | 1966年10月1日    | 1966年10月1日      | 西六郷2の一部                |      |
| 西六郷三丁目 | 1966年10月1日    | 1966年10月1日      | 西六郷2、西六郷3の各一部     |      |
| 西六郷四丁目 | 1966年10月1日    | 1966年10月1日      | 西六郷3の一部                |      |
| 南六郷一丁目 | 1937年1月1日     | 1966年10月1日      | 南六郷1の全部と南六郷2の一部 |      |
| 南六郷二丁目 | 1937年1月1日     | 1966年10月1日      | 南六郷2の一部                |      |
| 南六郷三丁目 | 1937年1月1日     | 1966年10月1日      | 南六郷3の全部                |      |
| 仲六郷一丁目 | 1937年1月1日     | 1966年10月1日      | 仲六郷1の全部と東六郷1の一部 |      |
| 仲六郷二丁目 | 1937年1月1日     | 1966年10月1日      | 仲六郷2の全部と東六郷2の一部 |      |
| 仲六郷三丁目 | 1937年1月1日     | 1966年10月1日      | 仲六郷3の全部と東六郷3の一部 |      |
| 仲六郷四丁目 | 1937年1月1日     | 1966年10月1日      | 仲六郷4の全部と東六郷4の一部 |      |

#### 矢口特別出張所
| 町名         | 町区域新設年月日 | 住居表示実施年月日 | 住居表示実施前の町名など                               | 備考                           |
| ------------ | ---------------- | ------------------ | ------------------------------------------------------ | ------------------------------ |
| 千鳥一丁目   | 1968年9月1日     | 1968年9月1日       | 池上徳持町の全部と久ケ原町、調布千鳥町、矢口町の各一部 | 旧町区域が矢口町の部分に限る。 |
| 千鳥二丁目   | 1968年9月1日     | 1968年9月1日       | 調布千鳥町、矢口町の各一部                             | 旧町区域が矢口町の部分に限る。 |
| 千鳥三丁目   | 1968年9月1日     | 1968年9月1日       | 調布千鳥町、調布鵜ノ木町、矢口町の各一部               | 旧町区域が矢口町の部分に限る。 |
| 下丸子一丁目 | 1966年4月1日     | 1966年4月1日       | 下丸子町、矢口町の各一部                               |                                |
| 下丸子二丁目 | 1966年4月1日     | 1966年4月1日       | 下丸子町、矢口町、古市町の各一部                       |                                |
| 下丸子三丁目 | 1966年4月1日     | 1966年4月1日       | 下丸子町、矢口町、調布鵜ノ木町の各一部                 |                                |
| 下丸子四丁目 | 1966年4月1日     | 1966年4月1日       | 下丸子町、調布鵜ノ木町、調布嶺町2の各一部              |                                |
| 矢口一丁目   | 1966年4月1日     | 1966年4月1日       | 矢口町の一部                                           |                                |
| 矢口二丁目   | 1966年4月1日     | 1966年4月1日       | 矢口町、今泉町の各一部                                 |                                |
| 矢口三丁目   | 1966年4月1日     | 1966年4月1日       | 矢口町、今泉町、古市町の各一部                         |                                |

#### 蒲田西特別出張所
| 町名         | 町区域新設年月日 | 住居表示実施年月日 | 住居表示実施前の町名など             | 備考 |
| ------------ | ---------------- | ------------------ | ------------------------------------ | ---- |
| 東矢口一丁目 | 1967年9月1日     | 1967年9月1日       | 蓮沼町の全部と池上徳持町の一部       |      |
| 東矢口二丁目 | 1967年9月1日     | 1967年9月1日       | 安方町、矢口町の各一部               |      |
| 東矢口三丁目 | 1967年9月1日     | 1967年9月1日       | 小林町の全部                         |      |
| 多摩川一丁目 | 1967年5月1日     | 1967年5月1日       | 今泉町の全部と安方町、矢口町の各一部 |      |
| 多摩川二丁目 | 1967年5月1日     | 1967年5月1日       | 古市町、原町の各全部と古川町の一部   |      |
| 新蒲田一丁目 | 1967年5月1日     | 1967年5月1日       | 御園3の全部と御園2の一部             |      |
| 新蒲田二丁目 | 1967年5月1日     | 1967年5月1日       | 小林町、道塚町の各一部               |      |
| 新蒲田三丁目 | 1967年5月1日     | 1967年5月1日       | 道塚町、古川町、西六郷1の各一部      |      |
| 西蒲田一丁目 | 1967年5月1日     | 1967年5月1日       | 女塚1の一部                          |      |
| 西蒲田二丁目 | 1967年5月1日     | 1967年5月1日       | 蓮沼1の全部                          |      |
| 西蒲田三丁目 | 1967年5月1日     | 1967年5月1日       | 蓮沼2の全部と女塚2の一部             |      |
| 西蒲田四丁目 | 1967年5月1日     | 1967年5月1日       | 女塚2、女塚3の各一部                 |      |
| 西蒲田五丁目 | 1967年5月1日     | 1967年5月1日       | 女塚3、女塚4の一部                   |      |
| 西蒲田六丁目 | 1967年5月1日     | 1967年5月1日       | 蓮沼3の全部と女塚3、女塚4の各一部    |      |
| 西蒲田七丁目 | 1967年5月1日     | 1967年5月1日       | 御園1の全部と女塚4の一部             |      |
| 西蒲田八丁目 | 1967年5月1日     | 1967年5月1日       | 御園2の一部                          |      |

#### 蒲田東特別出張所
| 町名           | 町区域新設年月日 | 住居表示実施年月日 | 住居表示実施前の町名など                                                       | 備考 |
| -------------- | ---------------- | ------------------ | ------------------------------------------------------------------------------ | ---- |
| 東蒲田一丁目   | 1937年11月1日    | 1969年9月1日       | 東蒲田1の全部                                                                  |      |
| 東蒲田二丁目   | 1937年11月1日    | 1969年9月1日       | 東蒲田2の全部と北糀谷町の一部                                                  |      |
| 南蒲田一丁目   | 1964年4月1日     | 1964年4月1日       | 東蒲田3の一部                                                                  |      |
| 南蒲田二丁目   | 1964年4月1日     | 1964年4月1日       | 東六郷1、東蒲田4の各一部                                                       |      |
| 南蒲田三丁目   | 1964年4月1日     | 1964年4月1日       | 萩中町、新宿町の各一部                                                         |      |
| 蒲田一丁目     | 1965年9月1日     | 1965年9月1日       | 本蒲田1、本蒲田2、本蒲田3、大森5の各一部                                       |      |
| 蒲田二丁目     | 1965年9月1日     | 1965年9月1日       | 本蒲田1、本蒲田2、仲蒲田1、仲蒲田2、東蒲田1、大森5の各一部                     |      |
| 蒲田三丁目     | 1965年9月1日     | 1965年9月1日       | 本蒲田2、仲蒲田1、仲蒲田2、仲蒲田3、東蒲田1、東蒲田2、東蒲田3の各一部          |      |
| 蒲田四丁目     | 1965年9月1日     | 1965年9月1日       | 本蒲田3、本蒲田4、仲蒲田2、仲蒲田3、仲蒲田4、東蒲田2、東蒲田3、東蒲田4の各一部 |      |
| 蒲田五丁目     | 1965年9月1日     | 1965年9月1日       | 本蒲田3、本蒲田4の各一部                                                       |      |
| 蒲田本町一丁目 | 1965年9月1日     | 1965年9月1日       | 本蒲田4、本蒲田5の各一部                                                       |      |
| 蒲田本町二丁目 | 1965年9月1日     | 1965年9月1日       | 本蒲田4、本蒲田5、仲蒲田3、仲蒲田4、東蒲田4の各一部                            |      |

#### 管区不明
| 町名         | 町区域新設年月日 | 住居表示実施年月日 | 住居表示実施前の町名など                               | 備考 |
| ------------ | ---------------- | ------------------ | ------------------------------------------------------ | ---- |
| 令和島一丁目 | 2020年6月1日     | 2020年6月1日       | 中央防波堤外側埋立地その1第1工区、同第2工区A区の各一部 |      |
| 令和島二丁目 | 2020年6月1日     | 2020年6月1日       | 中央防波堤外側埋立地その1第1工区、同第2工区A区の各一部 |      |

### 祭・イベント

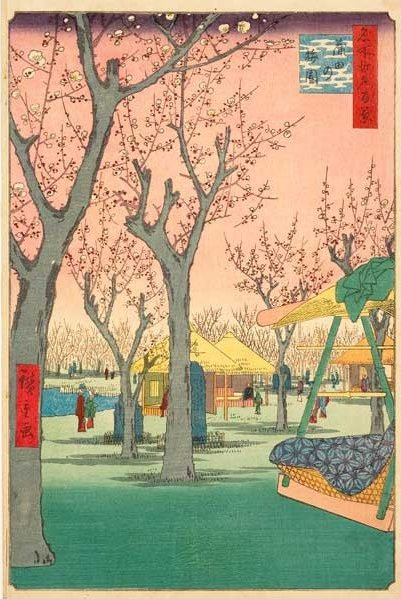
『蒲田の梅園』歌川広重画（ウメは大田区の区の花である）

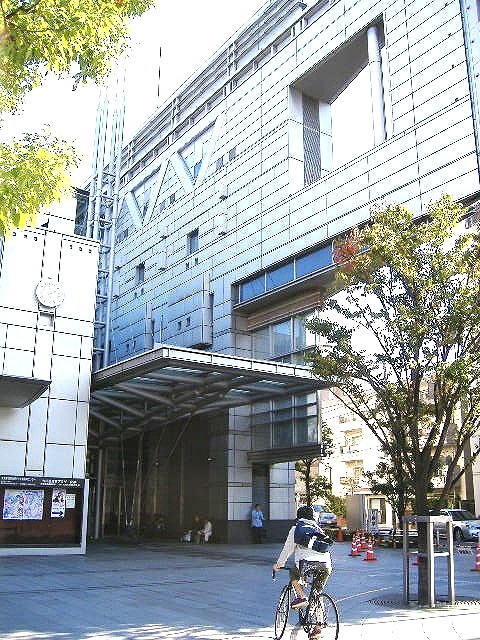
大田区産業プラザ（大田区の産業支援施設）

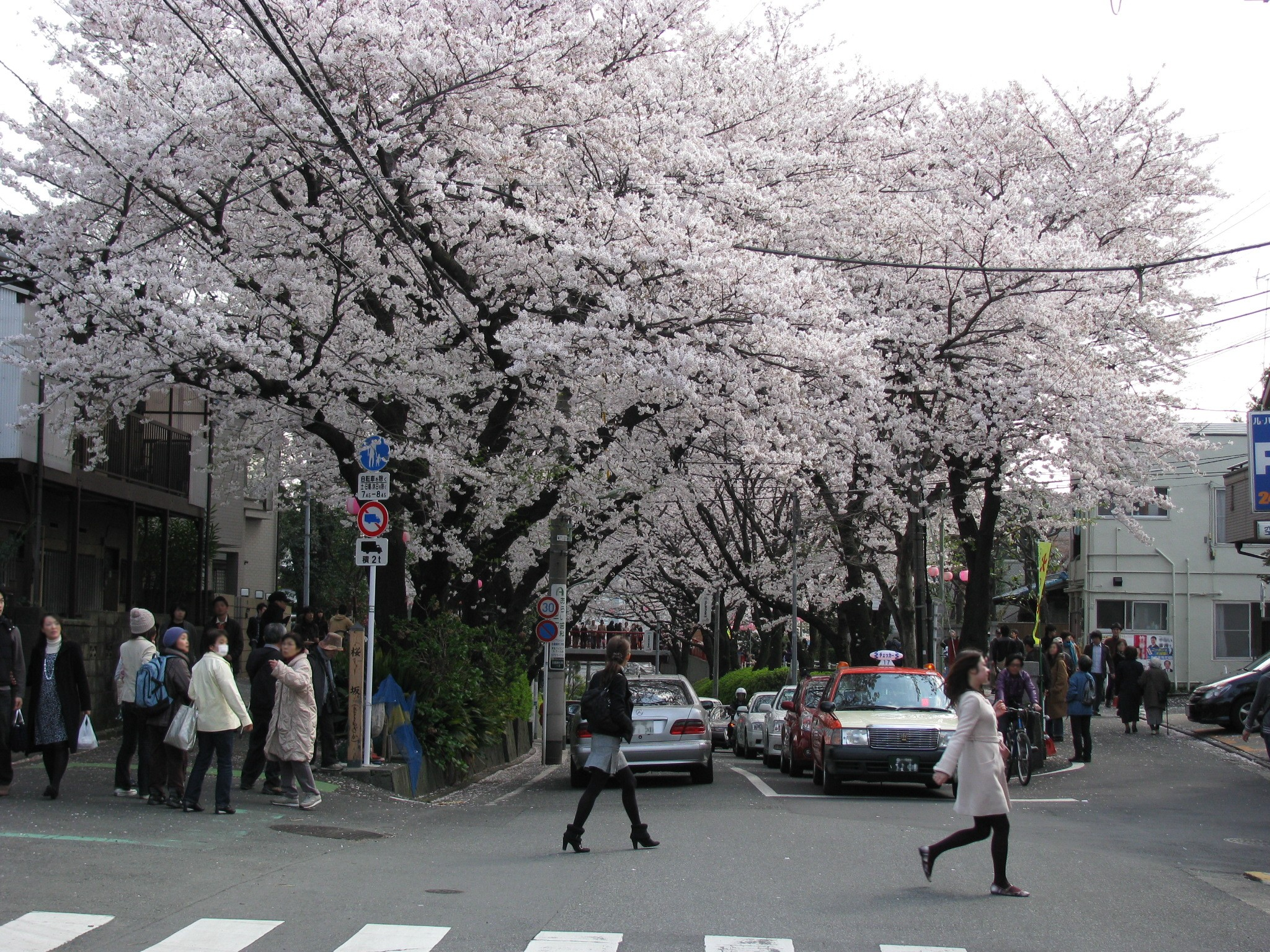
桜坂（田園調布）

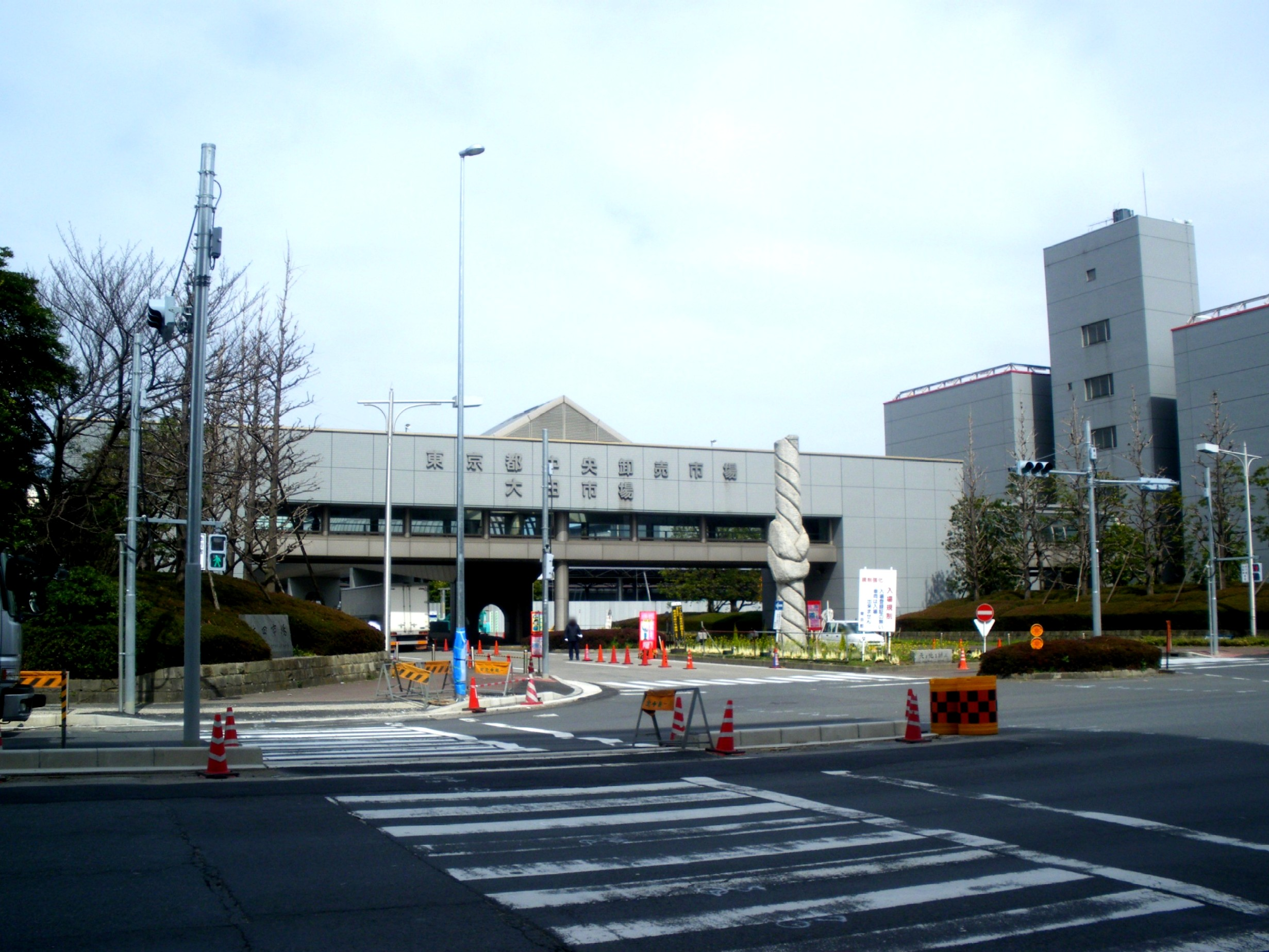
大田市場（東京都の公設卸売市場）

1月
初詣（区域各所）
池上本門寺は2007年、2008年の警視庁調べで初詣参詣者数が都内上位10に入った。
七福神めぐり
区域には池上、羽田、東海の3コースがある。
子ども流鏑馬（六郷神社）
六郷神社は六郷の総鎮守。区域最古の狛犬があり、大田区文化財に指定されている。
東京都無形民俗文化財に指定されている。
とんび凧あげ大会（安養寺：古川薬師とも呼ばれる）
とんび凧は六郷の郷土玩具である。
いきいき大田写真コンクール
大田区主催。区域で撮影された写真を募集し、展示表彰する。
2月
節分（区域各所）
池上本門寺は芸能、スポーツ分野の著名人が多数出仕するため数万人が集まる。
観梅（池上梅園、梅屋敷公園、他）
初午（穴守稲荷神社）
穴守稲荷神社の初午祭は、戦前には東京一の祭礼と称されていた。現在でも各地から参拝者が集まる。
おおた工業フェア（大田区産業プラザ）
区域に蓄積されている工業技術などを紹介する。
3月

4月
禰宜（ねぎ）の舞（西嶺町天祖神社）
厄払いと豊作を祈念する舞。
観桜・花見（多摩川沿い、洗足池公園、馬込桜並木、桜坂など）

こどもガーデンパーティー（平和島公園、多摩川緑地、萩中公園、他）
子供のためのイベント。
植木市（池上本門寺）

5月
春宵の響き（洗足池公園）
1995年（平成7年）に洗足池の三連太鼓橋「池月橋」竣工記念として始まった催事。人間国宝寶山左衛門が監修し、福原一門による演奏が行われる。日本工学院専門学校放送芸術科などの学生が技術協力として参画している。
大森夢フェア（大森駅東口）

羽田水神祭（水神社：玉川弁財天の下宮）
海上安全と大漁を祈願する祭り。宮司が船に乗り羽田沖の澪標（みおつくし）で祝詞を奏上する。
6月
子ども獅子舞（六郷神社）

茅の輪くぐり（区内各所）
夏越神事
7月
水止舞（みずどめのまい）（厳正寺）
東京都無形民俗文化財に指定されている。雨乞いが目的の「道行」に続き、水害を避けるための水止舞が行なわれる。
8月
蒲田祭（蒲田駅東口）
献灯祭（穴守稲荷神社）
境内を1000基近い行灯が埋め尽くし、多くの参拝客で賑う。
糀谷阿波踊り（糀谷）
平和都市宣言記念「花火の祭典」（六郷土手）
1984年（昭和59年）に大田区が「平和都市宣言」したのを記念して15日に多摩川河川敷にてアトラクション、式典、5000発の花火打上げが行われる。10万人以上の見物人が訪れるため最寄りの京急六郷土手駅では臨時電車運転や特急臨時停車などで対応している。
9月
おおたビッグバザール（大田区産業プラザ）
区域の商店による展示販売会が行われる。
空の日（東京国際空港）
東京国際空港（羽田空港）にて、航空機の公開展示や航空会社によるイベントなどの各種催事が行われる。1996年空の日には供用前のC滑走路が一般公開された。空港鎮護の穴守稲荷神社でも、航空会社が集って航空安全祈願祭が行われる。
蒲田映画祭（大田区民ホールアプリコ他）
例年9月下旬から10月まで開催される映画祭。
10月
OTAふれあいフェスタ（平和島地区）
例年、期間中来場者計が20万人を超える。
お会式（池上本門寺など）
12日の池上本門寺万灯行列には数十万人が集まり、池上地区は大規模な交通規制が実施される。
大田市場まつり（大田市場）
市場が一般開放され、魚のさばき方教室、模擬せり、生鮮品特価販売、松茸などの農産品販売、シクラメンなどの花き販売が行われる。
ハロウィン仮装大会（蒲田駅西口など）
11月
酉の市（鷲神社など）

大田区野菜と花の品評会（大田区産業プラザ）
大田区とJA東京中央田園調布支店、馬込支店の共催にて区域で作られた野菜や花の即売会が行われる。
鉄工島FES（京浜島）
現代アートと音楽の融合を目指した新形態の音楽フェスティバル。2017年9月から10月に開催。2018年と2019年は11月に開催。2020年は休止。
12月
クリスマスコンサート（蒲田駅西口）

水産物部 年末販売（大田市場）
市場の水産棟が一般開放され、棟内の仲卸店舗で正月向けの食材が一般向けに販売される。

### 温泉
区域に存在する温泉は、ほとんどの源泉が独特の香りがある「黒湯」と呼ばれる褐色の冷鉱泉である。場所により色の濃淡がある。泉質はナトリウム化合物、炭酸水素塩が含まれる食塩泉、重曹泉である。これらは太古の海水、植物、藻などが埋没分解してできた化石水と言われている。区域にはクアハウスの他、黒湯が楽しめる銭湯が数多くあり、現時点では東京の特別区では最多の温泉施設が存在する。
また、現在の羽田空港地区には戦前まで穴守稲荷神社を中心とした一大鉱泉宿街（塩化物泉）が広がっており、東京飛行場拡張に伴い一度消滅したが、2022年12月21日の羽田エアポートガーデン（羽田空港泉天空温泉）の開業によって、羽田の地に再び温泉が復活することになった。

### メディア
ケーブルテレビ
区域では2局がサービス展開している。
ジェイコム大田（旧大田ケーブルネットワーク）
1997年開局、国道1号（第二京浜）の東側をサービスエリアにしている
イッツ・コミュニケーションズ（旧 東急ケーブルテレビジョン）
1989年開局、国道1号（第二京浜）の西側をサービスエリアにしている
新聞
朝日新聞社、読売新聞社、毎日新聞社、産業経済新聞社
羽田空港に航空取材拠点を置いている。
日刊工業新聞社
主要な取材対象および購読者である製造業が区内に多いため、蒲田に南東京支局を置いている。
日蓮宗新聞社
池上に本社がある。

### 名誉総領事館
- 在東京モーリシャス共和国名誉総領事館

## 区政

### 区長
- 鈴木晶雅（1期目）
  - 2023年大田区長選挙において初当選。
  - 元東京都議会議員。
  - 任期：2023年（令和5年）4月27日 - 2027年（令和9年）4月26日[23]

### 宣言
- 大田区は、1965年（昭和40年）7月に交通安全宣言を、1984年（昭和59年）8月に平和都市宣言を、2012年（平成24年）6月にスポーツ健康都市宣言を行っている。

### 自治体交流
- 美郷町（秋田県仙北郡）
  - 1989年（平成元年）：区域の西六郷少年少女合唱団が当時の秋田県仙北郡六郷町の六郷町立六郷小学校を訪問したことから交流が始まる[24]。
  - 1996年（平成8年）4月：「災害時における大田区と六郷町との相互応援に関する協定」を締結[25]。
  - 2004年（平成16年）：六郷町が合併により美郷町となる[24]。
  - 2005年（平成17年）11月5日：OTAふれあいフェスタ会場にて美郷町と友好都市提携を締結する。
  - 2007年（平成19年）：美郷町の雪をトラックで蒲田西口広場に運びかまくら展開催。以後、毎年開催となる。
- 東御市（長野県）
  - 1992年（平成4年）：大田区が当時の長野県小県郡東部町に大田区休養村とうぶの建設を決定したことから交流が始まる[26]。
  - 1996年（平成8年）6月：東部町と災害時支援に関する協定を締結[26]。
  - 1996年（平成8年）9月20日：東部町と友好都市提携を締結。
  - 2004年（平成16年）：東部町が合併により東御市となる[26]。
  - 2004年（平成16年）11月：東御市と友好都市提携を締結[26]。
- 東松島市（宮城県）
  - 2016年（平成28年）11月：東松島市と友好都市提携を締結[27]。
- アメリカ合衆国 セーラム市（マサチューセッツ州）
  - 1991年（平成3年）11月18日：姉妹都市提携。大森貝塚の発見者であるモース博士が館長だった同市のピーボディ・エセックス博物館と大田区立郷土博物館が「姉妹館」提携を行ったことが始まり。
- 中華人民共和国 北京市朝陽区
  - 1998年（平成10年）9月21日：友好都市提携を締結。

## 議会

### 東京都議会
2025年東京都議会議員選挙
- 選挙区：大田区選挙区
- 定数：7人
- 任期：2025年7月23日 - 2029年7月22日
- 投票日：2025年6月22日
- 当日有権者数：608,674人
- 投票率：48.33％

| 候補者名   | 当落 | 年齢 | 所属党派           | 新旧別 | 得票数   |
| ---------- | ---- | ---- | ------------------ | ------ | -------- |
| 福井悠太   | 当   | 38   | 国民民主党         | 新     | 28,631票 |
| 藤田綾子   | 当   | 50   | 日本共産党         | 現     | 28,384票 |
| 森愛       | 当   | 48   | 無所属             | 現     | 28,032票 |
| 最上佳則   | 当   | 49   | 参政党             | 新     | 25,247票 |
| 荻野稔     | 当   | 39   | 都民ファーストの会 | 新     | 24,860票 |
| 湯本良太郎 | 当   | 49   | 自由民主党         | 新     | 24,057票 |
| 桶屋誠人   | 当   | 29   | 立憲民主党         | 新     | 23,812票 |
| 勝亦聡     | 落   | 62   | 公明党             | 現     | 22,340票 |
| 鈴木章浩   | 落   | 62   | 無所属             | 現     | 21,117票 |
| 玉川英俊   | 落   | 56   | 公明党             | 現     | 19,854票 |
| 松田龍典   | 落   | 37   | 日本維新の会       | 現     | 16,406票 |
| 加藤哲雄   | 落   | 51   | 再生の道           | 新     | 13,122票 |
| 大和行男   | 落   | 47   | 無所属             | 新     | 6,216票  |
| 山下興一   | 落   | 54   | 再生の道           | 新     | 5,182票  |
| 原忠信     | 落   | 73   | 諸派               | 新     | 1,512票  |
| 越智寛之   | 落   | 51   | 諸派               | 新     | 1,471票  |

2023年東京都議会議員補欠選挙
- 選挙区：大田区選挙区
- 被選出数：2人
- 投票日：2023年6月4日
- 当日有権者数：604,906人
- 投票率：25.33％

| 候補者名 | 当落 | 年齢 | 党派名             | 新旧別 | 得票数   |
| -------- | ---- | ---- | ------------------ | ------ | -------- |
| 森愛     | 当   | 46   | 無所属             | 元     | 48,719票 |
| 鈴木章浩 | 当   | 60   | 自由民主党         | 元     | 40,349票 |
| 細田純代 | 落   | 52   | 日本維新の会       | 新     | 30,363票 |
| 奥本有里 | 落   | 46   | 都民ファーストの会 | 新     | 20,710票 |
| 溝口晃一 | 落   | 54   | 無所属             | 新     | 8,829票  |
| 原忠信   | 落   | 71   | 諸派               | 新     | 1,390票  |

2021年東京都議会議員選挙
- 選挙区：大田区選挙区
- 定数：7人（※2021年の選挙から8人→7人に変更）
- 投票日：2021年7月4日
- 当日有権者数：607,747人
- 投票率：43.60％

| 候補者名 | 当落 | 年齢 | 党派名             | 新旧別 | 得票数   | 備考                |
| -------- | ---- | ---- | ------------------ | ------ | -------- | ------------------- |
| 藤田綾子 | 当   | 46   | 日本共産党         | 現     | 34,328票 |                     |
| 松田龍典 | 当   | 34   | 日本維新の会       | 新     | 29,701票 |                     |
| 斉藤里恵 | 当   | 37   | 立憲民主党         | 新     | 27,001票 |                     |
| 鈴木晶雅 | 当   | 63   | 自由民主党         | 現     | 26,244票 | 2023年4月3日に辞職  |
| 勝亦聡   | 当   | 58   | 公明党             | 新     | 25,770票 |                     |
| 森愛     | 当   | 44   | 都民ファーストの会 | 現     | 25,014票 | 2023年4月16日に辞職 |
| 玉川英俊 | 当   | 52   | 公明党             | 新     | 23,062票 |                     |
| 奥本有里 | 落   | 44   | 都民ファーストの会 | 新     | 20,373票 |                     |
| 鈴木章浩 | 落   | 58   | 自由民主党         | 現     | 19,793票 |                     |
| 山森寛之 | 落   | 42   | 自由民主党         | 元     | 12,835票 |                     |
| 岡高志   | 落   | 45   | 国民民主党         | 新     | 8,943票  |                     |
| 溝口晃一 | 落   | 52   | 無所属             | 新     | 4,213票  |                     |
| 原忠信   | 落   | 69   | 無所属             | 新     | 1,548票  |                     |
| 片岡将志 | 落   | 26   | 諸派               | 新     | 1,012票  |                     |
| 村元寅次 | 落   | 68   | 諸派               | 新     | 502票    |                     |

### 衆議院
東京都第4区
- 選挙区：東京4区（大田区の一部）
- 投票日：2024年10月27日
- 当日有権者数：427,608人
- 投票率：52.30％

| 当落 | 候補者名 | 年齢 | 所属党派     | 新旧別 | 得票数   | 重複 |
| ---- | -------- | ---- | ------------ | ------ | -------- | ---- |
| 当   | 平将明   | 54   | 自由民主党   | 前     | 86,773票 | ○    |
|      | 井戸正枝 | 58   | 国民民主党   | 元     | 51,810票 | ○    |
|      | 谷川智行 | 53   | 日本共産党   | 新     | 32,909票 | ○    |
|      | 石川雅俊 | 44   | 日本維新の会 | 新     | 32,063票 | ○    |
|      | 塩寺勇太 | 40   | 参政党       | 新     | 12,176票 |      |

東京都第26区
- 選挙区：東京26区（目黒区、大田区の一部）
- 投票日：2024年10月27日
- 当日有権者数：432,236人
- 投票率：57.17％

| 当落 | 候補者名 | 年齢 | 所属党派   | 新旧別 | 得票数    | 重複 |
| ---- | -------- | ---- | ---------- | ------ | --------- | ---- |
| 当   | 松原仁   | 68   | 無所属     | 前     | 108,174票 |      |
|      | 今岡植   | 36   | 自由民主党 | 新     | 68,568票  | ○    |
|      | 和田正子 | 75   | 日本共産党 | 新     | 28,819票  |      |
|      | 藤田久美 | 46   | 参政党     | 新     | 17,250票  |      |
|      | 田淵正文 | 66   | 無所属     | 新     | 14,602票  |      |

## 主な公共施設
- 法務省
  - 東京法務局城南出張所
- 出入国在留管理庁東京出入国在留管理局羽田空港支局
- 財務省
  - 東京税関
- 国土交通省
  - 東京航空局
    - 東京空港事務所

  - 関東地方整備局
    - 東京空港整備事務所
- 厚生労働省
  - 東京検疫所
    - 東京空港検疫所支所
- 農林水産省
  - 動物検疫所
    - 羽田空港出張所
- 日本郵政グループ店舗（86拠点）
  - 〒143大森郵便局（かんぽ生命保険大森支店併設）他22局
  - 〒144蒲田郵便局（ゆうちょ銀行蒲田店併設）他23局
  - 〒145田園調布郵便局（ゆうちょ銀行田園調布店併設）他12局
  - 〒146千鳥郵便局、他12局

- 大森郵便局
- 蒲田郵便局
- 田園調布郵便局
- 千鳥郵便局

※大田区の郵便局一覧

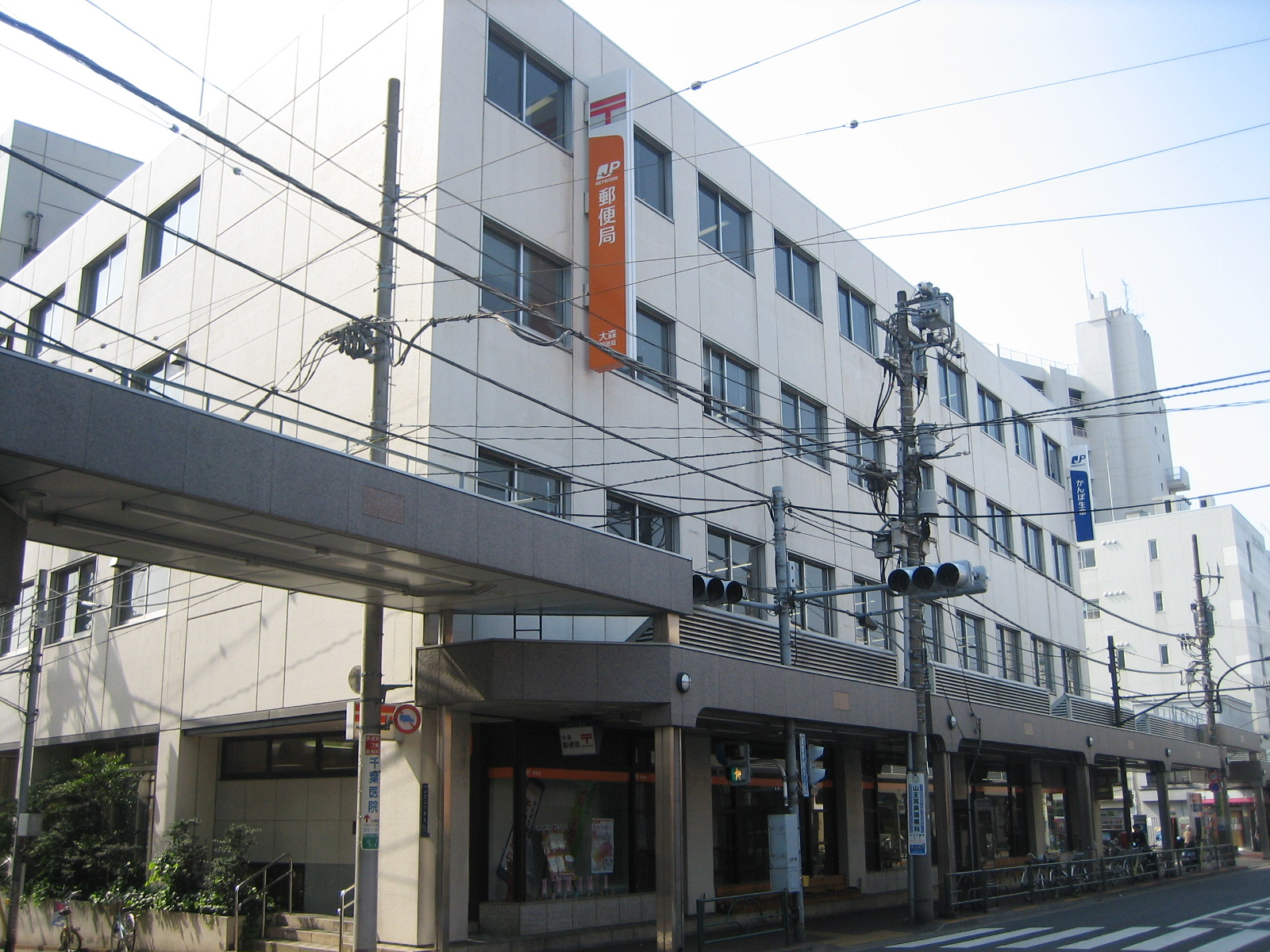
蒲田郵便局 ゆうちょ銀行 蒲田店
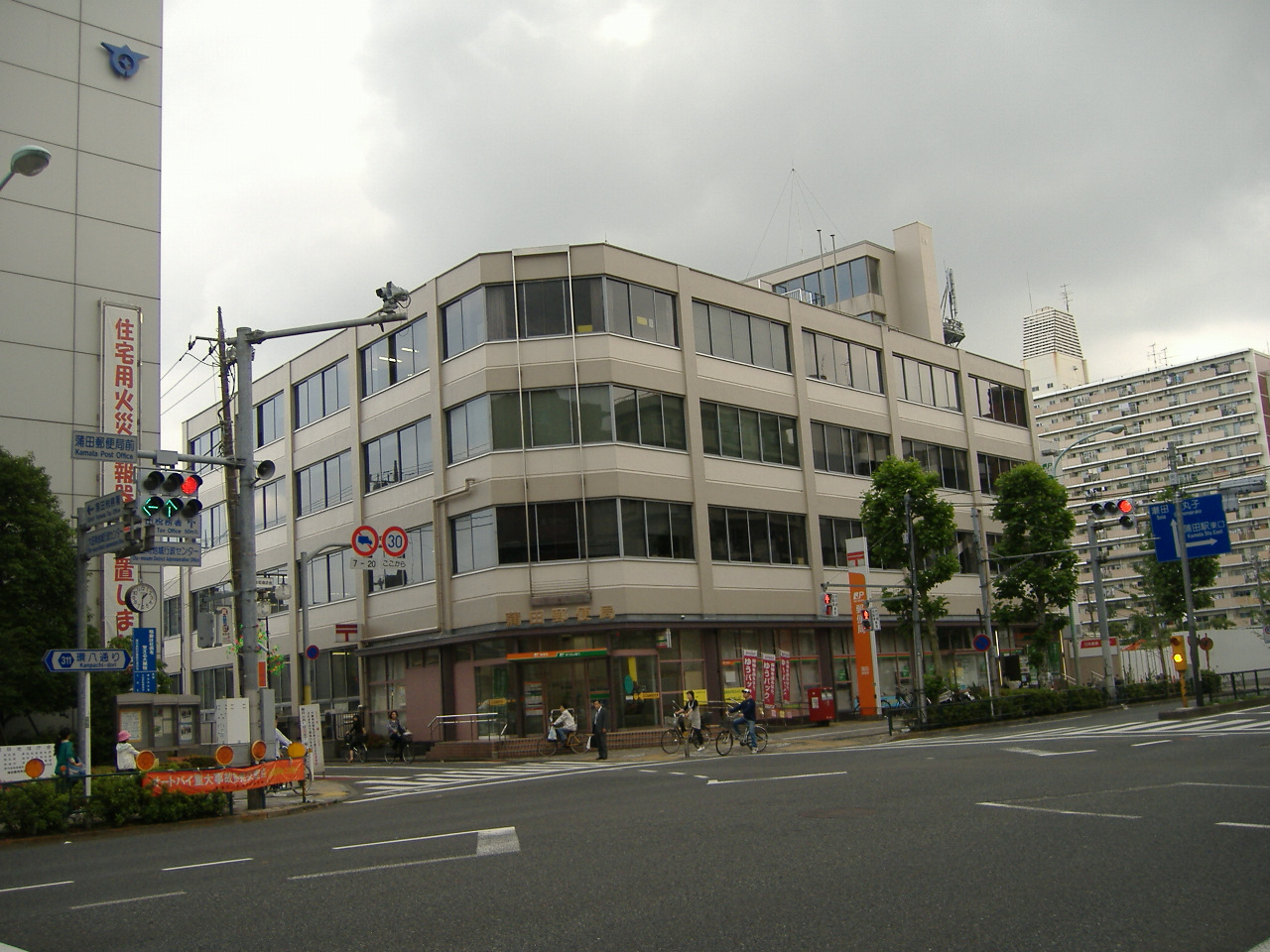
田園調布郵便局 ゆうちょ銀行 田園調布店
- アロマスクエア郵便局
- 池上郵便局
- 大岡山駅前郵便局
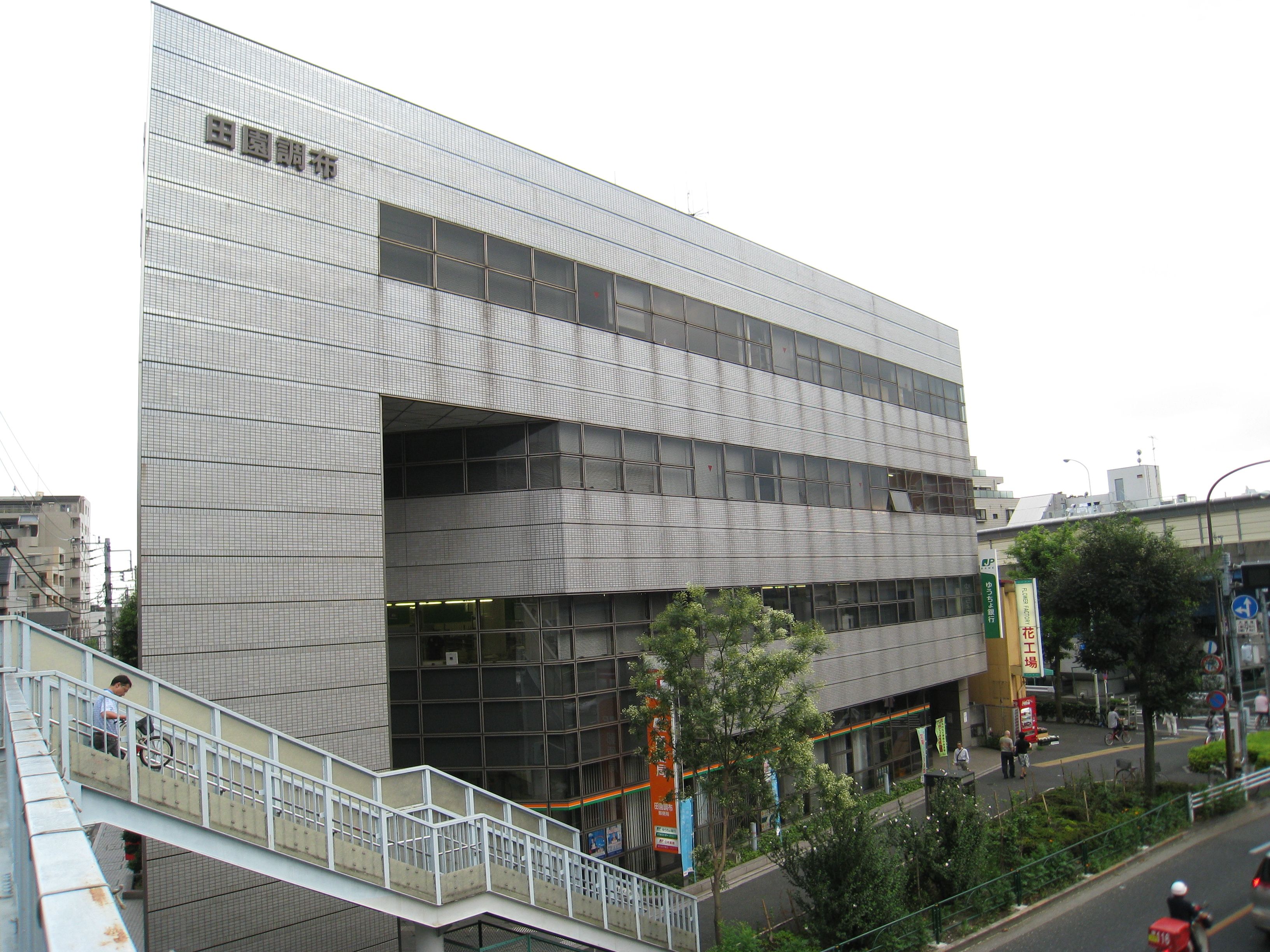
大田池上六郵便局
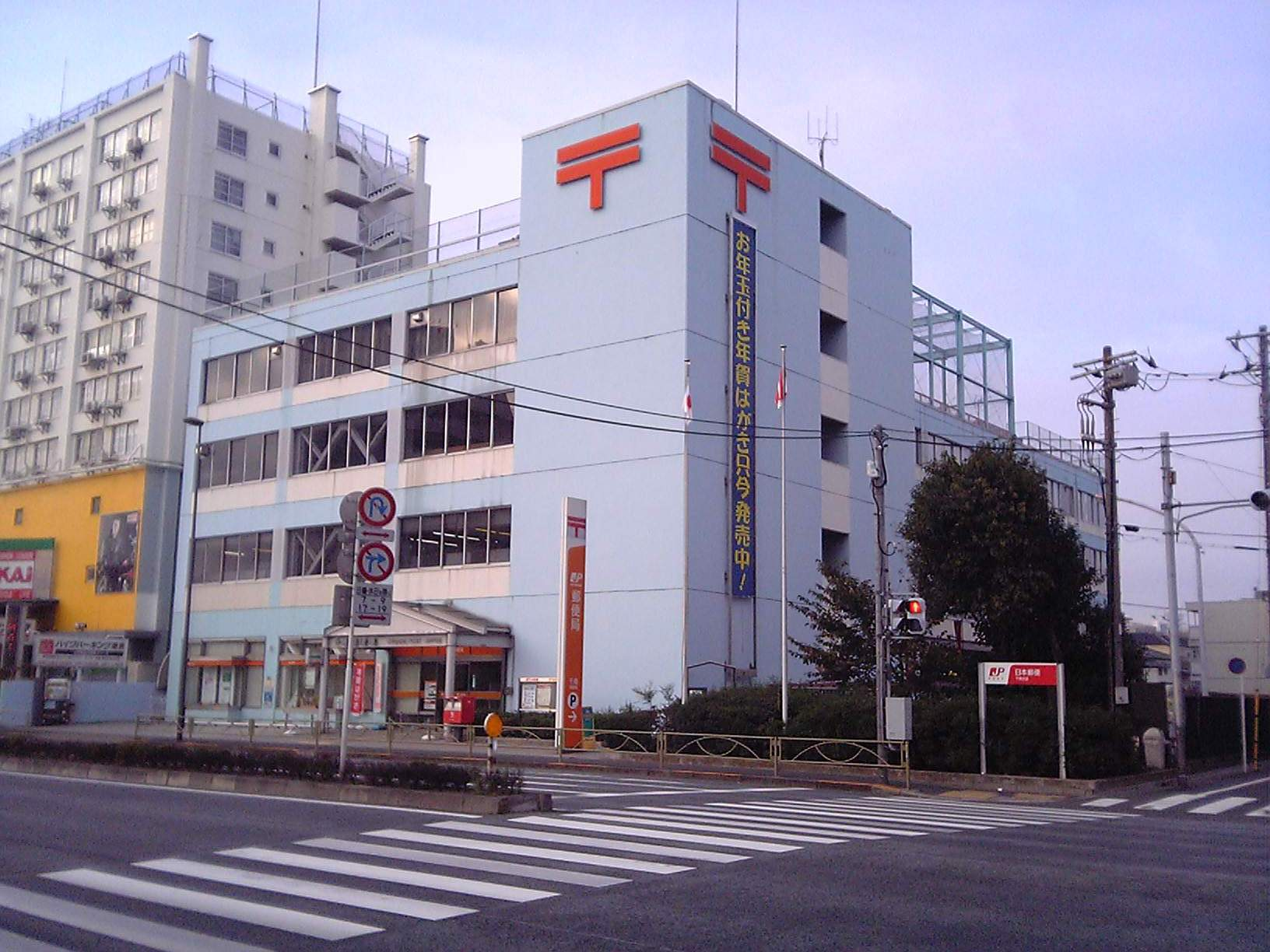
大田入新井郵便局
- 大田鵜の木郵便局
- 大田上池台郵便局
- 大田北千束郵便局
- 大田久が原西郵便局
- 大田久が原郵便局
- 大田京浜島郵便局
- 大田山王郵便局
- 大田市場内郵便局
- 大田下丸子郵便局
- 大田洗足郵便局
- 大田中央一郵便局
- 大田中央七郵便局
- 大田中央八郵便局
- 大田中央四郵便局
- 大田中馬込郵便局
- 大田仲六郷郵便局
- 大田西糀谷三郵便局
- 大田西糀谷二郵便局
- 大田西糀谷郵便局
- 大田西馬込郵便局
- 大田西六郷三郵便局
- 大田西六郷郵便局
- 大田萩中三郵便局
- 大田萩中郵便局
- 大田羽田郵便局
- 大田東糀谷郵便局
- 大田東馬込郵便局
- 大田東嶺町郵便局
- 大田東矢口三郵便局
- 大田東雪谷五郵便局
- 大田東雪谷二郵便局
- 大田平和島二郵便局
- 大田南蒲田郵便局
- 大田南久が原郵便局
- 大田南馬込一郵便局
- 大田南馬込二郵便局
- 大田南雪谷郵便局
- 大田南六郷一郵便局
- 大田南六郷二郵便局
- 大田矢口一郵便局
- 大田矢口三郵便局
- 大森駅前郵便局
- 大森北六郵便局
- 大森西二郵便局
- 大森西六郵便局
- 大森東一郵便局
- 大森東四郵便局
- 大森南二郵便局
- 大森郵便局
- 蒲田一郵便局
- 蒲田駅前郵便局
- 蒲田安方郵便局
- 新蒲田二郵便局
- 千鳥町駅前郵便局
- 千鳥郵便局
- 田園調布一郵便局
- 田園調布駅前郵便局
- 田園調布五郵便局
- 田園調布本町郵便局
- 東京流通センター内郵便局
- 西蒲田一郵便局
- 羽田空港郵便局
- 東蒲田二郵便局
- 六郷土手郵便局
- 斎場
  - 臨海斎場（東海）
  - 平和の森会館（平和の森公園）
    - 1984年（昭和59年）5月に開設された大田区立集会施設の一つ。葬儀・告別式場として利用できる。

## 文化財・名所旧跡
- 池上本門寺（日蓮宗大本山）
- 本行寺（池上大坊）（日蓮宗本山）：日蓮入滅の地
- 池上梅園
- 大森貝塚
  - 縄文時代後期 - 末期の貝塚。
- 多摩川台古墳群
- 鵜の木一丁目横穴墓群
  - 鵜の木松山公園（旧鵜の木公園、鵜の木1-6-1）の斜面地に保存展示されている。
- 洗足池
  - 中世以来の歴史を持つ。池の名は池上宗仲の館に向かう途中の日蓮が休息をとり、池の水で足を清めたことに由来。その際袈裟をかけたという「袈裟掛けの松」がある。
  - 勝海舟と妻の墓所がある。かつては勝の別邸千束軒があった。
  - 宇治川の先陣争いで有名な名馬池月誕生の地との伝承あり。池月を顕彰した像がある。
- 伝梶原景時墓（万福寺境内）
  - 南馬込にある。源頼朝の重臣梶原景時の墓と伝えられる。近くの大田区立郷土博物館の向かい側の民家は古くから梶原屋敷と呼ばれ、景時の館跡の伝承有り。
- 磨墨塚
  - 南馬込にある。宇治川の先陣争いで有名な梶原景季の愛馬の墓との伝承があり、馬頭観音と磨墨塚と刻した石碑が塚上に建つ。
- 馬込文士村
  - 関東大震災後に、山王、中央、馬込、池上に跨る武蔵野台地に多くの文士・芸術家が移り住んだ。当時の面影を感じさせる街並みが今も所々に残る。
- 新井宿義民六人衆の墓（善慶寺境内）
  - 山王三丁目にある。領主木原重弘の苛酷な年貢取立てに加え、旱魃と洪水で疲弊していた新井宿村の有志6名が、1676年（延宝4年）12月28日に幕府への直訴を企てるも捕えられ処刑された。その後、年貢が半減された事から6名は義民として崇められたという。池上通り沿いの善慶寺参道入り口に「新井宿義民六人衆霊地参道」と記された大灯篭が設置されている。
- 日本帝国小銃射的協会の碑（大森射的場跡）
  - 山王二丁目にある。1899年（明治32年）に明治天皇の御下賜金200円を基金として日本帝国小銃射的協会が設立された。1937年（昭和12年）、周囲の宅地化により射撃場は神奈川県の鶴見北寺尾へ移転し、現在は大森テニスクラブとなっている。
- 三島由紀夫旧居
  - 南馬込四丁目32番8号にある。未亡人没後、写真集『三島由紀夫の家』（写真・篠山紀信、文・篠田達美、美術出版社、1995年）で紹介された。今も「三島由紀夫」の表札がかかる。
- 矢口の渡し跡
  - 1358年（正平13年/延文3年）、南朝方の新田義興が渡河中に謀殺されたと伝えられる多摩川の渡し場。1949年（昭和24年）に廃止された多摩川大橋の上流側にある渡し場跡には大田区教育委員会設置の表示板がある。近くには義興の霊を祭る新田神社がある（大田区矢口一丁目21番23号）。中世頃の渡し場は新田神社付近にあったという。ちなみに、東京都世田谷区玉川三丁目2番1号東急二子玉川駅近くには義興と伴に落命した家臣由良兵庫助の亡骸が流れ着き、付近の住民が葬ったと伝えられる兵庫島（兵庫島公園）がある。
- 七辻
  - 南蒲田にある7方向交差点。
- 日本船用ディーゼル機関発祥の地
  - かつて蒲田本町に存在した新潟鐵工所が船用ディーゼル機関を製作した。
- 『延喜式神名帳』記載神社
  - 薭田神社（蒲田三丁目）
  - 六郷神社（東六郷三丁目 ）
  - 雪谷八幡神社（久が原二丁目）
  - 磐井神社（大森北二丁目）

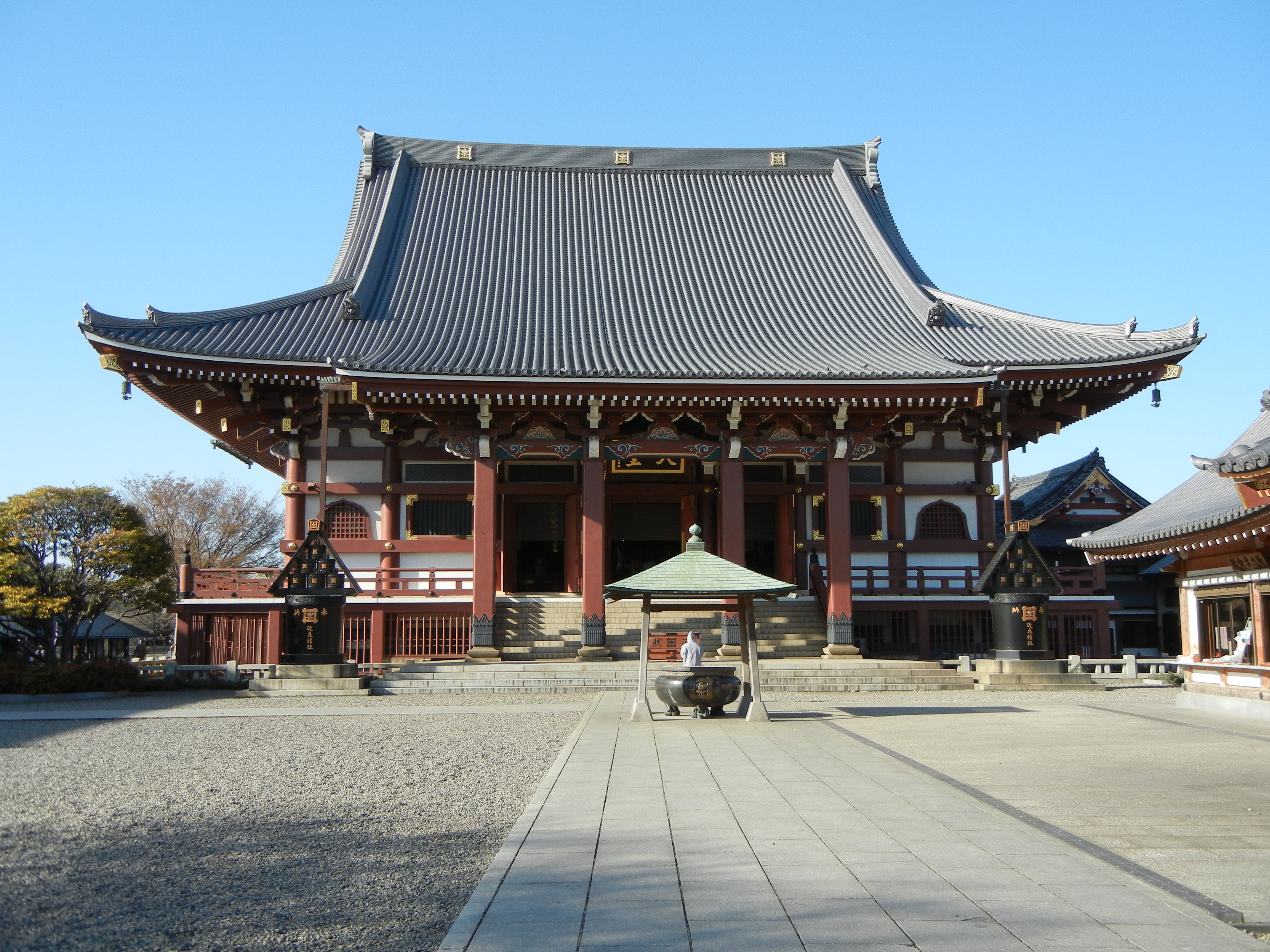
池上本門寺（祖師堂）
大森駅前にある『馬込文士村の住人』のレリーフ
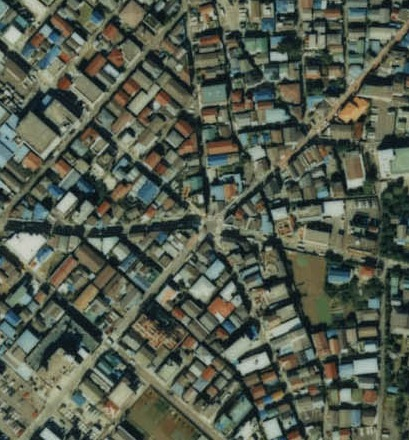
上空からの七辻の画像（南蒲田）
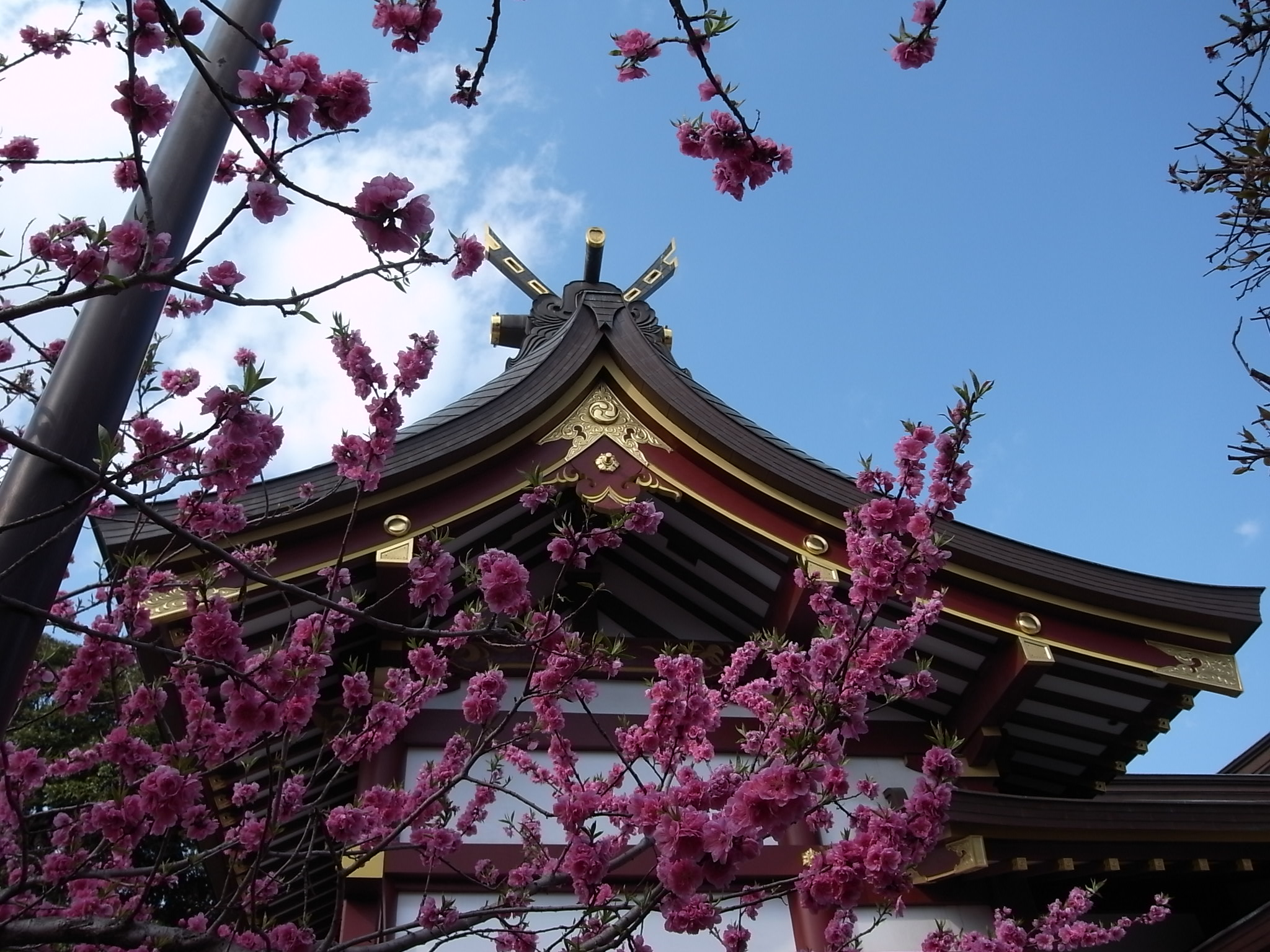
薭田神社（蒲田）
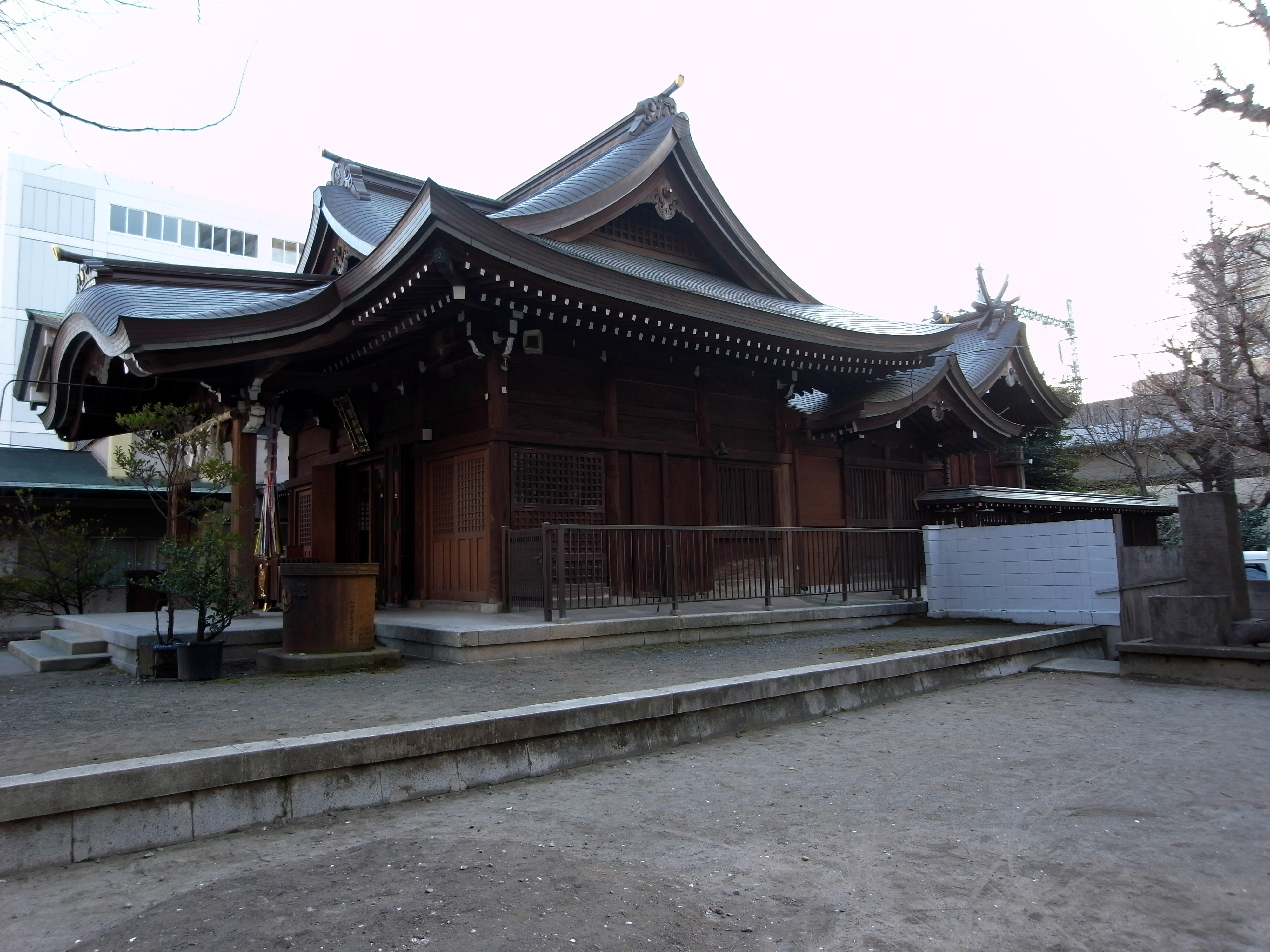
磐井神社（大森）

### 神社
- 穴守稲荷神社：文化文政年間、鈴木新田（現在の羽田空港）開墾の際に海が荒れて沿岸の堤防が決壊し、海水による甚大な被害を受けた時があった。その時、村民の手により、堤防の上に祠を勧請し、稲荷大神を祀ったところ、海が静まって大きな実りをもたらしたのに始まる。後に神社周辺に鉱泉が湧いたことで、鳥居前町には旅館や飲食店、土産物屋が軒を連ね、潮干狩りや海水浴も楽しめる京浜間の一大歓楽地として大いに発展した。終戦直後の1945年（昭和20年）9月21日、東京飛行場を軍事基地として拡張するため、連合国軍より氏子ともども強制退去を迫られることになり、かつての一の鳥居のみを残して、稲荷橋駅（現：穴守稲荷駅）近くの現在地に遷座した。現在でも東京を代表する稲荷神社であるとともに、航空安全の神社としても知られる[29]。

### 仏教寺院
- 真言宗智山派 常呂山（常栄山）本覚寺自性院：本羽田三丁目。玉川八十八ヶ所霊場（78番）、東海三十三観音霊場（25番）札所[30]
  - 牛頭天王堂：昭和4年に三輪厳島神社から鎮守社として移築された。

- 正藏院
- 龍王院
- 長照寺
- 福泉寺
- 海岸寺

### キリスト教会
- 救世軍大森小隊（プロテスタント・メソジスト系キリスト教会）

## 経済・産業

### 農業
現在も極めて少数だが農家が存在する。2014年（平成26年）大田区農家基本調査によると農家該当世帯は10世帯である。生産物上位は盆栽植木類、シクラメン、小松菜となっている。区域にはJA東京中央の支店が存在する。

### 漁業
大森は海苔養殖の発祥の地とも言われ、江戸時代には御膳海苔として上納されていた。昭和になり最盛期には東京港中央部まで進出して操業していたが、1962年（昭和37年）東京湾汚染、埋立地拡張のため海苔養殖の漁業権を放棄した。しかし、現在でも海苔問屋が数十社あり、海苔流通の中心となっている。毎年12月に大森海苔会館で行われる大森海苔組合初入札での初値は全国の海苔入札における基準値になっている。
羽田は江戸時代からの漁師町である。現在でも漁師が在住しておりアナゴ漁やアサリ漁を行っている。
区域には大田漁業協同組合が存在するが漁港はない。

### 商業
区域には青果、花きの取扱量日本一の大田市場（東京都中央卸売市場）が存在するため、卸売り業の比率が高い。小売業については商店数の減少が進んでいる。大規模小売店や大手チェーン店が新設される一方で、既存店舗と商店街は低迷・衰退傾向にある。一例として、山王のダイシン百貨店は2016年、買収によりMEGAドン・キホーテ大森山王店に業態転換した。

### 工業
20世紀初頭に東京ガスが大森に工場を設けて以来、大田区は東京都内有数の工業集積地となった。神奈川県の川崎市、横浜市と共に京浜工業地帯の中核をなしている。平成25年（2013年）工業統計調査（2. 市区町村別、産業中分類別統計表）によると、区域には1,503の事業所がある。
大田区の製造業は中小企業が多く、こうした「町工場」はピーク時に1万近くあった。現在は3000程度に減っている。国内景気の低迷、納入先企業の生産海外移転による経営難、後継者不在などが町工場減少の背景となっている。このため、大田区では大田区産業プラザの建設、財団法人大田区産業振興協会設立などによる中小企業支援を行い、東京都も東京都立産業技術研究センター城南支所、中小企業振興公社城南支社を設置している。
町工場地帯に後から入ってきた住民が、工場の騒音や臭いなどに不満を抱く「住工混在」地域としての問題もあるが、大田区は製造業の集積を維持する「住工調和」を掲げている。独立した建物での起業や創業が困難な事業者には「工場アパート」を期間限定で貸し出している。
- テレビ番組

日経スペシャル ガイアの夜明け 我らのベンチャー学校 〜夢と技術で羽ばたけ! モノ作り〜（2004年3月2日、テレビ東京）。- ベンチャー企業育成のための「大田区創業支援施設」を取材。

### 区域の主な事業所
特筆ない限り区域に本社がある企業を表す。
- アストロデザイン（南雪谷） - 映像機器メーカー
- アットホーム（西六郷） - 不動産情報サービス会社
- アルプスアルパイン（雪谷大塚町） - 東証プライム上場 - 電気機器製造会社
- 池上通信機（池上） - 東証スタンダード上場 - 通信機器製造会社
- 石井鐵工所（東糀谷） - 東証スタンダード上場 - 石油化学プラント・タンク製造会社 本社は東京都中央区
- 五十鈴（仲六郷） - 鉄鋼商事会社
- 稲葉製作所（矢口） - 東証スタンダード上場 - 家具物置製造会社
- インサイト - マーケティングを中心としたコンサルティングサービスや出版事業を行うコンサルティングファーム。
- 宇野澤組鐵工所（下丸子） - 東証スタンダード上場 - 真空ポンプ製造会社
- ANAウイングス
- ANAエアポートサービス
- 荏原製作所（羽田旭町） - 東証プライム上場 - ポンプ・タービン・冷凍機製造会社
- ヱビナ電化工業（東糀谷） - 表面処理会社
- オズ（蒲田） - 情報処理会社
- 桂川電機（矢口） - 株式店頭登録 - 機械製造会社
- キヤノン（下丸子） - 東証プライム上場 - 精密機器製造会社
- 共立信用組合（大森西） - 地域信用組合 - 区域に本部機能がある唯一の金融機関
- くらしの友（西蒲田） - 互助会事業会社
- 京浜トラックターミナル（平和島） - 日本自動車ターミナル株式会社（新宿区）が運営する
- シグナルトーク（蒲田） - コンピュータゲーム制作会社
- 情報通信ネットワーク（蒲田）‐情報提供サービス会社
- JALスカイ
- スカイマーク
- ソニー損害保険（蒲田） - 損害保険会社
- 高砂香料工業（蒲田） - 東証プライム上場 - 香料製造会社
- 玉子屋（中央） - 弁当製造会社
- ディスコ（大森北） - 東証プライム上場 - 切断機器製造会社
- テクニカル電子（大森西） - 電気機器製造会社
- 寺岡精工（久が原） - 計器製造会社
- 電業社機械製作所（大森北） - 東証スタンダード上場 - ポンプ製造会社
- 登記簿図書館（蒲田）‐登記情報提供サービス会社
- 東京流通センター（平和島） - 略称：TRC - ビル運営管理会社
- 東芝プラントシステム（蒲田） - プラント建設会社
- 東横イン（西蒲田） - ホテル事業会社
- 東京計器（旧社名トキメック）（南蒲田） - 東証プライム上場 - 精密機器製造会社
- 東京国際空港ターミナル
- 日本空港ビルデング（羽田空港） - 東証プライム上場 - 不動産会社
- 日本ベッド製造（池上） - 寝具類の製造販売会社
- 日研トータルソーシング（西蒲田） - 人材派遣製造請負会社
- はとバス（平和島） - バス会社
- 白洋舍（下丸子）- 東証スタンダード上場 - クリーニング会社
- 三津浜工業（東蒲田） - 消防用設備機器製造会社
- メガネドラッグ（蒲田） - 眼鏡小売店
- メリーチョコレートカムパニー（大森西） - 食品製造会社
- 山一電機（中馬込） - 東証プライム上場 - 電子機器製造会社
- ユザワヤ（西蒲田） - 手芸品販売会社
- ラヴィドライビングスクール蒲田（西六郷） - 自動車教習所運営会社
- リコー（中馬込） - 東証プライム上場 - 電子機器製造会社
- ワタミ（羽田） - 東証プライム上場 - 外食事業、介護事業会社

キヤノン本社（下丸子）
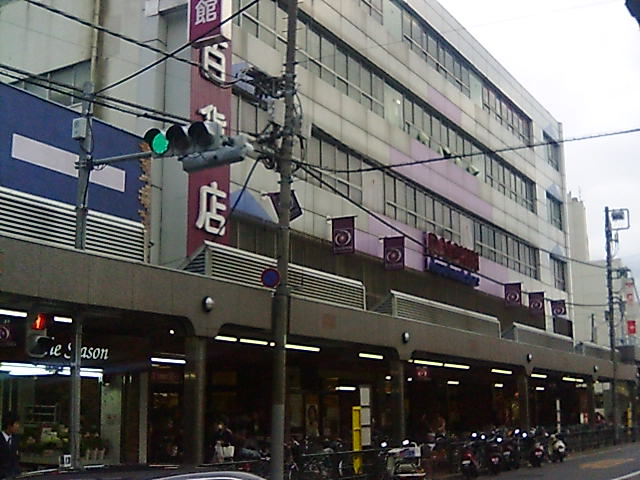
ダイシン百貨店・昭和館（山王）
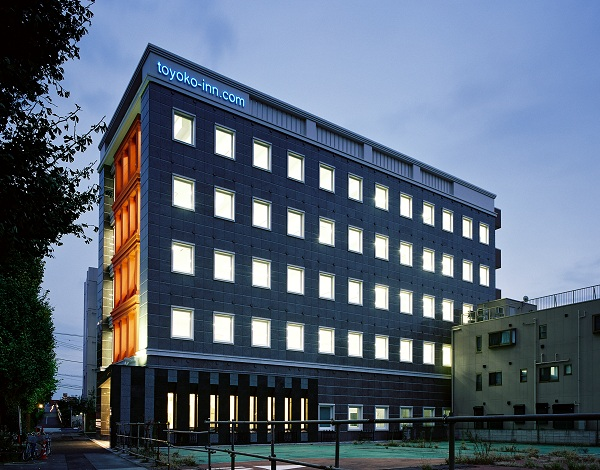
聖徳ビル・東横イン本社（新蒲田）
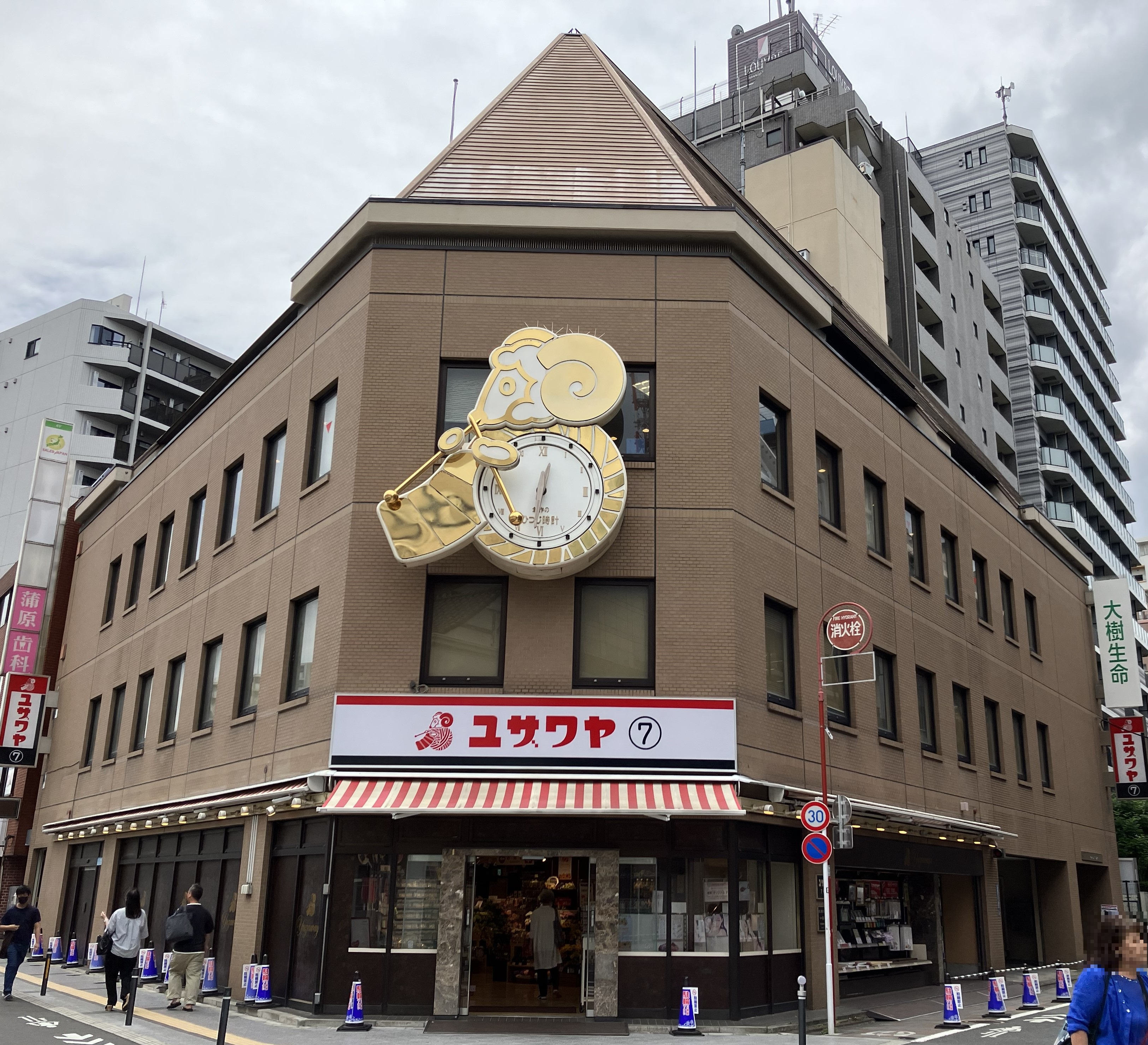
ユザワヤ蒲田店7号館

## 交通・道路

### 航空
- 東京国際空港（羽田空港）
  - 国内線
    - 第1ターミナル（日本航空グループ、スカイマーク、スターフライヤー）
    - 第2ターミナル（全日本空輸、エアドゥ、ソラシドエア）

  - 国際線
    - 第2ターミナル
    - 第3ターミナル

※千葉県成田市の成田国際空港にも、リムジンバスや鉄道（京浜急行電鉄）を利用すれば乗換なしで行くことが可能。

### 鉄道
蒲田地域では鉄道路線網が発達しているが、大森地域では放射状（南北方向）の鉄道しか走っていない。そのため、大森地域における東西方向の公共交通機関は路線バスに頼ることとなる。

#### 現行路線
東日本旅客鉄道（JR東日本）
 京浜東北線
- - 大森駅 - 蒲田駅 -

- 車両基地　大田運輸区(旧:蒲田電車区)

京浜急行電鉄 (京急)
 本線
- - 平和島駅 - 大森町駅 - 梅屋敷駅 - 京急蒲田駅 - 雑色駅 - 六郷土手駅 -

 空港線
- 京急蒲田駅 - 糀谷駅 - 大鳥居駅 - 穴守稲荷駅 - 天空橋駅 - 羽田空港第3ターミナル駅 - 羽田空港第1・第2ターミナル駅

区内で全線完結するが、多くの電車は京急蒲田駅にて本線の品川方面や横浜方面に直通する。
2010年の羽田空港国際線ターミナルビル供用開始に合わせて新駅が設置された。
東急電鉄
 東急多摩川線
- 蒲田駅 - 矢口渡駅 - 武蔵新田駅 - 下丸子駅 - 鵜の木駅 - 沼部駅 - 多摩川駅

区内で全線完結する。
 池上線
- - 長原駅 - 洗足池駅 - 石川台駅- 雪が谷大塚駅 - 御嶽山駅 - 久が原駅 - 千鳥町駅 - 池上駅 - 蓮沼駅 - 蒲田駅

車両基地　雪が谷検車区
 大井町線
- - 北千束駅 - 大岡山駅 -

 東横線
- - 田園調布駅 - 多摩川駅 -

 目黒線
- - 大岡山駅 -（奥沢駅）- 田園調布駅 - 多摩川駅 -

奥沢駅は世田谷区内。また大岡山駅は所在こそ当区であるが、目黒区の地名から採られており、構内は同区にまたがっている。
東京モノレール
 東京モノレール羽田空港線（旧称・東京モノレール羽田線）
- - 流通センター駅 - 昭和島駅 - 整備場駅 - 天空橋駅 - 羽田空港第3ターミナル駅 - 新整備場駅 - 羽田空港第1ターミナル駅 - 羽田空港第2ターミナル駅

昭和島に東京モノレール羽田空港線の車両基地がある。
2010年の羽田空港国際線ターミナルビル供用開始に合わせて新駅が設置された。
東京都交通局（都営地下鉄）
 浅草線
- 西馬込駅 - 馬込駅 -

南馬込に浅草線の車両基地（馬込車両検修場）がある。西馬込駅から地上に出現し高架線となり、国道1号池上二丁目交差点付近でスイッチバックして入庫する。
かつて西馬込にあった馬込車両工場は廃止され、現在は立正大学付属立正高等学校（中高併設）となっている。廃止前の引き込み線は国道1号を越えてから地上に出現し工場まで続き、地上部には踏切もあった。
※なお、区内を通っている地下鉄路線は浅草線のみで都営地下鉄の運営路線である為、地下鉄路線が一切通ってない世田谷区、葛飾区を除いて東京23区で唯一、東京メトロの路線が存在しない区である。
東京臨海高速鉄道 (TWR)
 りんかい線
- 車両基地 東臨運輸区

所在地は品川区八潮3丁目だが、留置線のみ東海4丁目に位置する
区内を通過する路線
東日本旅客鉄道（JR東日本）
 東海道線（上野東京ライン）
■東海道貨物線（品鶴線ルート）
 横須賀線
 湘南新宿ライン（※ 当区内では東海道新幹線と並走している。）
■東海道貨物線（東京貨物ターミナル駅 - 川崎貨物駅ルート）
定期運転で一般営業する旅客列車なし（区域に駅はない）。東京貨物ターミナル駅からの線路は東京港野鳥公園付近から地下に潜る。区域での地上部は僅か数百メートルである。城南島直下、羽田空港一丁目直下を経由して川底トンネルにて多摩川を越え川崎貨物駅に至る。

#### 廃線・廃駅
- 廃止線
  - 京浜電気鉄道大森支線（JR京浜東北線大森駅 - 京急本線大森海岸駅）
  - 旧蒲蒲短絡線（JR東海道本線 - 京急空港線）
  - 目黒蒲田電鉄新奥沢線（雪ヶ谷駅 - 新奥沢駅）
  - 三菱日本重工業東京製作所専用線（JR品鶴線丸子信号場 - 三菱日本重工業東京製作所構内）
  - 矢口発電所専用線（JR京浜東北線蒲田駅 - 矢口発電所構内）
- 廃止駅
  - 出村駅（京急本線）
  - 穴守駅（京急空港線）
  - 道塚駅（東急目蒲線-現在の東急多摩川線）：1936年（昭和11年）駅名を本門寺道駅から道塚駅に変更

#### 新線構想
蒲蒲線
大田区は蒲蒲線の早期事業化・整備を推進している。当初は800 mほど離れているJR蒲田駅と京急蒲田駅とを結ぶ路線として構想されていたが、埼玉県南部からの直通電車による羽田空港アクセス路線としても位置づけることで需要の拡大を期待している。区間は京急空港線大鳥居駅から東急多摩川線矢口渡とされている。
エイトライナー
区域内を東西に横断する路線として環八通りを導入空間とし、羽田空港から北区赤羽駅までの環状鉄道エイトライナー構想があり、大田区もエイトライナー促進協議会に参画している。ただし、この構想は「蒲蒲線」と重複する部分がある。
大森新交通
大森駅を中心に区内を東西に横断する路線構想。

### バス
区域内の路線バスはJR東海道線を境に東側を京浜急行バス、西側を東急バスが担当している（埋立地では都営バスが運行担当している路線もある）。
バス網の発達は早く、昭和初期には目蒲乗合、池上電気鉄道、梅森蒲田自動車、京浜電気鉄道、東京乗合自動車の各社が区内に路線網を繰り広げていた。そのうち前記二社は目黒蒲田電鉄を経て東京横浜電鉄に、後記三社は京浜電気鉄道の系列下にそれぞれ集約されたが、1942年に戦時統合で区内のバス会社は全て東京急行電鉄（いわゆる大東急）に統合された。1948年の大東急再編成で現在の東海道線を境界とした棲み分けが形成された。かつては大森駅 - 新宿駅西口、池上駅 - 東京駅八重洲口、蒲田駅 - 代田四丁目などの中距離路線もあり路線は充実していたが、近年は路線統合、路線縮小の方向にある。
乗降方式は前乗り中降りで、基本は均一運賃制である。一部に区間運賃制の路線があるが、整理券は使用せず、乗車時に行先を乗務員に申告して所定の運賃を支払う。
羽田空港はバスターミナルとして都内有数の規模であり、路線バスの他にも各地へ空港リムジンバスが運行されている。

#### 路線バス
- 京浜急行バス
  - 大森営業所
  - 羽田営業所
- 川崎鶴見臨港バス
  - 塩浜営業所（川崎市川崎区）
- 東急バス
  - 池上営業所：下記以外の区域内路線担当
  - 荏原営業所（品川区二葉）：荏原町線（大森駅・蒲田駅発着）および五反田線（第二京浜走行）担当
  - 瀬田営業所（世田谷区上野毛）：遊園地線・雪が谷線（多摩川駅発着）および環八線（田園調布駅発着）担当
  - 淡島営業所（世田谷区三宿）：グランド線（田園調布駅発着）および渋谷線（多摩川駅発着）担当
  - 弦巻営業所（世田谷区弦巻）：環七線（大森駅発着）担当
- 都営バス
  - 品川自動車営業所（品川区北品川）：品98系統（品川駅港南口 - 大田市場ほか）担当
  - 品川営業所港南支所（港区港南）：井98系統（大井町駅東口 - 大井水産物埠頭）担当

#### コミュニティバス
- 大田区コミュニティバス - 愛称「たまちゃんバス」
  - 区内の多摩川丸子橋付近に出現したアザラシ「タマちゃん」に由来し、車体にもアザラシのタマちゃんのキャラクターが描かれている。東急バス池上営業所が運行受託。
  - デジタル回数券の販売も開始しており、「RYDE PASS」アプリで購入可能となっている。

#### 空港連絡バス・高速バス
- 京浜急行バス
  - 京浜島営業所
  - 新子安営業所（横浜市神奈川区）
  - 杉田営業所（横浜市磯子区）
- 東急バス
  - 下馬営業所（世田谷区下馬） - 渋谷空港線・二子空港線（羽田空港発着）担当
  - 新羽営業所（横浜市港北区） - たまプラ空港線・ニュータウン空港線・新百合空港線（羽田空港発着）担当
- 東京空港交通
  - 羽田運行事業所
  - 羽田空港運行事業所
  - 成田運行事業所（千葉県成田市吉岡）
- 京成バス
  - 奥戸営業所（東京都葛飾区奥戸） - 東京ディズニーリゾート線、小岩駅・亀有駅線（羽田空港発着）担当
  - 新習志野高速営業所（千葉県習志野市茜浜） - 東京ディズニーリゾート線（蒲田駅・川崎駅発着）、西船橋駅線、津田沼駅線、海浜幕張駅・千葉中央駅線（羽田空港発着）担当

その他リムジンバスとして羽田空港に乗り入れる都内およびその周辺のバス事業者がある。

### 海上・水上
- 渡船：以前は多摩川に渡船が運航されていたが、架橋により全て廃止された。
  - 丸子の渡し
  - 平間の渡し
  - 矢口の渡し
  - 小向の渡し
  - 六郷の渡し
  - 大師の渡し
  - 羽田の渡し
- その他、区域には屋形船、釣舟の乗船場がある。

### 道路
- 国道
  - 一般国道（指定区間内）
    - 国道1号（第二京浜）
    - 国道15号（第一京浜）
    - 国道357号（湾岸道路）

  - 一般国道（指定区間外）
    - 国道131号（環八通り、産業道路）
- 都道
  - 首都高速 - 区域の首都高速道路は全て都道（自動車専用道路）である。
    - 1号羽田線（平和島出入口・昭和島JCT・空港西出入口・羽田出入口）

平和島PA
    - 湾岸線（東海JCT・空港中央出入口・湾岸環八出入口）
    - 湾岸分岐線

  - 主要地方道
    - 東京都道・神奈川県道2号東京丸子横浜線（中原街道）
    - 東京都道・神奈川県道6号東京大師横浜線（産業道路）
    - 東京都道11号大田調布線（多摩堤通り）

  - 主要地方道（特例都道）
    - 東京都道311号環状八号線（環八通り）
    - 東京都道316号日本橋芝浦大森線（海岸通り）
    - 東京都道318号環状七号線（環七通り）

  - 特例都道
    - 東京都道421号東品川下丸子線（池上通り）
    - 東京都道426号上馬奥沢線（自由通り）

  - 一般都道
    - 東京都道・神奈川県道111号大田神奈川線（ガス橋通り）
    - 東京港臨海道路（臨海道路）

### 自動車ナンバープレート
- 大田区は東京運輸支局本庁舎の管轄エリアで、自動車ナンバープレートは「品川」ナンバーを交付される。
- 排気量50cc以下の原動機付自転車第一種（白色ナンバー）、排気量90cc以下の原動機付自転車第二種乙（薄黄色ナンバー）、排気量125cc以下の原動機付自転車第二種甲（薄桃色ナンバー）は「大田区」ナンバーを交付される[35]。

## 教育

### 大学
- 東邦大学（大森キャンパス）
- 東京科学大学（大岡山キャンパス） - 目黒区に跨って展開している
- 東京工科大学（蒲田キャンパス）
- 昭和医科大学（洗足キャンパス） - 歯学部。歯科病院に併設され、臨床実習で主に使用。

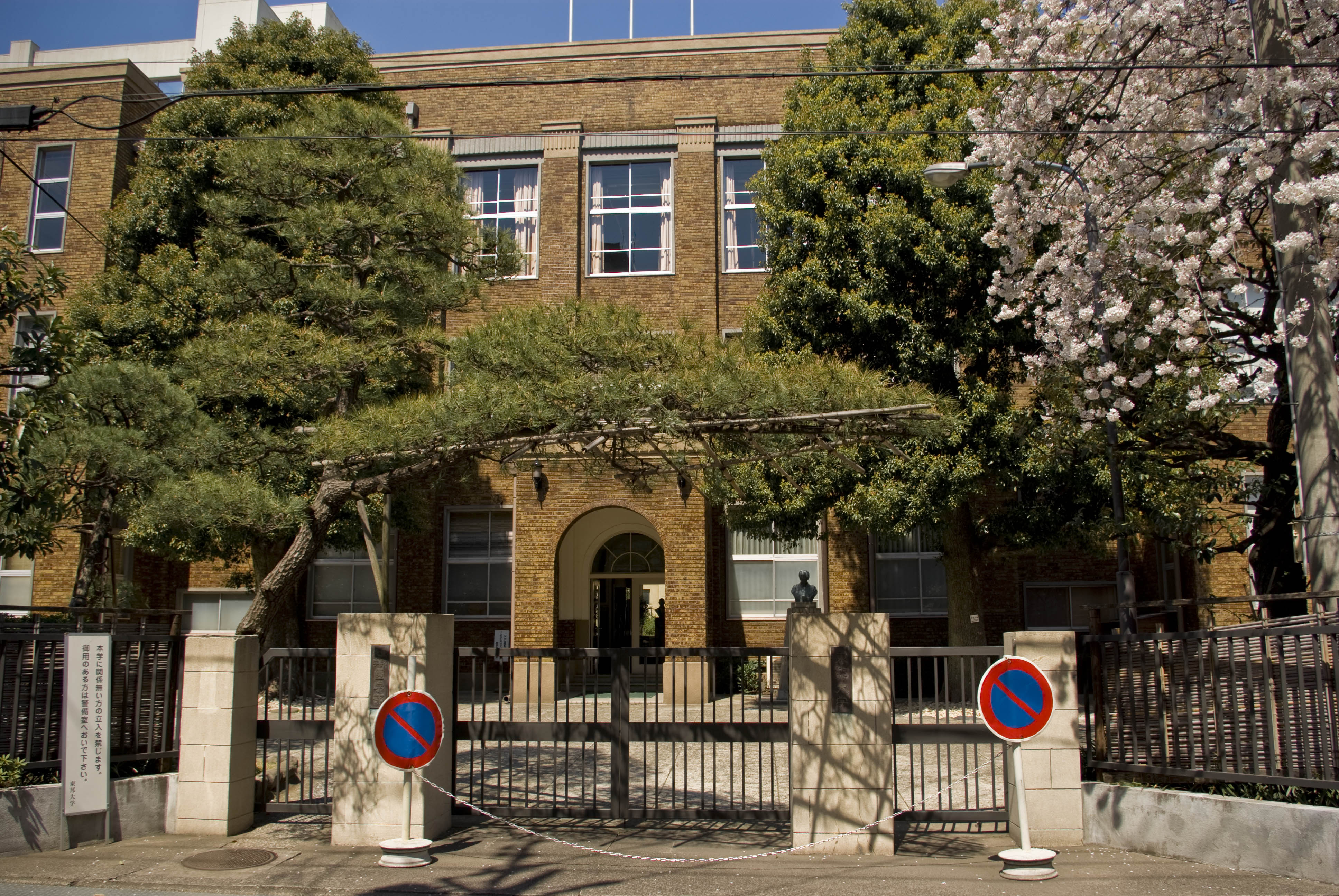
東邦大学
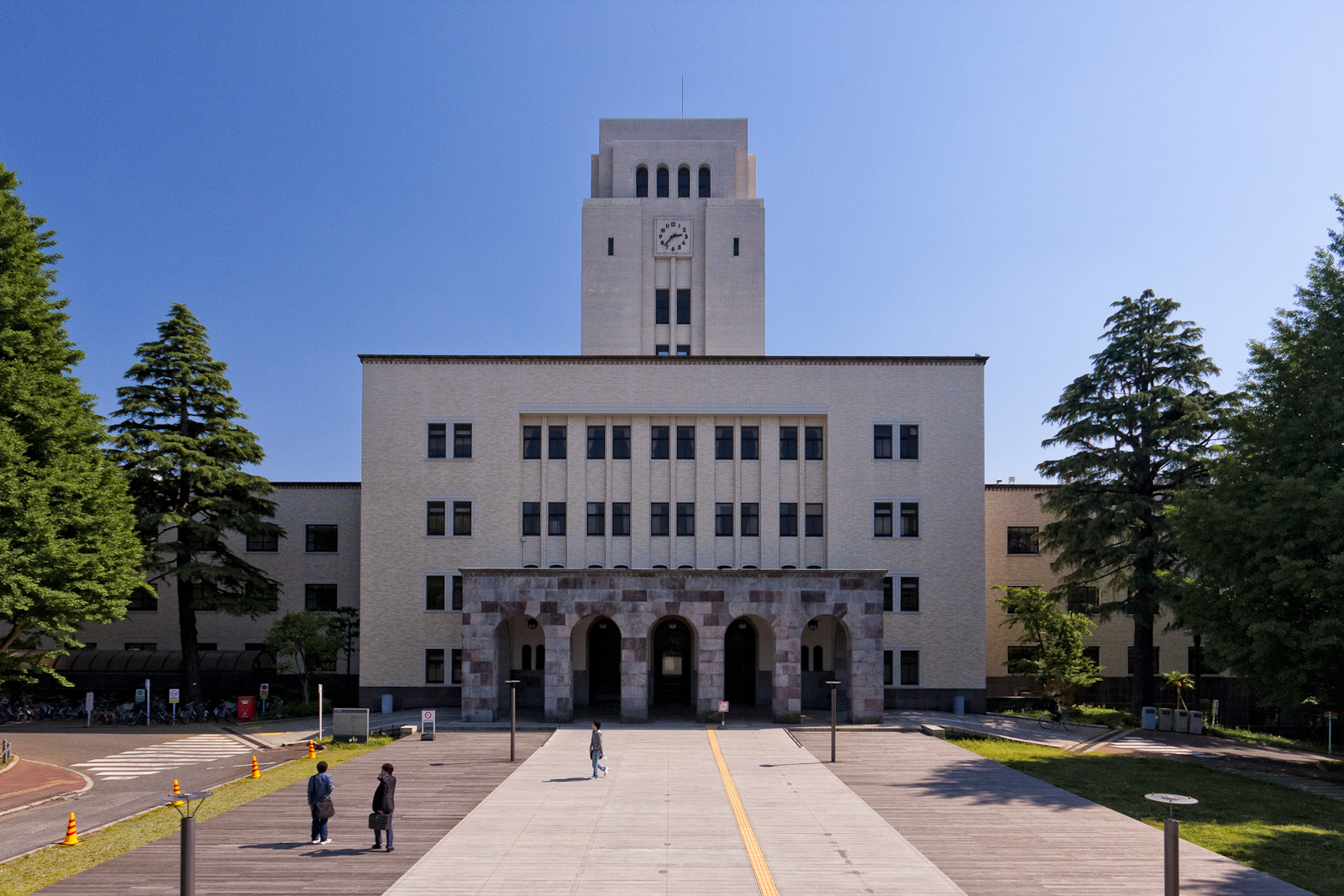
東京工業大学
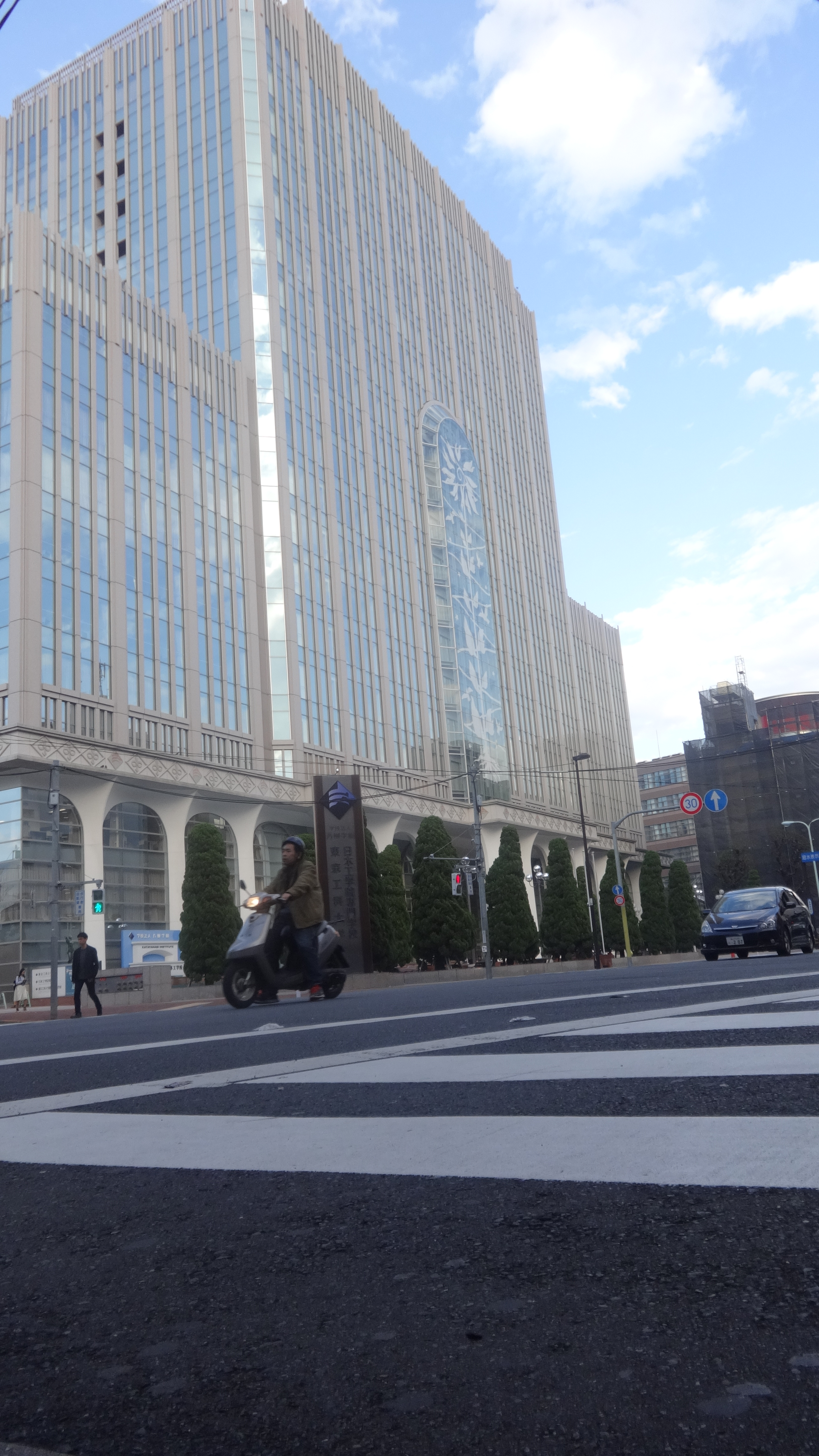
東京工科大学

### 専修学校
区域に能力育成、教養向上を図ることを目的した専修学校がある。
- 日本工学院専門学校（西蒲田）
- 羽田幼児教育専門学校（本羽田）
- 佐伯栄養専門学校（蒲田）
- 東京バイオテクノロジー専門学校（北糀谷）
- 昭和医療技術専門学校（中央）
- 東京モータースポーツカレッジ（池上）　※ 現在は運営機関の破産により廃校[36]
- 東京衛生学園専門学校（大森北）
- 東京誠心調理師専門学校（蒲田）
- 東京都立荏原看護専門学校（東雪谷）
- 吉崎家政高等専修学校（大森北）
- 日本芸術専門学校（山王）
- 新東京歯科衛生士学校（大森北）
- 新東京歯科技工士学校（大森北）

### 高等学校
公立
- 東京都立大森高等学校（西蒲田）
- 東京都立蒲田高等学校（蒲田本町）
- 東京都立田園調布高等学校（田園調布南）
- 東京都立雪谷高等学校（久が原）
- 東京都立つばさ総合高等学校（本羽田）
- 東京都立六郷工科高等学校（東六郷）
- 東京都立美原高等学校（大森東）
- 東京都立大田桜台高等学校（中馬込）

私立
- 羽田国際高等学校（本羽田）
- 東京高等学校（鵜の木）
- 東京実業高等学校（西蒲田）
- 日本体育大学荏原高等学校（校舎が池上、道路を挟んだ校庭、体育館などは東矢口）
- 大森学園高等学校（大森西）[注釈 3]
- 立正大学付属立正高等学校（西馬込）※中高併設

過去に存在した高等学校
- 立華学園高等学校（久が原）[注釈 4]
- 立正学園石川台女子高等学校（東雪谷）品川区旗の台に移転
- 東京都立羽田高等学校（本羽田）[注釈 5]
- 東京都立羽田工業高等学校全日制（本羽田）[注釈 6]
- 東京都立大森東高等学校（大森東）[注釈 7]
- 東京都立南高等学校（中馬込）[注釈 8]
- 東京都立羽田工業高等学校定時制（東六郷）[注釈 9]

### 中学校
公立
- 大森東中学校（大森東）
- 大森第一中学校（大森南）
- 大森第二中学校（大森北）
- 大森第八中学校（大森西）
- 馬込中学校（西馬込）
- 馬込東中学校（南馬込）
- 貝塚中学校（中馬込）
- 大森第三中学校（中央）
- 大森第四中学校（池上）
- 田園調布中学校（田園調布）
- 東調布中学校（田園調布南）
- 雪谷中学校（南雪谷）
- 大森第七中学校（南久が原）
- 大森第十中学校（仲池上）
- 石川台中学校（石川町）
- 大森第六中学校（南千束）
- 羽田中学校（東糀谷）
- 糀谷中学校（西糀谷）[注釈 10]
- 出雲中学校（本羽田）
- 六郷中学校（仲六郷）
- 南六郷中学校（南六郷）
- 志茂田中学校（西六郷）
- 蒲田中学校（蒲田）
- 東蒲中学校（東蒲田）
- 御園中学校（西蒲田）
- 蓮沼中学校（西蒲田）
- 矢口中学校（下丸子）
- 安方中学校（東矢口）

私立
- 清明学園中学校（南雪谷）※小中併設
- 立正大学付属立正中学校（西馬込）※中高併設

#### 区立学校給食発「たこぺったん」
大田区立庄中学校限定の給食メニューに「たこぺったん」がある。具材はたこ焼きとほぼ同じで、1995年頃、区立中学の栄養士が、油で揚げて、火の通りを良くするため少し「ぺったんこ」にする調理法を考案した。中濃ソースをつけるのが一般的で、2014年の成人のつどいで行なわれたアンケートで「食べたい懐かしい給食」首位に挙がったほどの人気メニューで、イトーヨーカドー大森店との協力で市販化が進められている。

### 小学校
区立小学校の総児童数は1958年（昭和33年）をピークに減少を続けている。
公立
- 入新井第一小学校
- 入新井第二小学校
- 山王小学校[注釈 11]
- 入新井第四小学校
- 入新井第五小学校
- 大森第一小学校
- 開桜小学校[注釈 12]
- 大森第三小学校
- 大森第四小学校
- 大森第五小学校
- 大森東小学校
- 中富小学校
- 馬込小学校
- 馬込第二小学校
- 馬込第三小学校
- 梅田小学校
- 池上小学校
- 池上第二小学校
- 徳持小学校
- 東調布第一小学校
- 田園調布小学校
- 東調布第三小学校
- 立嶺町小学校
- 千鳥小学校
- 久原小学校
- 松仙小学校
- 池雪小学校
- 小池小学校
- 雪谷小学校
- 洗足池小学校
- 赤松小学校
- 清水窪小学校
- 糀谷小学校
- 東糀谷小学校
- 北糀谷小学校
- 羽田小学校
- 都南小学校
- 萩中小学校
- 中萩中小学校
- 出雲小学校
- 六郷小学校
- 西六郷小学校
- 高畑小学校
- 仲六郷小学校
- 志茂田小学校
- 東六郷小学校
- 南六郷小学校
- 矢口小学校
- 矢口西小学校
- 多摩川小学校
- 相生小学校
- 矢口東小学校
- おなづか小学校[注釈 13]
- 道塚小学校
- 蒲田小学校
- 新宿小学校
- 南蒲小学校
- 東蒲小学校
- 館山さざなみ学校（千葉県館山市）

私立
- 清明学園初等学校（南雪谷）※小中併設
- 文教大学付属小学校（東雪谷）

過去に存在した小学校
- 大森第二小学校 - 大田区立小学校適正配置第一次実施計画により2002年3月閉校
- 大森第六小学校 - 大田区立小学校適正配置第一次実施計画により2002年3月閉校
- 立羽田旭小学校 - 大田区立小学校適正配置第一次実施計画により2002年3月閉校
- 北蒲小学校 - 大田区立小学校適正配置第二次実施計画により2005年3月閉校
- 蓮沼小学校 - 大田区立小学校適正配置第二次実施計画により2005年3月閉校
- 宇佐美養護学園（静岡県伊東市）

### 幼稚園
かつて区域には9の区立幼稚園と49の私立幼稚園があった。しかし、2004年10月8日大田区議会において「大田区立幼稚園条例を廃止する条例」が可決され、2009年3月末に全ての区立幼稚園が廃止された。

### 各種学校
区域に学校教育に類する教育を行う各種学校がある。
- 東京朝鮮第六初級学校（千鳥）
- 東京工科大学附属日本語学校（西蒲田）
- 宗教法人「総本山長生寺」付属長生学園あん摩・マッサージ・指圧師科（仲六郷）

### 特別支援学校
区域に東京都立の特別支援学校がある。大田区立の特別支援学校はない。
- 東京都立城南特別支援学校
- 東京都立矢口特別支援学校
- 東京都立田園調布特別支援学校
- 東京都立大塚ろう学校城南分教室（城南特別支援学校内）
- 過去に存在した特別支援学校
  - 東京都立大田ろう学校（2007年3月閉校）

### 学校教育以外の施設
省庁大学校
かつて、航空保安大学校（羽田空港）が存在したが、2008年4月1日大阪府泉佐野市りんくうタウンに移転した。
区立学校校外施設
大田区は区立小中学校に在学する児童生徒の学習および健康増進のための施設を区域外に設置している。
- 大田区立伊豆高原学園（静岡県伊東市）
- 大田区立野辺山学園（長野県南佐久郡南牧村）
- 大田区休養村とうぶ（長野県東御市）

青少年社会教育施設
大田区は団体生活を通じて青少年の健全な育成を図るため宿泊可能な施設を設置している。
- 大田区立平和島ユースセンター（平和島）

自動車教習所
池上自動車教習所（大森南）
ラヴィドライビングスクール蒲田（西六郷）

## 文化・スポーツ

### 図書館・情報コーナー
- 大田区立大田図書館 - 中央館
- 大田区立大森南図書館
- 大田区立大森東図書館
- 大田区立大森西図書館
- 大田区立入新井図書館
- 大田区立馬込図書館
- 大田区立池上図書館
- 大田区立久が原図書館
- 大田区立洗足池図書館
- 大田区立浜竹図書館
- 大田区立羽田図書館
- 大田区立六郷図書館
- 大田区立下丸子図書館
- 大田区立多摩川図書館
- 大田区立蒲田図書館
- 大田区立蒲田駅前図書館
- 大田文化の森情報館（図書館類似施設）

- 情報コーナー
  - 大田区役所区政情報コーナー、エセナおおた（男女平等推進センター）、PiO（大田区産業プラザ）、生活センターなどでもその分野の図書資料の貸し出しや閲覧が行える。
- 東邦大学医学メディアセンター
- 東京工科大学メディアセンター図書館

### 博物館・美術館
| 施設名                         | 概説 |
| ------------------------------ | --- |
| 大田区立郷土博物館             | 区域の文化遺産を保管展示。 |
| 大田区多摩川台公園古墳展示室   | 古墳や横穴式石室を再現し出土品のレプリカを展示。 |
| 馬込文士村資料展示室           | 戦前大田区馬込を中心とした地域に住んでいた作家・文人に関する資料を展示。（大田区立山王会館1階） |
| 大田区立龍子記念館・龍子公園   | 日本画家川端龍子の作品展示および隣接する旧宅の庭とアトリエを公開。池上本門寺大堂天井には龍子未完の遺作「龍」がある。 |
| 大田区立熊谷恒子記念館         | 現代女流かな書道家で、上皇后美智子へのご進講も務めた熊谷恒子の旧宅を改装して作品を展示。 |
| 大田区立山王草堂記念館         | 日本で最初の総合雑誌「国民之友」を創刊した徳富蘇峰の旧宅一部を保存して資料を公開。敷地全体は大田区立蘇峰公園となっている。 |
| 大田区立勝海舟記念館           | 2019年開館。晩年を区域の洗足池の畔の洗足軒で過ごした「勝海舟」の記念館。 |
| 昭和のくらし博物館             | 昭和20年代の住宅と生活道具を公開。 |
| 五十嵐健治記念洗濯資料館       | 白洋舍東京支店構内。同社創業者五十嵐健治の資料およびクリーニングの歴史を展示。 |
| 大森海苔のふるさと館           | 大森ふるさとの浜辺公園内にある海苔に関する資料館。海苔に関する資料のほか、海苔づくりなどの体験もできる。 |
| 尾崎士郎記念館                 | 2008年開館。作家尾崎士郎が1964年（昭和39年）に没するまで住んだ旧宅。大田区が2003年（平成13年）遺族より敷地を購入し建物は寄贈を受けた。書斎部分は尾崎の生地愛知県西尾市の記念館に寄贈移築されていたため、設計図を基に復元された。 |
| 池上本門寺「霊宝殿」           | 池上本門寺境内にあり。同寺に伝わる宗祖日蓮の遺文などの文書類など多数の文化財、資料を収蔵している。開館は日曜日のみ。 |
| ギャラリー鴻                   | 2010年開館。東京工科大学12号館内に設置。学生作品のみならず、2018年から「特撮のDNA」展の東京会場となっている。 |
| JAL「SKY MUSEUM」              | 羽田空港内にあり、アーカイブズエリア、仕事紹介エリア、新商品・サービス紹介エリア、顔マッピングなどから構成。工場見学コースとして、航空教室と格納庫見学と併せて原則予約制となっている。                                           |
| 羽田みらいサイエンスギャラリー | 2020年開館。羽田空港跡地羽田イノベーションシティにあり、理化学研究所監修による常設展示がされている。 |

| 既に閉館、閉鎖している施設     | 概説                                                               |
| ------------------------------ | ------------------------------------------------------------------ |
| 赤毛のアン記念館・村岡花子文庫 | 「赤毛のアン」の翻訳家として著名な村岡花子の記念館。（2014年閉館） |

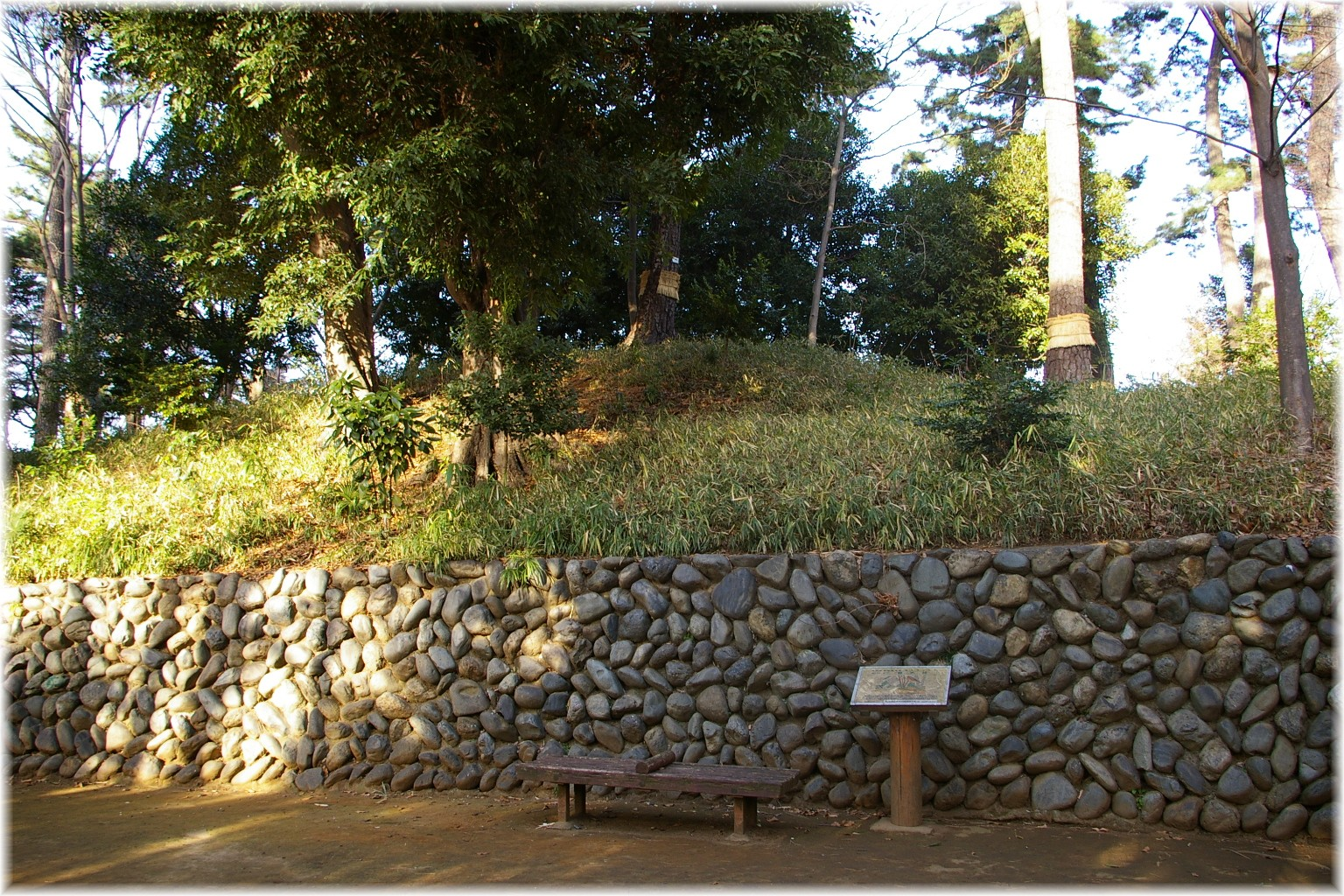
亀甲山古墳（多摩川台公園）
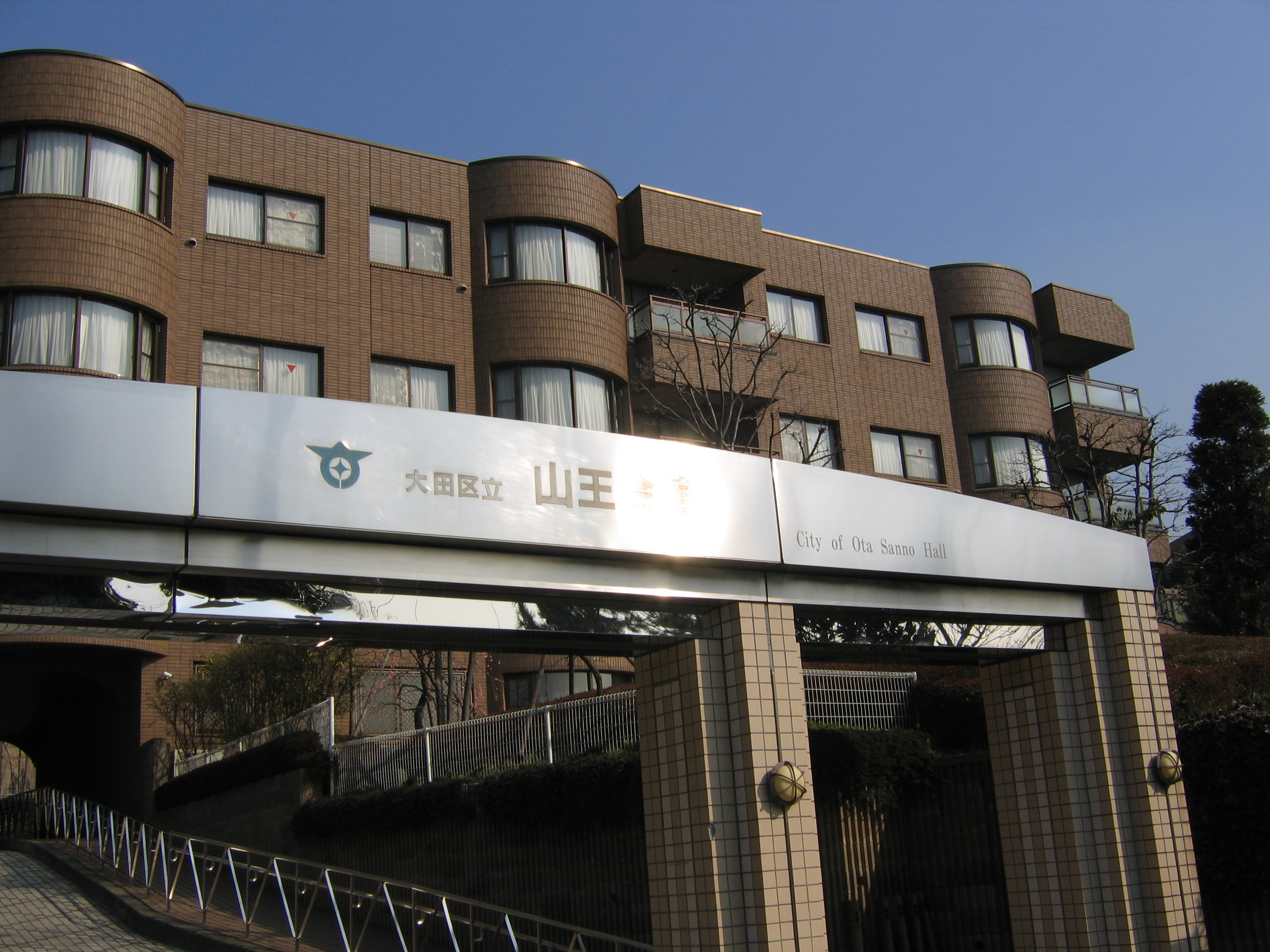
大田区立山王会館 馬込文士村資料展示室
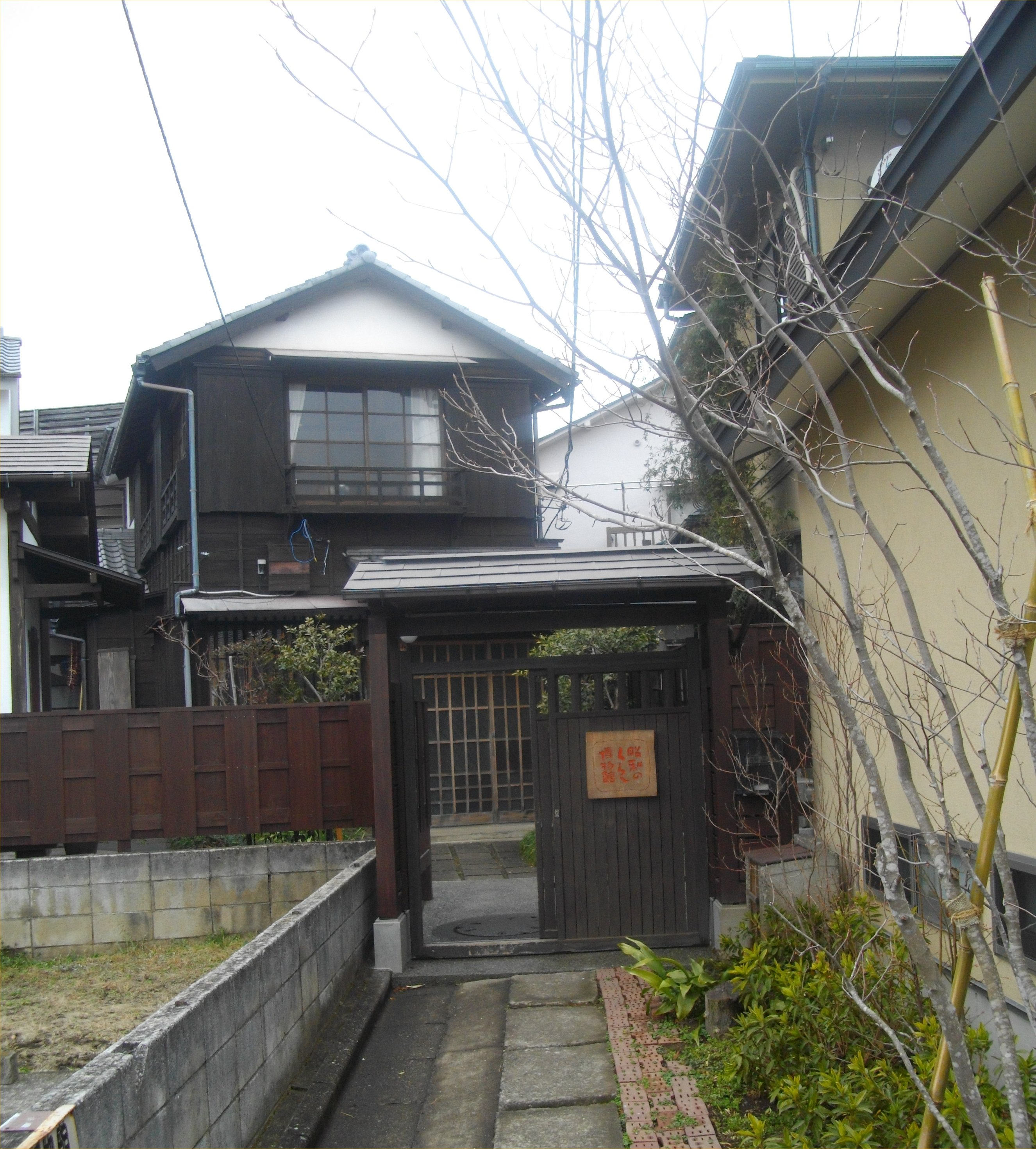
昭和のくらし博物館（南久が原）

### スポーツ施設
大田区は東京23区の内、区営スポーツ施設が多い区の一つである。しかし、多摩川河川敷の施設は冠水すると長期間使用出来なくなる。
体育館
大田区総合体育館（東蒲田）
大田区立大森スポーツセンター（大森本町）
野球場
大田スタジアム（東海）
多摩川緑地広場硬式野球場（田園調布）
2007年1月時点で上記施設以外に昭和島運動場、平和島公園、東調布公園、萩中公園、多摩川緑地、多摩川六郷橋緑地、多摩川大師橋緑地、多摩川ガス橋緑地に合計36面の区営野球場と平和島公園、萩中公園、多摩川緑地、多摩川六郷橋緑地、多摩川大師橋緑地、多摩川ガス橋緑地、多摩川丸子橋緑地に合計13面の区営少年野球場がある。
サッカー
2007年1月時点で多摩川緑地、多摩川ガス橋緑地に合計4面の区営サッカー場がある。
テニス
2007年1月時点で森が崎公園、平和の森公園、多摩川ガス橋緑地、多摩川六郷橋緑地、下丸子公園、本羽田公園に合計25面の区営テニスコートがある。
プール
2007年1月時点で平和島公園、東調布公園、萩中公園、矢口区民センターに区営プールがある。何れも屋内温水プールで年中利用できる。平和島公園、東調布公園、萩中公園は夏季用の屋外プールも併設されている。
アーチェリー
2007年1月時点で平和の森公園に区営アーチェリー場がある。
弓道
2007年1月時点で平和の森公園、大田区総合体育館に区営弓道場がある。
フィールドアスレチック
2007年1月時点で平和の森公園に区営フィールドアスレチック施設がある。
他
2007年1月時点で運動会などが開催出来る多目的グラウンドが森が崎公園、区民広場、多摩川大師橋緑地、多摩川台公園、本門寺公園に、フットサルなどが出来る広場が下丸子公園にある。

### 公園
- 主な区立公園
  - 平和の森公園
  - 平和島公園：BBQ可、キャンプ場併設
  - 大森ふるさとの浜辺公園 - 東京都で初の区立海浜公園
  - 本門寺公園：BBQ可、デイキャンプ場併設
  - 西六郷公園（タイヤ公園）
  - 萩中公園（ガラクタ公園）
  - 聖蹟蒲田梅屋敷公園
  - 森が崎公園
  - 多摩川台公園
  - 東調布公園
  - 洗足池公園
  - 馬込西公園
- 主な都立公園
  - 大井ふ頭中央海浜公園：BBQ可
  - 京浜島つばさ公園：BBQ可
  - 東京港野鳥公園
  - 城南島海浜公園：BBQ可、キャンプ場・オートキャンプサイト併設
  - 東海ふ頭公園：BBQ可

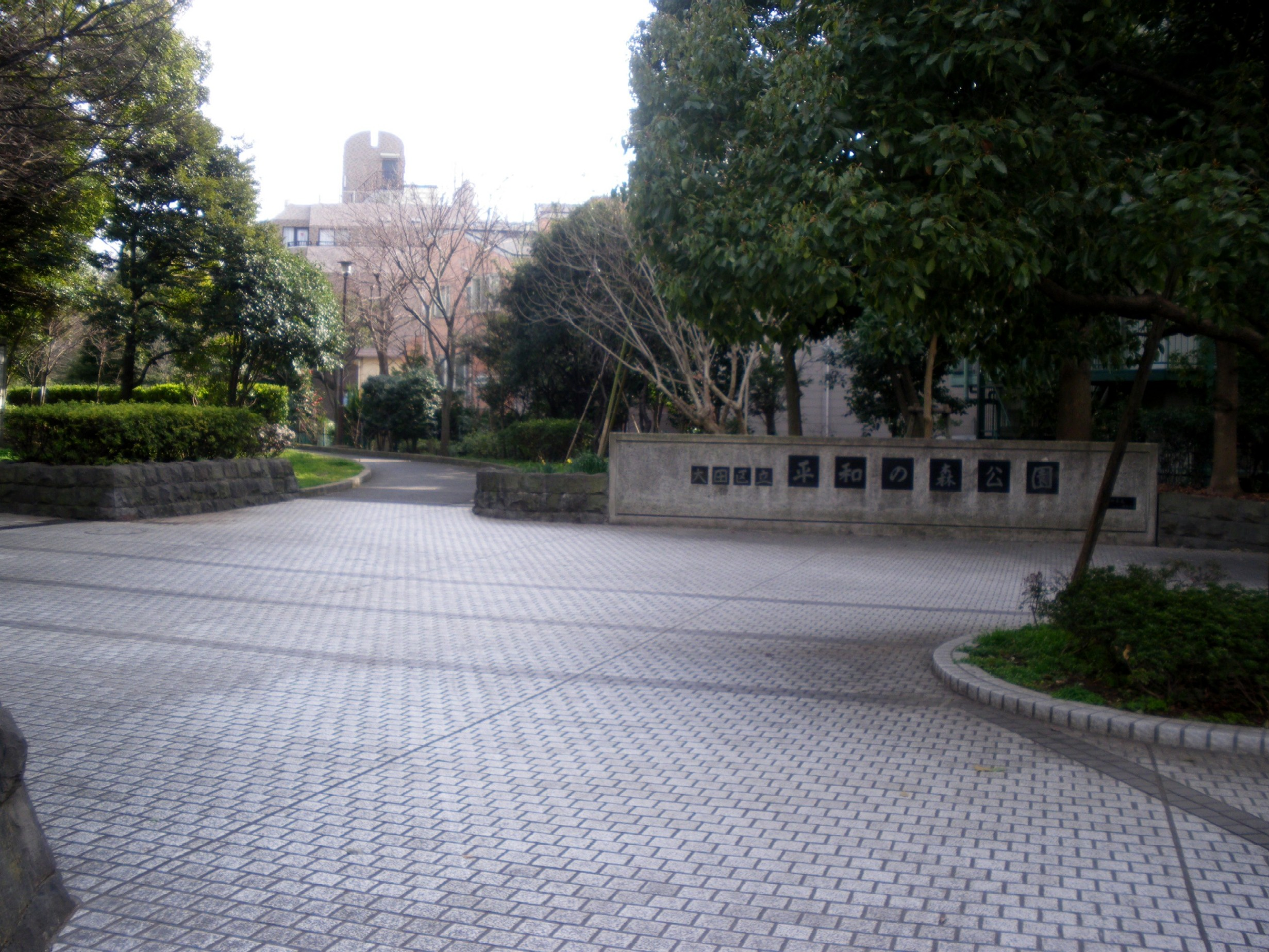
平和の森公園（入口）
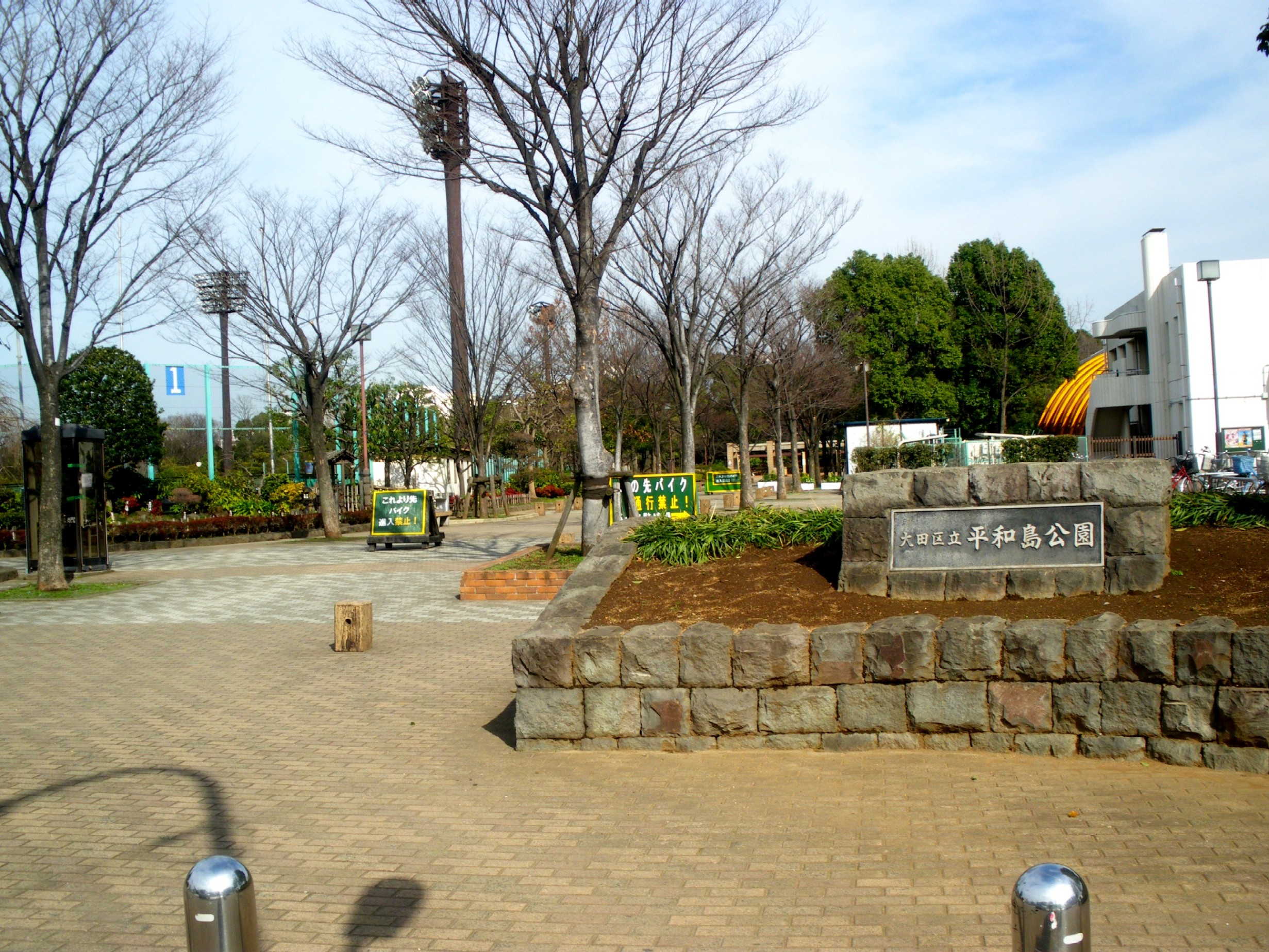
平和島公園（入口）
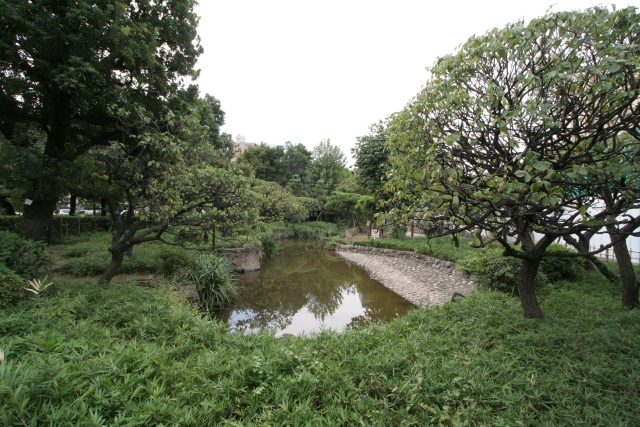
聖跡蒲田梅屋敷公園
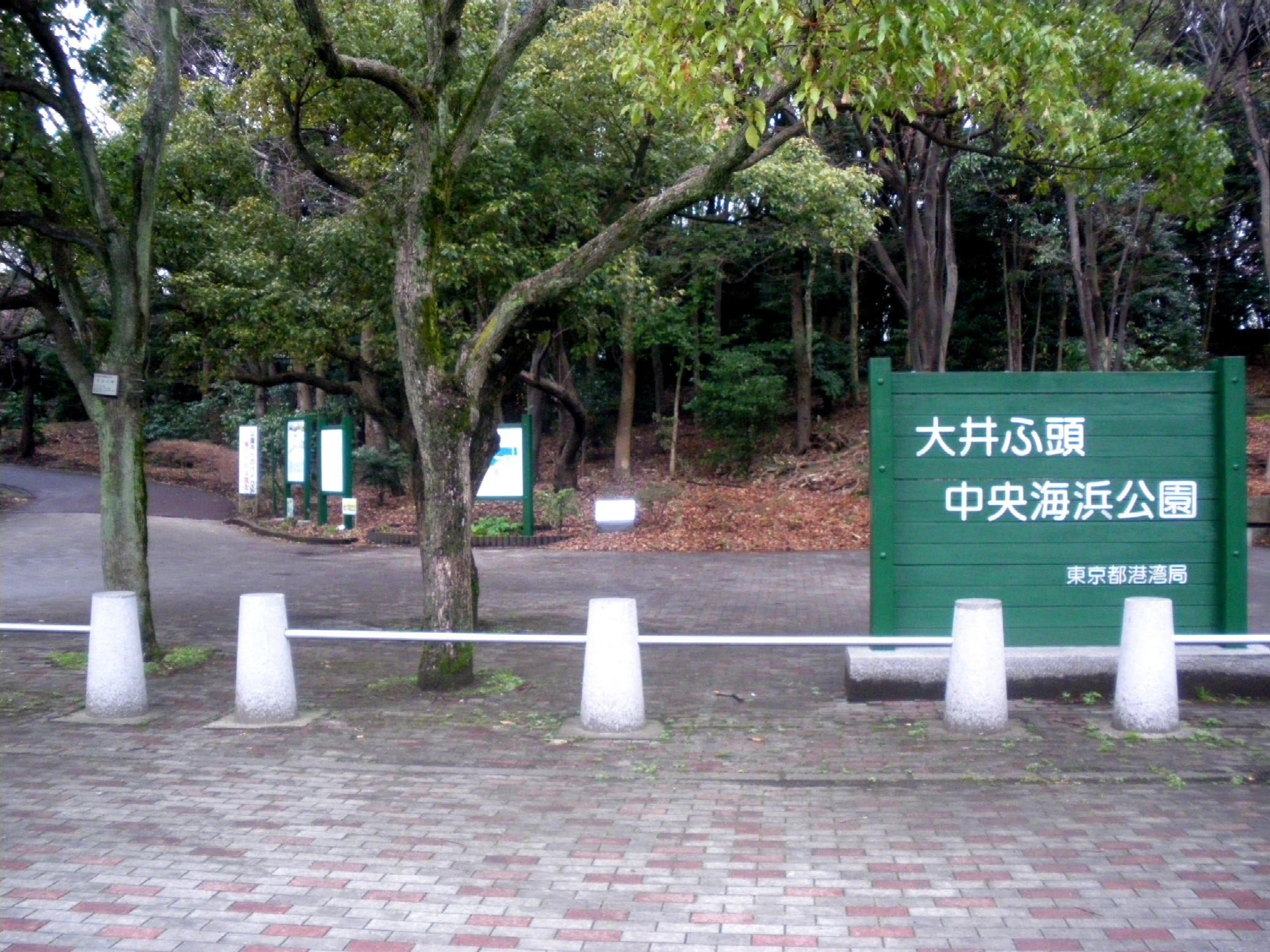
大井ふ頭中央海浜公園（入口）
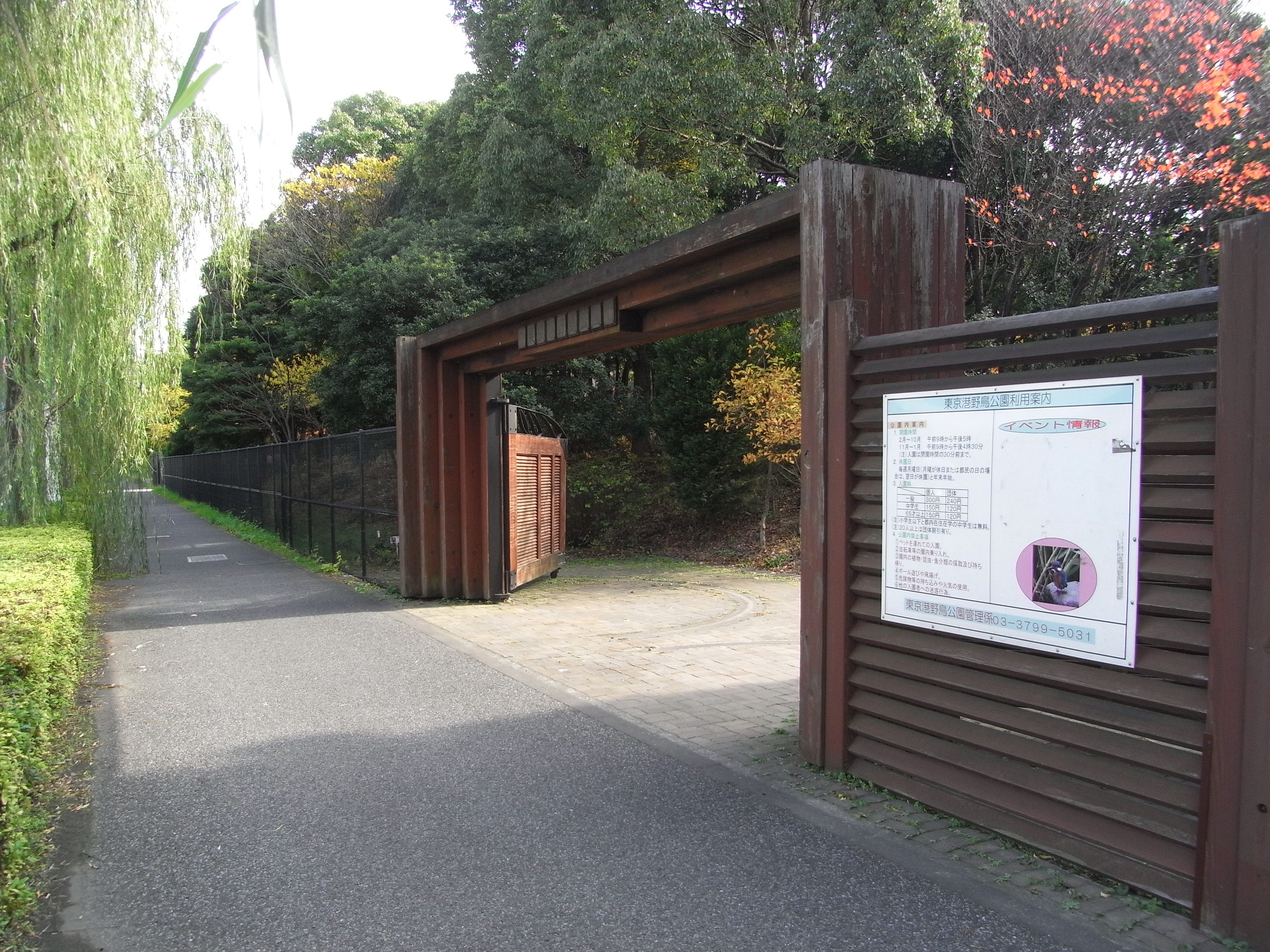
東京港野鳥公園（入口）

### 緑地
区域の緑被率は約20%であるが樹木で覆われている割合は9.5%である。臨海部、低地部に緑地が少なく、多くの植物は台地部に偏在している。
- 貴船堀緑地
- 北前堀緑地
- 南前堀緑地
- 旧呑川緑地

### その他レジャー施設
平和島競艇場
運河の一部を利用する海水のコースである。東京都府中市が主催しており大田区は関与していない。
池上競馬場
1906年から1910年まで社団法人東京競馬会が主催して競馬が行われていた。
羽田競馬場
1927年開場。東京府馬匹畜産組合連合会が主催。同年に地方競馬規則が制定され、当場が地方競馬第一号となる。1938年、軍馬資源保護法の施行に伴い廃止となる。

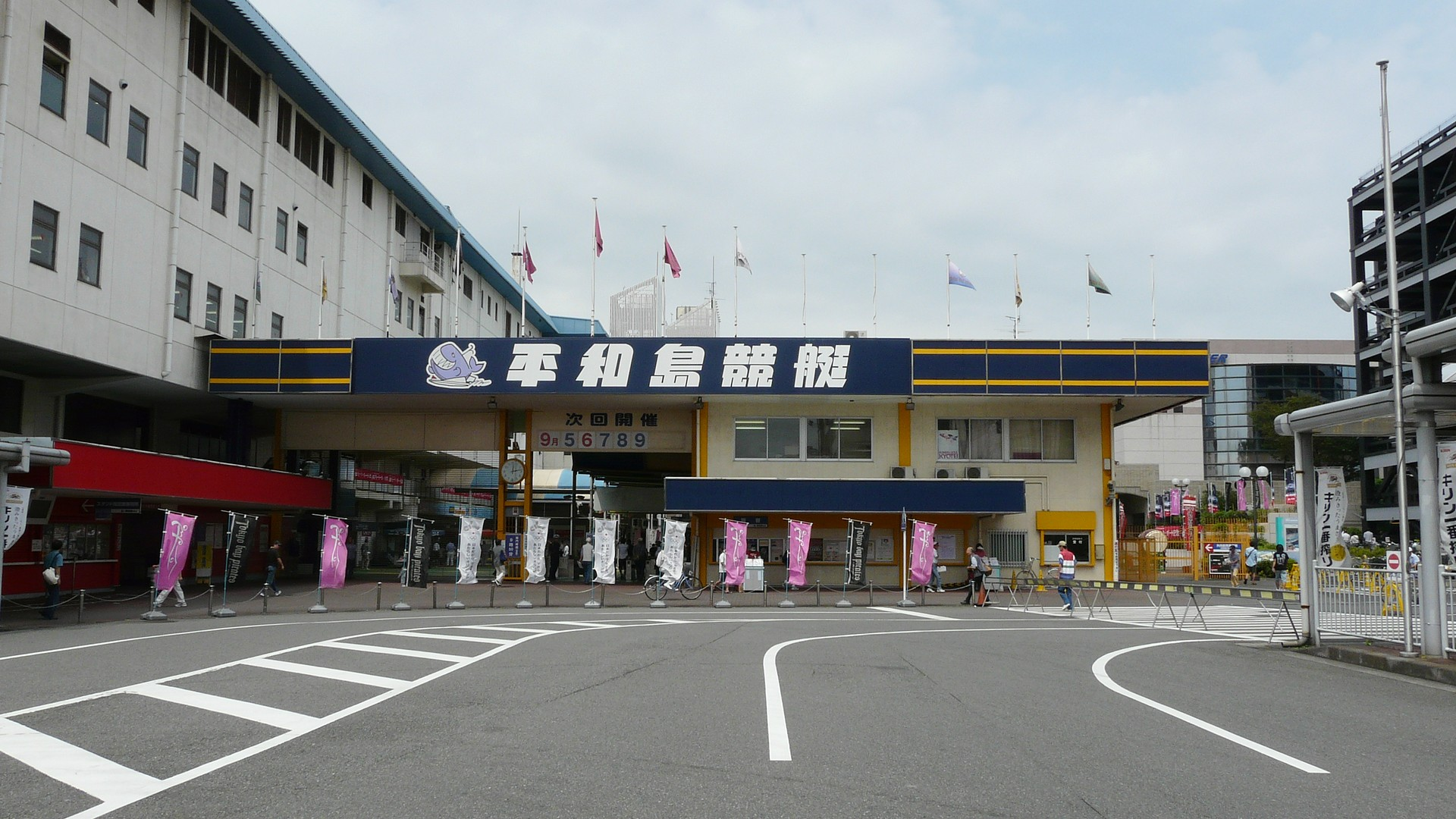
平和島競艇場
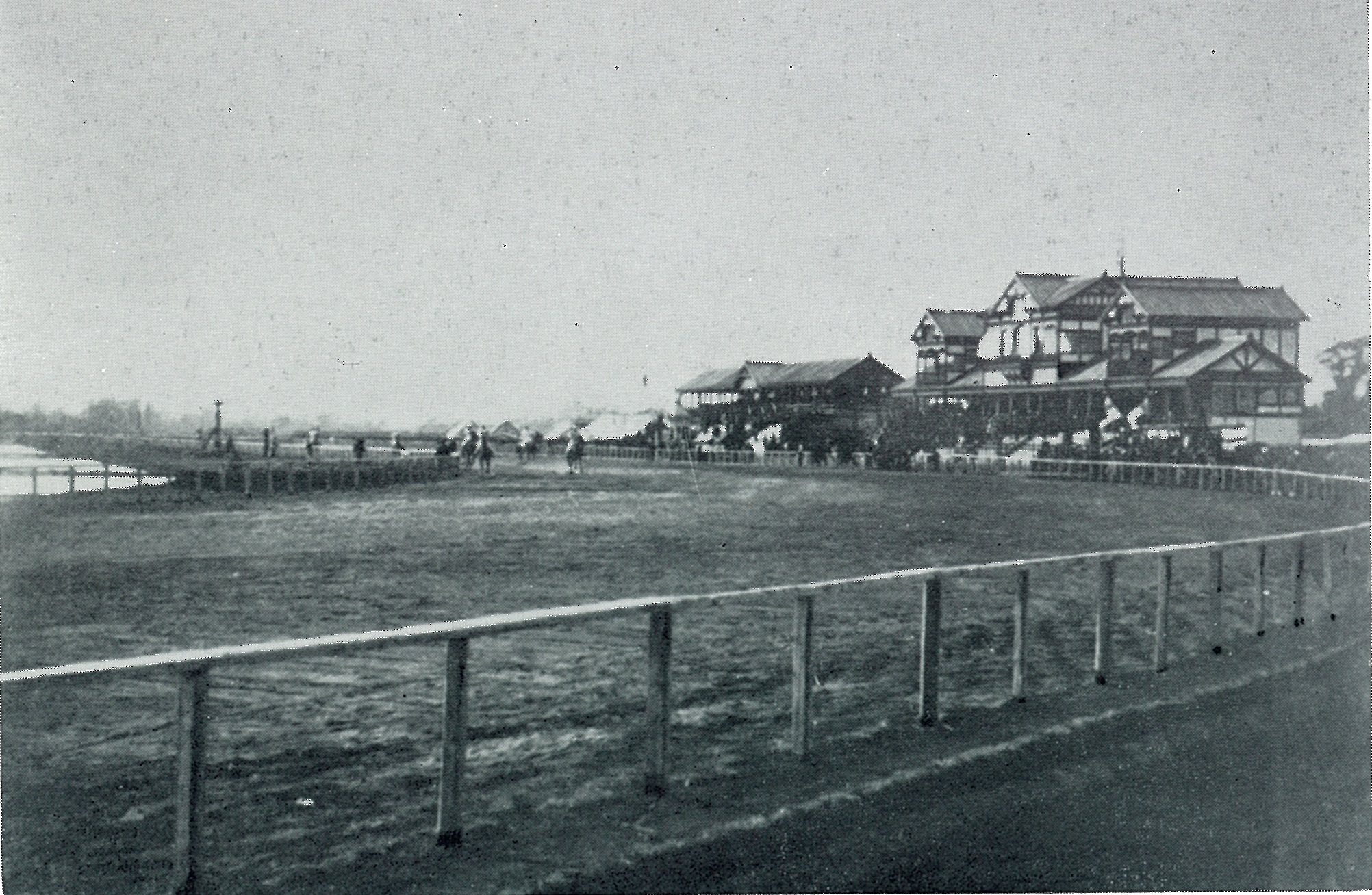
池上競馬場

## 医療
救急指定病院
東邦大学医療センター大森病院と東京都保健医療公社荏原病院（両院は東京都災害拠点病院である）は内科、外科、小児科の3科系対応、その他病院は内科、外科の2科系対応となっている。
- 東京都指定救命救急センター（生命危機が切迫している重篤患者が対象）

東邦大学医療センター大森病院（大森西）
- 東京都指定二次救急医療機関（入院を必要とする中症・重症患者が対象）

東邦大学医療センター大森病院（大森西）
東京都立荏原病院（東雪谷）
大森赤十字病院（中央）
東京労災病院（大森南）
東京蒲田医療センター（南蒲田）
東急病院（北千束）
池上総合病院（池上）
田園調布中央病院（田園調布）
本多病院（東矢口）
牧田総合病院（西蒲田）
大田病院（大森東）
東京蒲田病院（西蒲田）

## 治安・防災・安全保障

### 警察
区域のほとんどは警視庁第二方面管内となるが、埋立地の一部は第一方面管内となる。
- 警視庁第二方面本部（方面本部は品川区勝島）
  - 第二方面交通機動隊（大森北）：通称2交機と呼ばれ、主に白バイによる取締りに当たる。
  - 大森警察署（大森中）
  - 蒲田警察署（蒲田本町）
  - 池上警察署（池上）
  - 田園調布警察署（田園調布）：区域で唯一駐在所を有する警察署である。
  - 東京空港警察署（羽田空港）
- 東京湾岸警察署（本署は江東区青海。東京水上警察署が発展解消）
  - 区域の埋立地に陸上担当の交番があり、海老取川に水上担当の水上派出所がある。
- 大森少年センター（大森北）
  - 警視庁生活安全部の出先機関。少年の非行防止活動に当たる。

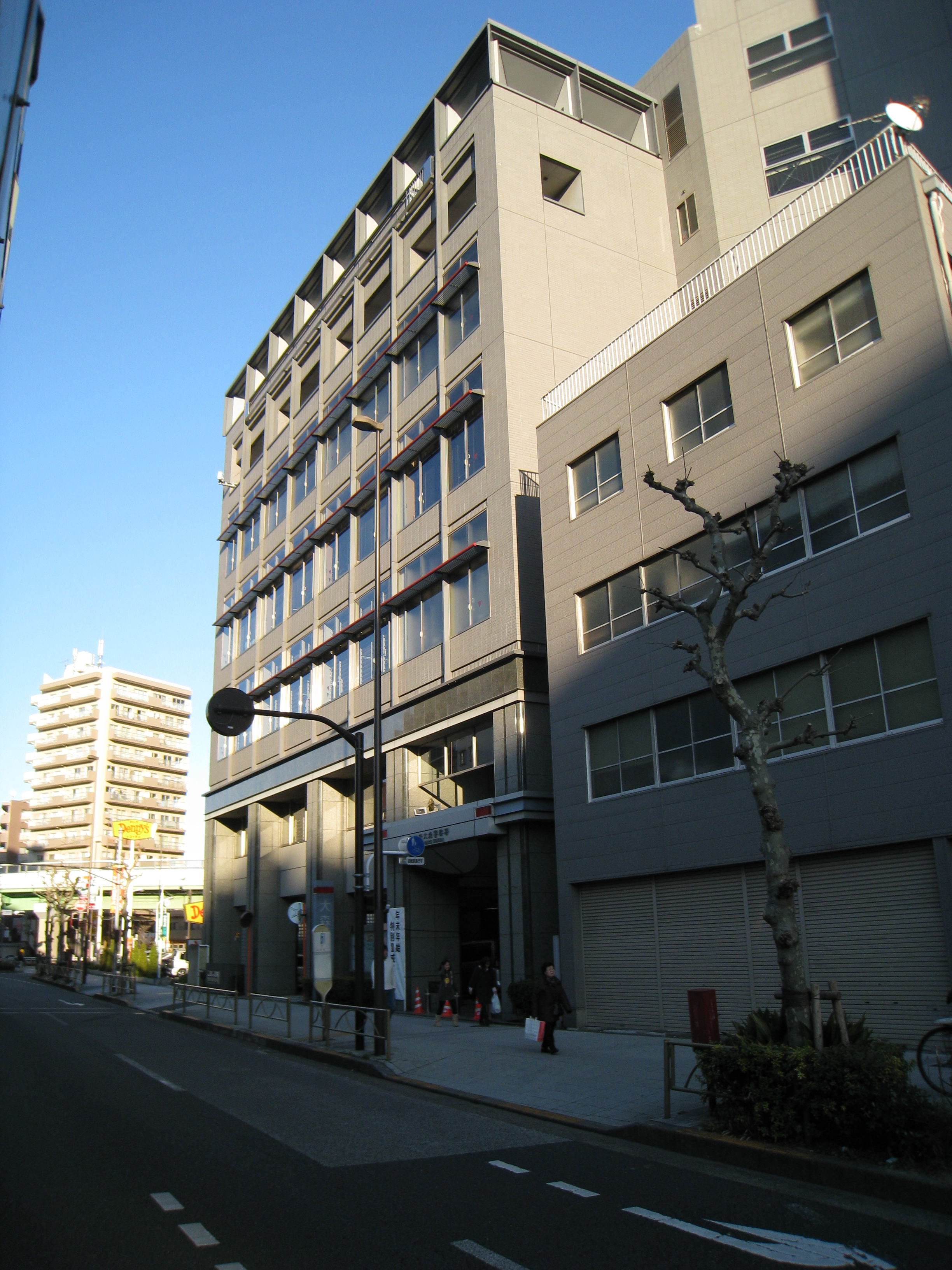
大森警察署
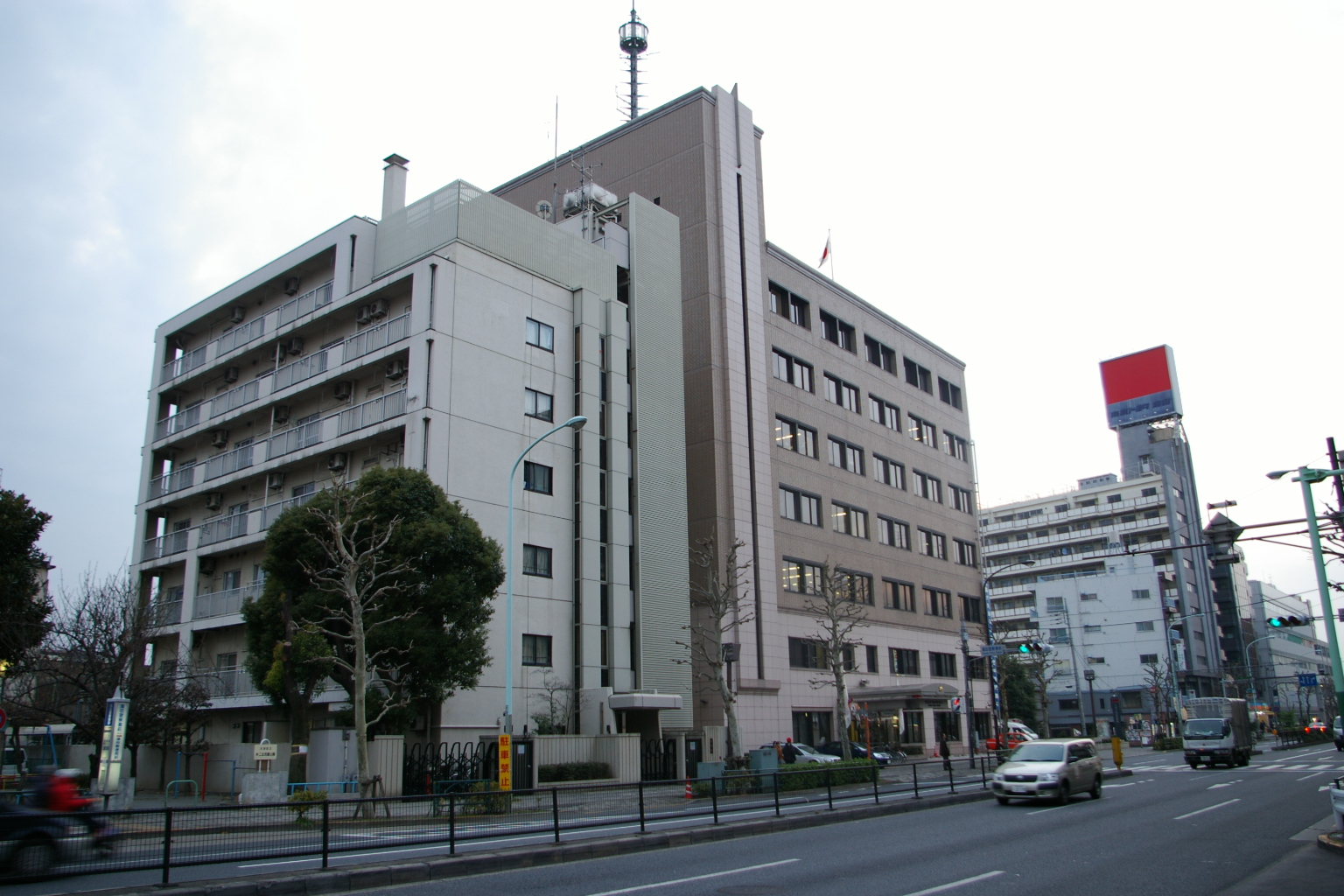
蒲田警察署
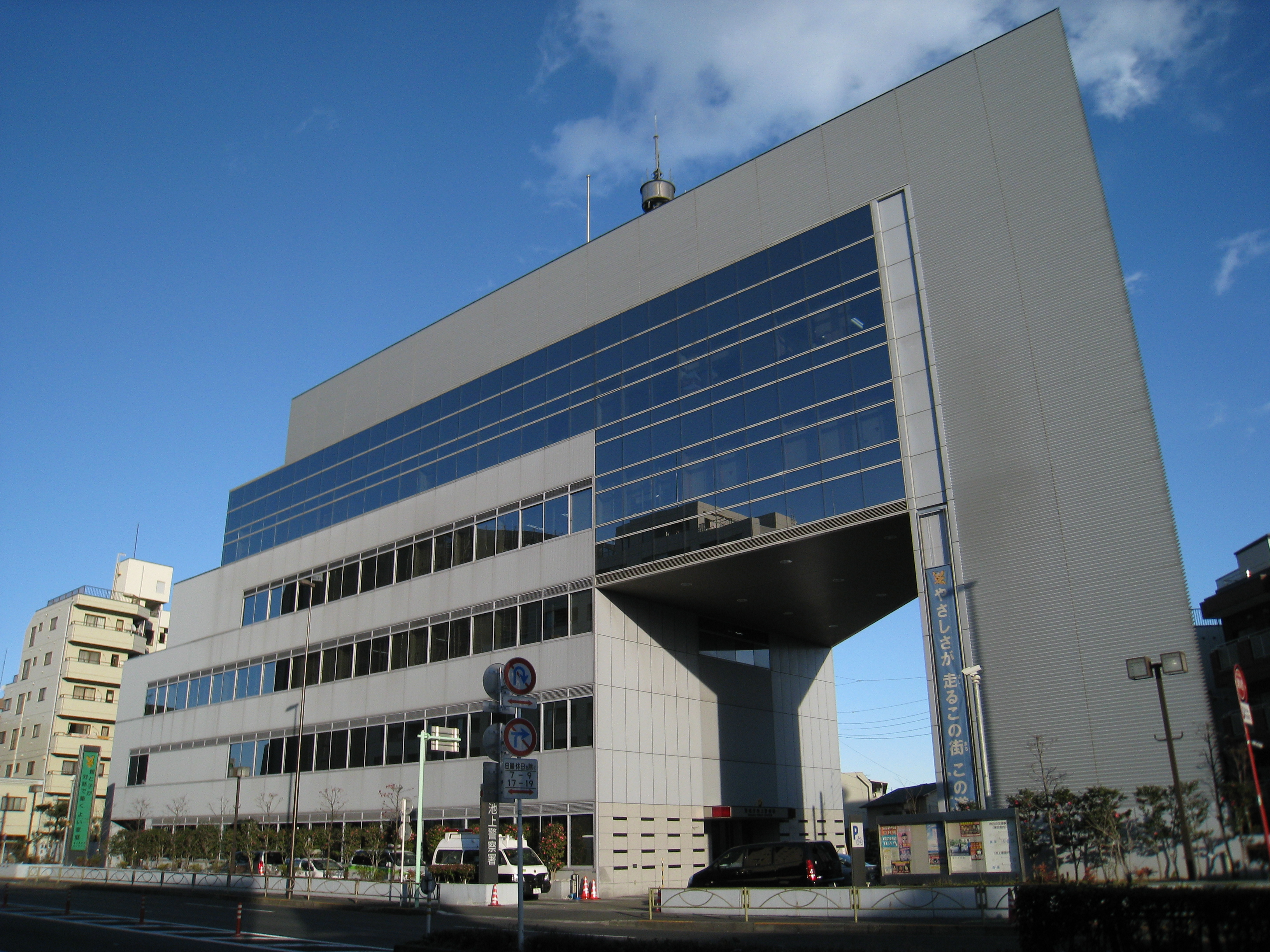
池上警察署
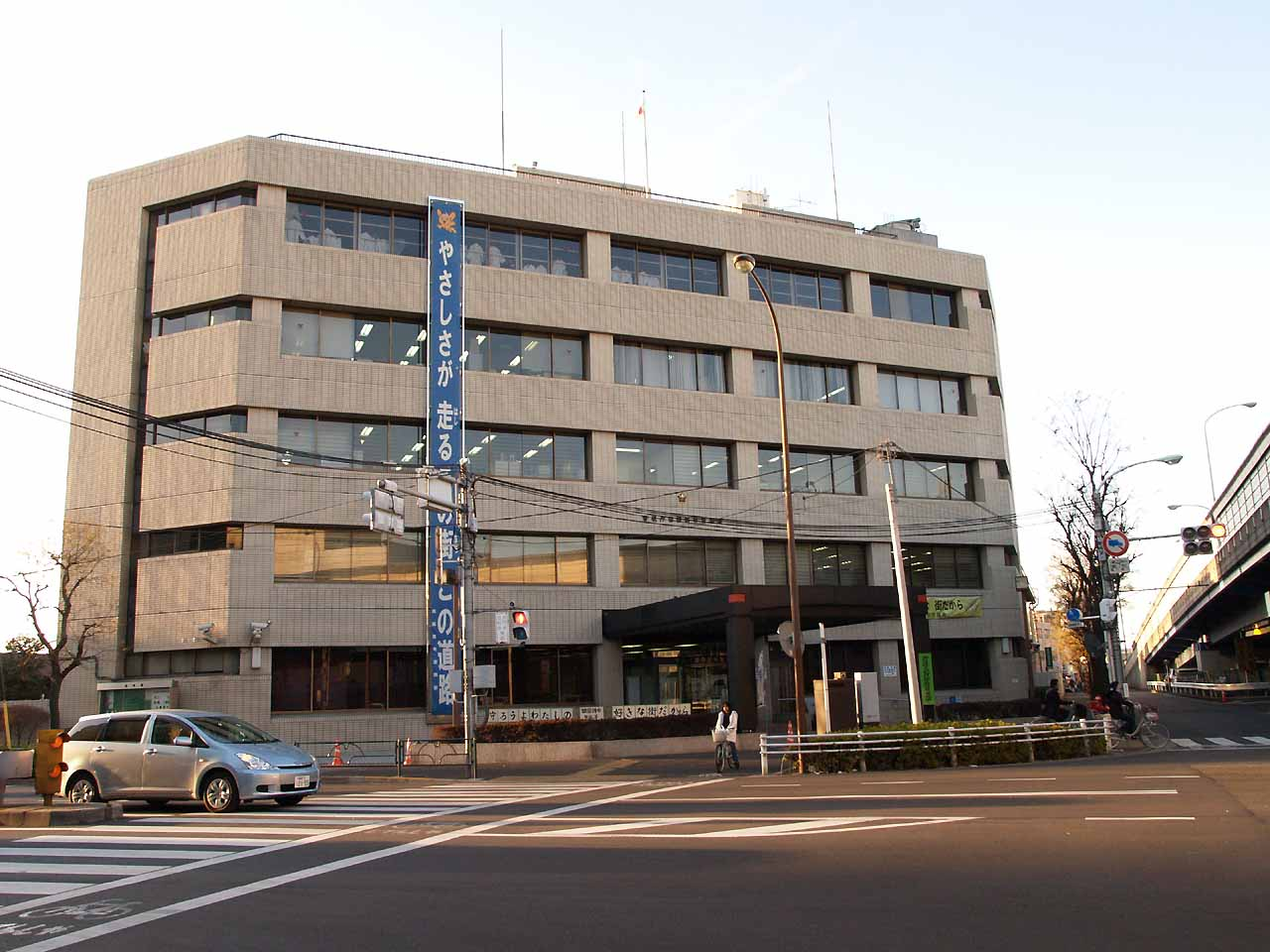
田園調布警察署
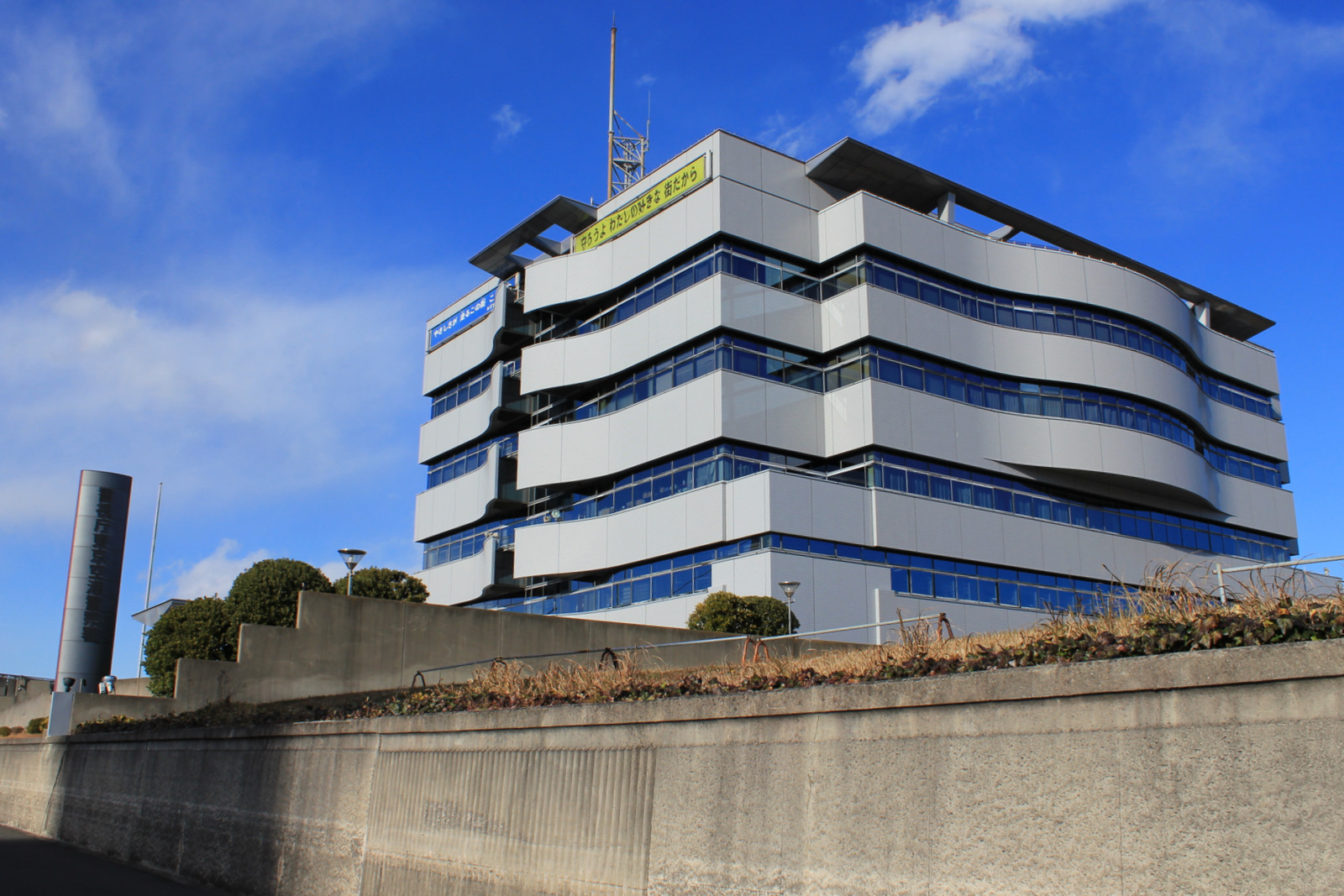
東京空港警察署

### 消防

#### 消防署
- 東京消防庁 第二消防方面本部（方面本部は大森東）
  - 消防救助機動部隊（ハイパーレスキュー）（京浜島）
  - 大森消防署（大森東）
    - 馬込出張所（南馬込）
    - 市野倉出張所（中央）
    - 山谷出張所（大森西）
    - 森ヶ崎出張所（大森南）

  - 蒲田消防署（蒲田本町）
    - 空港分署（羽田空港）
      - ターミナル分駐所（羽田空港）：空港分署の救急車が前進待機している。消防車配置はない。

    - 羽田出張所（本羽田）
    - 六郷出張所（南六郷）

  - 矢口消防署（多摩川）
    - 下丸子出張所（下丸子）
    - 西蒲田出張所（西蒲田）
    - 西六郷出張所（西六郷）

  - 田園調布消防署（雪谷大塚町）
    - 雪谷出張所（東雪谷）
    - 久が原出張所（久が原）

  - 臨港消防署（本署は中央区勝どき。大田区地先の海上を管轄地域に含む。）

#### 消防団
大田区には消防団が設置されており火災発生時に出動する（水防でも出動する）が、区域で発生する火災は東京消防庁にて対応可能なため交通整理などの後方支援や残火監視に当たる。現在では団員が本業で取得している各種資格や知識（土木、建築、電気ガスの資格や重機、大型車両の運転など）を活かした震災時の救助活動が期待されている。
- 大森消防団：団本部、第1分団〜第8分団
- 蒲田消防団：団本部、第1分団〜第7分団
- 矢口消防団：団本部、第1分団〜第7分団
- 田園調布消防団：団本部、第1分団〜第9分団

### 海上保安庁
大田区地先の海上は海上保安庁第三管区海上保安本部東京海上保安部の担任水域である。区域に水上艦艇の基地はないが、大井埠頭に港内交通管制室大井船舶信号所、羽田空港整備場地区に羽田航空基地と羽田特殊救難基地がある。
大井船舶信号所
東京港に入出航する船舶の安全などのため、交通管制の信号を現示する。
羽田航空基地
海難救助、海上警備、海上保安部配備のPLH型（ヘリコプター搭載）巡視船に派遣するための航空機やヘリコプターが所属している。
羽田特殊救難基地
海上保安庁唯一の特殊救難隊が所在する。

### 自衛隊
区域は陸上自衛隊第1師団第1普通科連隊の警備担任区域であるが、区域に駐屯地はない。航空自衛隊、海上自衛隊の基地もない。西蒲田に隊員募集のための自衛隊東京地方協力本部大田出張所がある。大田出張所は大田区の他、三宅島、御蔵島、八丈島、青ヶ島、小笠原諸島を担当している。

## 住宅

### 区立住宅・区営住宅
大田区には4種類の区立住宅・区営住宅がある。
- 区営住宅

大田区が、自ら建設した住宅及び東京都からの移管された都営住宅を用いて、住宅に困窮する者に対して賃貸、転貸するための公営住宅。一部の住宅は車椅子対応住宅になっている。
- 大田区民住宅

大田区が建設した住宅（特別公共賃貸住宅）及び民間住宅の借上げ(特定優良賃貸住宅)を用いて、中堅ファミリー世帯のための優良な賃貸住宅を設置し、区民生活の安定と良好な地域社会の形成に資するための住宅の総称。一部の住宅は駐車場が利用できる。
- シルバーピア

大田区が、自ら建設した公営住宅及び民間住宅の借上げを用いた住宅のうち、高齢者の特性に配慮した安全で利便性の高い住宅を供給することにより、住宅に困窮する高齢者の生活の安定と福祉の増進に寄与するために提供している住宅の総称。
- 大田区高齢者アパート

民間住宅（アパート）の借上げを用いて住宅に困窮している高齢者に対し、生活の安定を図るための住宅。ただし、一部の古い単身世帯用アパートには風呂なしがある。

### 都営ほか団地・住宅
- 大森東都営住宅
  - 1号棟（シティコープ）、2号棟、3号棟、4号棟（コーシャハイム）、5号棟（コーシャハイム）、6号棟、8号棟。7号棟は区営。
- 都営馬込アパート（1954年）
- 都営大森五丁目アパート（1958年）
- 都営入新井アパート（1958年）
- 都営大森西アパート（1965 - 1966年）
- 都営南蒲田アパート（1965 - 1966年）
- 都営堤方アパート（1965年）
- 都営本羽田一丁目アパート（1965年）
- 都営西六郷一丁目アパート（1966 - 1967年）
- 都営羽田六丁目アパート（1966年）
- 都営萩中アパート（1966年）
- 都営萩中第2アパート（1967年）
- 都営本羽田二丁目アパート（1967年）
- 都営仲六郷一丁目アパート（1968 - 1969年）
- 都営本羽田二丁目第2アパート（1968 - 1969年）
- 都営東六郷一丁目アパート（1968 - 1981年）
- 都営羽田五丁目アパート（1968年）
- 都営本羽田二丁目第3アパート（1968年）
- 都営大森西三丁目第2アパート（1969 - 1970年）
- 都営池上五丁目アパート（1969 - 1971年）
- 都営池上六丁目アパート（1969 - 1971年）
- 都営大森西三丁目アパート（1969年）
- 都営矢口二丁目アパート（1969年）
- 都営東糀谷六丁目アパート（1970 - 1971年）
- 都営南六郷一丁目アパート（1970 - 1971年）
- 都営大森西一丁目アパート（1970年）
- 都営南六郷一丁目第2アパート（1971 - 1972年）
- 都営萩中三丁目アパート（1971 - 1978年）
- 都営下丸子二丁目アパート（1971年）
- 都営西糀谷二丁目アパート（1971年）
- 都営大森西三丁目第3アパート（1971年）
- 都営萩中一丁目アパート（1971年）
- 都営西糀谷二丁目第2アパート（1973年）
- 都営大森西五丁目アパート（1973年）
- 都営池上八丁目アパート（1973年）
- 都営南蒲田一丁目アパート（1973年）
- 都営本羽田二丁目第4アパート（1973年）
- 都営東糀谷五丁目アパート（1976年）
- 都営西六郷四丁目アパート（1977年）
- 都営大森西四丁目第2アパート（1977年）
- 都営大森西三丁目第4アパート（1978 - 1979年）
- 都営大森東一丁目アパート（1979 - 1982年）
- 都営多摩川二丁目第2アパート（1979年）
- 都営大森西三丁目第6アパート（1979年）
- 都営大森西三丁目第5アパート（1979年）
- 都営南蒲田二丁目アパート（1979年）
- 都営大森西一丁目第3アパート（1980年）
- 都営南六郷一丁目第5アパート（1981年）
- 都営大森西四丁目第3アパート（1982年）
- 都営大森本町二丁目アパート（1993年）
- 都営鵜の木三丁目アパート（2006年）
- 羽田団地 : 東京都市計画事業(一団地の住宅施設)
- UR アミティ大森東（旧住宅・都市整備公団）、既成市街地、1996年
- UR パティオ新蒲田三丁目（旧住宅・都市整備公団, 小沢明）、既成市街地、1989年
- 都営東糀谷6丁目アパート（東京都都市整備局）
- UR 久が原団地（久が原、分譲256 1957年）
- UR 新井宿団地（山王、分譲105 1958年）
- UR 調布千鳥町団地（千鳥 市街地住宅 賃貸91 1964年 現存 譲渡返還）
- UR 市野倉団地（中央 市街地住宅 賃貸12 1959年 現存中央七丁目に改称後、譲渡）

## 縁ある人物・団体・作品

### 大田区民栄誉賞
- 丸山桂里奈（なでしこジャパン） - 大田区初の区民栄誉賞、2011年受賞[38]。
- 田口良一（プロボクサー）[39]
- 渡部愛（女流棋士） - 2018年度受賞[40]

### 人物
※原則、居住者については割愛し、特筆ない限り大田区出身者を示す（区域に田園調布、久が原、山王などの住宅地があり、著名人が多数居住しているため）。

#### 政治・経済
- 折口雅博 - グッドウィル・グループ創業者
- 櫻田厚 - 元モスフードサービス社長
- 羽田孜 - 第80代内閣総理大臣。民進党名誉顧問
- 佐野秀光 - 情報通信ネットワーク創業者。支持政党なし代表
- 石原聖康 - 地域政党じも党代表者。衆議院議員新井将敬秘書
- 滝久雄 - ぐるなび創業者
- 山田太郎 - 参議院議員
- 串田誠一 - 参議院議員、元衆議院議員
- 田島麻衣子 - 参議院議員
- 櫻井祥子 - 参議院議員
- 石坂わたる - 中野区議会議員
- 大坪冬彦 - 日野市長
- 岸本聡子 - 杉並区長
- 鳥居一雄 - 衆議院議員
- 鶴田国昭 - 実業家
- 杉浦喬也 -運輸官僚、実業家、第10代日本国有鉄道総裁
- 保手濱彰人 - 実業家、著作家、キャラアート会長

#### 学術
- 相沢忠洋 - 考古学者
- 菅田正昭 - 評論家、神道研究家、民俗宗教史家
- 鈴木康之 - 言語学者
- 投野由紀夫 - 言語学者
- 半田利弘 - 天文学者
- 森毅 - 数学者・評論家・エッセイスト
- 小泉和子 - 民俗学者・歴史学者・生活史研究家
- 松原望 - 統計学者・数理社会学者
- 沼野充義 - スラヴ文学者
- 大庭三枝 - 国際政治学者
- 大久保孝治 - 社会学者
- 宮原旭 - 航空機技術者
- 羽田昶 - 能楽研究者

#### 芸術
- 三浦友理枝 - ピアニスト
- 小山実稚恵 - ピアニスト（大田区在住） 大田区民ホールアプリコのこけら落しにてピアノ演奏した。

#### 文化
- ▲馬込文士村も参照のこと。
- 阿部嘉昭 - 映画・サブカルチャー評論家、詩人、北海道大学教授
- 石原まこちん - 漫画家
- 犬木栄治 - 漫画家
- 伊東利和 - 作家
- 大口玲子 - 歌人
- 押井守 - 映画監督
- 岡村詩野 - 音楽評論家
- かずといずみ[41] - 漫画家
- 川岸一超（実業家）株式会社ICH代表取締役、『株式会社ENPASS』代表取締役
- 蔵原惟二 - 映画監督・プロデューサー
- ここまひ[42] - 漫画家・イラストレーター
- 小関智弘 - 作家 『大森界隈職人往来』で第8回日本ノンフィクション賞、職人学で第4回日経BPBizTech図書賞を受賞。
- 鷺沢萠 - 作家
- ささめやゆき - 絵本作家
- さねとうあきら - 児童文学作家・劇作家
- 佐野洋 - 推理作家
- 沢木耕太郎 - 作家
- 島田ばく - 作家
- 清水勲 - 日本漫画・風刺画研究家
- 子母澤寛 - 作家（過去に大田区在住。筆名は大田区中央の地名「子母沢」に由来）
- 関修一 - アニメーター
- たむらしげる - 絵本作家
- 長新太 - 漫画家
- ハービー・山口 - 写真家、エッセイスト
- 原田敏廣 - 画家（過去に大田区在住）
- ひろゆうこ - 漫画家
- 細野不二彦 - 漫画家
- 松村雄策 - 音楽評論家
- みずしな孝之 - 漫画家
- 眠田直 - 漫画家
- 矢口高雄 - 漫画家（過去に大田区在住。筆名は矢口渡駅に由来）

#### 芸能・モデル
- 池部良 - 俳優
- 石岡美紀 - シンガーソングライター・フラメンコ舞踏家
- 石原真理子 - 元女優
- 市川実和子 - ファッションモデル・女優・歌手
- 市川実日子  ファッションモデル・女優
- 上原ちえ - タレント、女優
- 瑛茉ジャスミン - ファッションモデル
- 及川光博 - 歌手、俳優
- 大田クルー - ヒップホップグループ
- 大橋勇武 - フュージョン・ギタリスト
- 大平透 - 声優
- 大富士 - 俳優
- 小沢昭一 - 俳優
- 加瀬康之 - 声優
- 片桐はいり - 女優
- 華耀きらり - 元宝塚歌劇団花組娘役
- 木村俊恵 - 女優
- 木村夏江 - 女優
- 久世星佳 - 女優
- 黒岩唯一 - タレント
- 桑野信義 - タレント、音楽家
- 古今亭今いち - 落語家
- 小林麻美 - 元女優、元歌手
- GONGON - 音楽家
- 佐藤夕美子 - 女優
- 三笑亭夢太朗 - 落語家
- 三遊亭歌太郎 - 落語家
- 三遊亭全楽 - 落語家
- シェリー - タレント
- 志垣太郎 - 俳優
- 清水愛
- 庄司智春 - 漫才師（品川庄司）
- 真行寺君枝 - 女優
- 鈴木聖美 - 歌手
- 鈴木慶一 - 音楽家
- 鈴木保奈美 - 女優
- 鈴木雅之 - 歌手、大森海苔親善大使[43][44]
- SEKAI NO OWARI - 音楽グループ。メンバー全員が大田区出身。
- 高橋健一 - 元お笑い芸人、元キングオブコメディのツッコミ担当
- 高橋ひとみ - 女優
- 田中秀幸[45] - 声優
- 田中実 - 俳優
- 谷啓 - 音楽家、コメディアン
- Chie - ファッションモデル
- 塚田拓也 - ミュージカル俳優、元京劇俳優
- 筑波雪子 - 女優
- 手塚理美 - 女優
- 鳥居紀彦 - 元俳優・元子役
- 永井秀明 - 俳優
- 中村真理 - ビデオジョッキー
- 中森明菜 - 歌手
- 長山洋子 - 歌手
- なべおさみ - コメディアン、タレント、俳優
- 野咲たみこ - タレント
- バクザン - シンガーソングライター
- 林寛子 - 歌手、タレント
- 日向大介 - 音楽家
- 福田明日香 - 歌手（元モーニング娘。）
- 福永恵規 - 元歌手・女優（元おニャン子クラブ）
- ふせえり - 女優
- 渕崎ゆり子 - 声優
- 松坂慶子 - 女優
- 松本伊代 - 歌手、タレント
- 松本梨菜 - 女優、ダンサー
- 南佳孝 - 音楽家
- 村木藤志郎 - 俳優、劇作家（うわの空・藤志郎一座）
- 森田健作 - 俳優、政治家
- 矢野沙織 - サックス奏者
- 山岡久乃 - 女優
- 山下翔央 - 元Ya-Ya-yah
- 山田康雄 - 声優
- 優波慧 - 元宝塚歌劇団花組男役
- 横田真悠 - 女優、ファッションモデル、タレント
- 四方晴美 - 女優
- より子 - シンガーソングライター
- 若林映子 - 女優
- 渡辺満里奈 - 歌手、タレント

#### スポーツ
- 阿部巧 - プロサッカー選手（ザスパクサツ群馬）
- 小野瀬康介 - プロサッカー選手（湘南ベルマーレ）
- 荒川雄太 - 元プロ野球選手（埼玉西武ライオンズ）
- 石井丈裕 - 元プロ野球選手（西武ライオンズ）
- 熨斗谷さくら - 新体操選手
- 内村賢介 - 元プロ野球選手（横浜DeNAベイスターズ）
- 大田山 - 元大相撲力士
- 岡谷雄太- ロードレースライダー
- 折下寛法 - 競艇選手
- 金井一朗 - 総合格闘家
- 金子雅弘 - 空手家
- 木村文紀 - 元プロ野球選手（埼玉西武ライオンズ、北海道日本ハムファイターズ）
- 桑田健秀 - バスケットボール選手・指導者（生まれは熊本県）
- 齊藤勝 - 元プロ野球選手（北海道日本ハムファイターズ）
- 佐藤賢治 - 元プロ野球選手（千葉ロッテマリーンズ、北海道日本ハムファイターズ）
- 柴田大地（東北楽天ゴールデンイーグルス）
- 杉崎健 - サッカーアナリスト
- 鈴木慶裕 - 元プロ野球選手（日本ハムファイターズ、福岡ダイエーホークス）
- 副島孔太 - 元プロ野球選手（ヤクルトスワローズ、オリックス・ブルーウェーブ）
- 都築奈加子 - アイスダンス選手、フィギュアスケートコーチ
- 石川春樹 - プロボクサー
- 富樫直美 - プロボクサー
- 徳山昌守 - プロボクサー
- 長岡弘樹 - 総合格闘家
- 長嶋一茂 - 元プロ野球選手（ヤクルトスワローズ、読売ジャイアンツ）
- 平間凜太郎 - プロ野球選手（リーガ・メヒカーナ・デ・ベイスボル）
- 福原美和 - フィギュアスケート選手、コーチ
- 正木智也 - プロ野球選手（福岡ソフトバンクホークス）
- 丸山桂里奈 - 女子サッカー選手（スペランツァFC大阪高槻、なでしこジャパン）
- 大崎佑圭 - 元バスケットボール選手(JX-ENEOSサンフラワーズ)
- 溝口美貴 - テニス選手
- 椋原健太 - プロサッカー選手（ファジアーノ岡山FC）
- 安田忠夫 - 元プロレスラー
- 山本昌 - 元プロ野球選手（中日ドラゴンズ）
- 龍虎 - 元大相撲力士
- 若の富士昭一 - 元大相撲力士
- 渡辺心 - アイスダンス選手

#### メディア
- 芦沢誠 - 朝日放送（テレビ）アナウンサー
- 上田剛彦 - 朝日放送テレビの社員（元・同局アナウンサー）
- 金子辰雄 - 元・NHKアナウンサー
- 木下一哉 - 北日本放送アナウンサー
- 国山ハセン - 映像プロデューサー（ビジネス系動画コンテンツの制作会社「PIVOT」の契約社員）で元・TBSテレビアナウンサー[46][出典無効]
- 小園秀汰 - 南日本放送アナウンサー
- 田中玲美 - GyaO専属アナウンサー
- 長島三奈 - 元・テレビ朝日キャスター
- 林正浩 -  元・TBS（テレビ）アナウンサー
- 日比麻音子 - TBSテレビアナウンサー
- 橋詰彩季 - NHKアナウンサー[47][出典無効]
- 吉川精一 - 元・NHKアナウンサー
- 大橋雄介 - 関西テレビ放送アナウンサー
- 飯田菜奈 - 仙台放送アナウンサー
- 仮屋未来 - 岩手朝日テレビアナウンサー
- 菅原正豊 - テレビプロデューサー

#### その他の人物
- 池田大作 - 宗教家。創価学会名誉会長
- 木原実 - 気象予報士
- 佐藤尚之 - コミュニケーション・ディレクター
- 中嶋涼子 - 車いすインフルエンサー
- 藤田綾 - 将棋女流棋士
- 藤森哲也 - 将棋棋士
- 宮城まり子 - ねむの木学園理事長

### 団体

#### スポーツ
- 尾上部屋（大相撲）
- 武隈部屋（大相撲）
- アースフレンズ東京Z（バスケットボール）
- 東京羽田ヴィッキーズ（バスケットボール）
- 東京ベイフットボールクラブ（サッカー、フットサル）
- 東京23フットボールクラブ（サッカー）
- FC東京（サッカー）

#### オーケストラ・合唱団
- 東京ユニバーサル・フィルハーモニー管弦楽団
- 西六郷少年少女合唱団

### テレビドラマ
区域で撮影された番組も含む。
梅ちゃん先生
2012年度前期に放送されたNHK連続テレビ小説。主演は堀北真希。蒲田が舞台。
深夜にようこそ
千葉真一主演による1986年のテレビドラマ。東雪谷2丁目と石川台駅前の坂がロケ地かつ舞台。
ふぞろいの林檎たち
石原真理子、手塚理美らが主演。東雪谷の東京都立荏原看護専門学校と東京都保健医療公社荏原病院が舞台。
スチュワーデス物語
堀ちえみ主演。羽田、羽田空港などが舞台となった。
GOOD LUCK!!
成田空港が舞台だが、ロケ地の多くが羽田空港周辺だった。
こちら本池上署
池上が舞台となった。
はいすくーる落書
蒲田・羽田周辺が舞台となった。
平成夫婦茶碗
大田区が舞台となった。
一番大切な人は誰ですか?
ドラマの中では「鴨下町」として雪谷大塚・石川台商店街を中心に撮影が行われた。
みにくいアヒルの子
蒲田周辺が舞台となり、蒲田小学校の周辺を中心に、梅屋敷商店街などでも撮影が行われた。
せいぎのみかた
国分太一（TOKIO）が主演。大森東を中心に撮影が行われた。
新・熱中時代宣言
蒲田周辺が舞台となった。教室のシーンは当時開校したばかりだった南六郷中学校が使われた。
ガリレオ
主演刑事は、大田区内にある貝塚北署に所属。舞台も大田区内が多い。
集団左遷!!
福山雅治演じる主人公が蒲田の銀行に左遷される。
電車男
アテンションプリーズ
CAとお呼びっ!
ガチバカ!
特急田中3号
ギネ 産婦人科の女たち
2001年のおとこ運
母になる
他、多数
羽田空港、多摩川、埋立地、田園調布など区域各所で撮影が行われている。

### 映画
キネマの天地（1986年）
松竹キネマ蒲田撮影所が舞台となった。松竹大船撮影所50周年記念作品。
ゴジラvsデストロイア（1995年）
羽田空港にてゴジラとゴジラジュニアが邂逅するも、デストロイア完全体の乱入を受ける。撮影にはミニチュアセットが使用された。
はつ恋（2000年）
母親初恋の相手を探す時の物語。蒲田、京急蒲田駅、あすと商店街、および呑川沿いで撮影が行われた。
やわらかい生活（2006年）
蒲田駅周辺、および御成橋通りを中心に撮影が行われた。
フライング☆ラビッツ（2008年）
キャビンアテンダントが登場人物に多数いるため、羽田空港とその周辺が主な舞台となっている。
リアル鬼ごっこ（2008年）
鬼から逃げるシーン（一部）で首都高速羽田線の高架下の通りとその周辺で撮影。
商店街な人（2010年）
大田区内、蒲田を中心舞台に商店街、町工場のあり方、地域の魅力を如何にアピールしてゆくのか、未来を探求するリアルストーリー。大田区役所、大田区議会議長室、羽田空港ロビー、京急電鉄などで撮影。
未来シャッター（2015年）
大田区を中心に内外の公的機関、研究機関、地域金融機関、企業や商工業事業者ら多数が撮影に協力し、実在の人物も本人役でも登場する。大田区発、“地域イノベーション”の進展と東京、蒲田“映画の街”の復活に貢献。
シン・ゴジラ（2016年）
第2形態のゴジラが呑川を遡上して蒲田に襲来。その後、丸子橋緑地一帯に自衛隊が展開し、第4形態に達したゴジラと交戦している。
ふきげんな過去（2016年）
舞台となるエジプト豆料理屋のロケ地が池上。
蒲田前奏曲（2020年）
蒲田を舞台としたオムニバス映画。

### 小説
イッツ・オンリー・トーク
絲山秋子の小説。蒲田が舞台。
隠蔽捜査シリーズ
今野敏の警察小説シリーズ。第2作以降、主人公は大森署の署長となる。
下町ロケット
池井戸潤の小説。大田区の町工場が舞台。
砂の器
松本清張の推理小説。国鉄蒲田操車場（現：JR東日本大田運輸区）、蒲田警察署などが登場する。
レディ・ジョーカー
高村薫の推理小説。大森警察署、蒲田警察署、羽田などが登場する。

### 音楽
大田区よいとこ一度はおいでチョイナチョイナ（大田クルー）
2004年11月24日ポニーキャニオン、PCCA-70099
大田区でプロポーズ（テツandトモ）
2003年11月19日ポニーキャニオン、PCCA-70057
平和島（B-DASH）
B-DASHはこのほかにもアルバムにおいて「BIG FOREST STATION 大森駅」「メロディック本門寺」などの大田区にちなんだ楽曲を発表している。
蒲田温泉（バクザン）
2009年5月30日トランジスターレコード、TRBK-002
大田区にある蒲田温泉のことを歌いあげるアルバム。

### 漫画
巨人の星
多摩川グラウンドが練習の場として多く登場する。
750ライダー
石井いさみの青春漫画。ガス橋周辺が舞台。
ビッグウイング
矢島正雄原作、引野真二作画による人間群像劇漫画。羽田空港ターミナルビルが主な舞台。2001年TBS系列で連続ドラマ化もされた。
おぼっちゃまくん
小林よしのりによるギャグ漫画。田園調布が舞台。
サーティーガール
岩崎つばさ・カワイシンゴによるギャグ漫画。洗足池周辺が主な舞台。
ぱにぽに
氷川へきるによるギャグ漫画。当区内の架空の町「桃月町」が舞台。
それでも町は廻っている
石黒正数によるギャグ漫画。当区内の下丸子をモデルとした架空の町「丸子」が舞台。
蒲田魔女
かずといずみによる4コマ漫画。蒲田駅周辺が舞台。
三丁目雑兵物語
グレゴリウス山田によるギャグ漫画。端っこの下町にあるという。

### アニメ
Hi☆sCoool! セハガール
羽田・大鳥居（ゲーム会社セガが所在）が舞台。

### ゲーム
蒼穹紅蓮隊（1996年）
2057年の東京府大田区上空が1面の舞台となるほか、主人公らが所属する架空の企業「（株）尽星」の本社も大田区にあるとされる。